# Weinsberg
Weinsberg ist eine Stadt im Landkreis Heilbronn, fünf Kilometer östlich von Heilbronn im fränkisch geprägten Nordosten Baden-Württembergs. Die Stadt wurde um das Jahr 1200 gegründet und hat 13.268 Einwohner (Stand 31. Dezember 2024). Sie liegt im nach ihr benannten, von der Sulm und ihren Zuflüssen gebildeten Weinsberger Tal zwischen Neckar und den Löwensteiner Bergen.
Bekannt ist Weinsberg für den Weinbau, der über Jahrhunderte hinweg zentral für die Stadt war und immer noch eine wichtige Rolle spielt, und für die aus dem frühen 11. Jahrhundert stammende Burgruine Weibertreu. Deren Name ist seit langem unzertrennlich mit den Treuen Weibern von Weinsberg verknüpft, die im Jahre 1140 ihre zum Tode verurteilten Männer retteten und denen die Stadt die seit 2022 offiziell geführte Zusatzbezeichnung Weibertreustadt verdankt. Heute ist die Stadt der Zentralort des Weinsberger Tales mit ausgeprägter Infrastruktur und ein Unterzentrum mit mittelzentralen Funktionen.

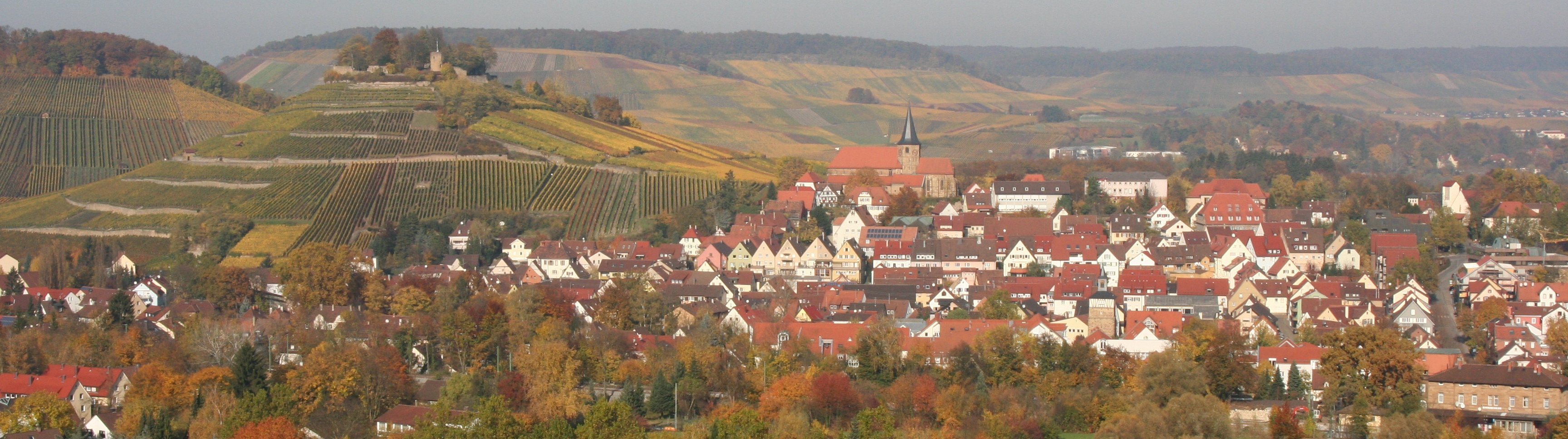
Weinsberg von Süden. Links der Burgberg, rechts davon die Johanneskirche

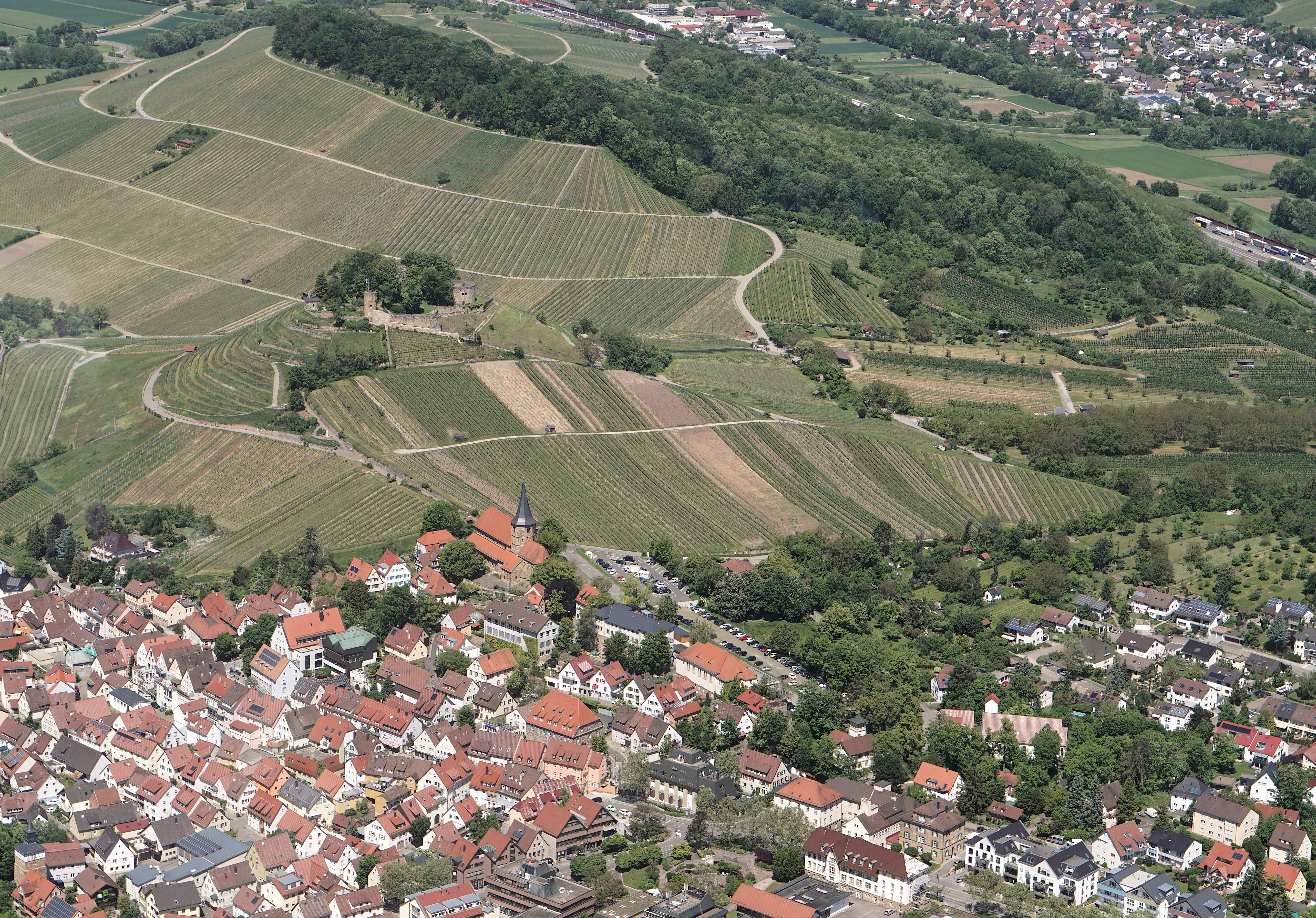
Das Ortszentrum von Weinsberg von Südost nach Nordwest und die benachbarte Burgruine Weibertreu

## Geographie

### Geographische Lage
Weinsberg liegt im Naturraum Schwäbisch-Fränkische Waldberge im östlichen Landkreis Heilbronn im Nordosten Baden-Württembergs, zwischen dem Neckar im Westen und den Löwensteiner Bergen im Osten. In den Löwensteiner Bergen entspringt der kleine Fluss Sulm, der nach etwa 20 km in den Neckar mündet. Das von der Sulm und ihren Zuflüssen gebildete Tal wird auch Weinsberger Tal genannt. Die Stadt liegt hauptsächlich im und auf den Hängen des Tales des Stadtseebaches (auch Saubach genannt), eines südlichen Zuflusses der Sulm. Die Sulm fließt zwar durch Weinsberger Gebiet, aber nicht durch die Stadt selbst, und nur ein kleiner Teil der Stadt liegt am Rand des Sulmtales im Norden der Stadt.

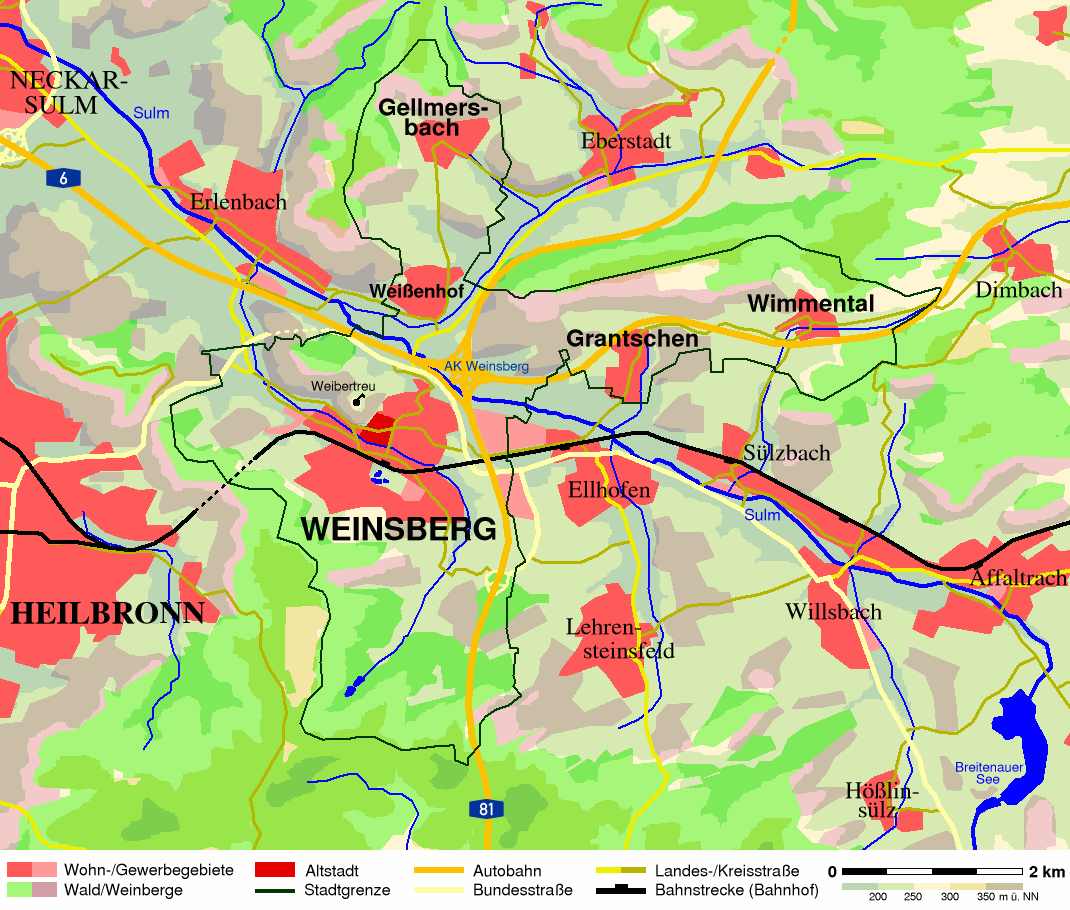
Plan von Weinsberg mit seinen Ortschaften

Nordwestlich des Stadtkerns erhebt sich der Burgberg mit der Burgruine Weibertreu, westlich davon der Schemelsberg. Beide Berge werden intensiv für den Weinbau genutzt. Im Osten erstreckt sich das Sulmtal, südlich des bebauten Gebietes das Stadtseebachtal und das Brühltal. Im Süden und Westen grenzt das Stadtgebiet an die Heilbronner Berge, das sind bewaldete Ausläufer der Löwensteiner Berge, die im Osten mit dem Reisberg beginnen und sich über den Hintersberg und die Waldheide bis zum Galgenberg und Wartberg im Westen erstrecken. Die Beschreibung des Oberamts Weinsberg von 1861 vermerkt: „Die Lage der Stadt ist im Allgemeinen eine gesunde und sehr milde, gegen Nordwesten durch den Burgberg, an den sie sich anlehnt, gedeckt, gegen Süden den Sonnenstrahlen offen, vor den Nebeln des westlichen Neckarthales durch den dazwischenliegenden Jägerhaus-, Galgen- und Wartberg geschützt.“ An den Wartberg schließt sich im Nordwesten das Tal des Stadtseebaches an, nördlich davon der oben erwähnte Schemelsberg.
Das Sulmtal nördlich des Schemelsberges wird von der Bundesautobahn 6 dominiert, die sich nordöstlich der Stadt, unterhalb des Ranzenbergs im Nordosten, mit der A 81 im Autobahnkreuz Weinsberg trifft. Nördlich des Sulmtals schließt sich die bewaldete Sulmer Bergebene an. Die A 81 Richtung Stuttgart verläuft ungefähr entlang der östlichen Gemarkungsgrenze Weinsbergs.
Der tiefste Punkt der Gemarkung liegt mit 166 m ü. NN an der Sulm, in den Weißenhofwiesen an der Grenze zu Erlenbach, der höchste mit 338 m ü. NN am Nordhang des Reisberges an der südöstlichen Gemarkungsgrenze zu Heilbronn.

### Geologie

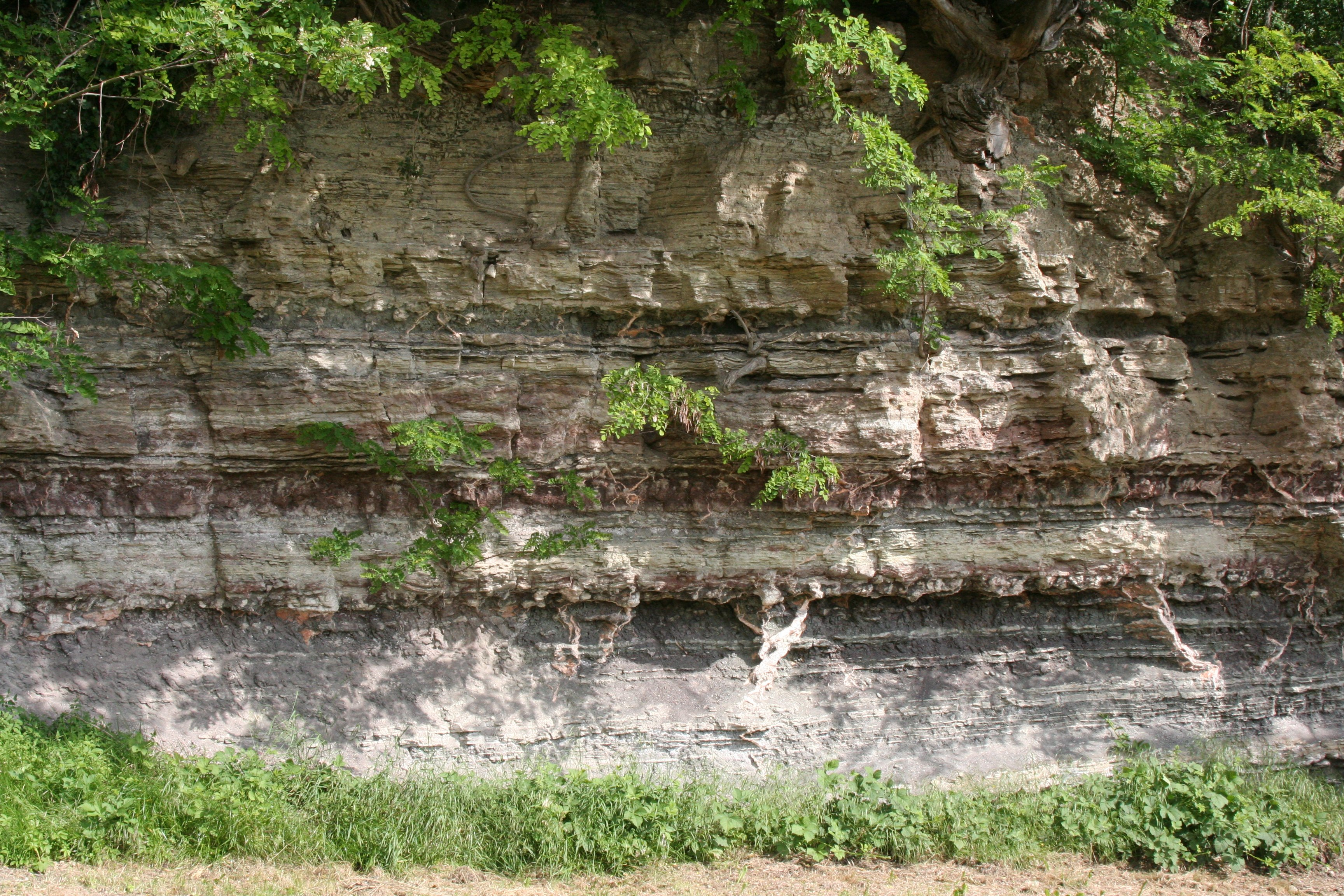
Gebankte geologische Schichten am Burgberg

Weinsberg liegt am Rand der Keuperstufe der Löwensteiner Berge, deren Ausläufer sich bis nach Neckarsulm und Öhringen erstrecken. Der Burgberg und der Schemelsberg sind Zeugenberge, die Sulm und Stadtseebach vom restlichen Gebirgsstock abgetrennt haben. Beide haben eine Schicht aus Schilfsandstein, der auch zum Bau der Burg und der Johanneskirche verwendet wurde. Am Burgberg wurde von 1811 bis 1867 Gips abgebaut. Das Loch, das der Gipsabbau im Berg hinterlassen hatte, wurde in den 1950er-Jahren wieder zugeschüttet und in Weinberge der örtlichen Weinbauschule umgewandelt.
Im Umkreis von Weinsberg wurden früher an die zehn Schilfsandsteinbrüche betrieben. Auch in Weinsberg gab es an der südwestlichen Grenze zu Heilbronn sowie auf dem Burgberg Steinbrüche (letzterer allerdings sehr klein).

### Ausdehnung des Stadtgebiets
Das Weinsberger Stadtgebiet umfasst 22,20 km², wovon 13,94 km² auf Weinsberg, 3,36 km² auf Gellmersbach, 2,10 km² auf Grantschen und 2,80 km² auf Wimmental entfallen (Stand: 30. Juni 2011).
Seit den Eingemeindungen kann die Form des Stadtgebietes am ehesten mit einem unregelmäßigen (Griechischen) Kreuz verglichen werden, wobei Weinsberg selbst den kurzen West- und den verdickten Südbalken darstellt, Gellmersbach den Nordbalken und Grantschen und Wimmental den verlängerten Ostbalken. Die Ausdehnung in Nord-Süd-Richtung beträgt etwa 8,6 km, in West-Ost-Richtung etwa 9,3 km.
In den Jahren 1957 sowie 1988–2012 verteilte sich die Flächennutzung wie folgt (Flächenangaben in ha, Quelle 1957:; 1988–2016: ):
|                               | 1957  | %      | 1988  | %     | 1992  | %     | 1996  | %     | 2000  | %     | 2004  | %     | 2008  | %     | 2012  | %     | 2016  | %     |
| ----------------------------- | ----- | ------ | ----- | ----- | ----- | ----- | ----- | ----- | ----- | ----- | ----- | ----- | ----- | ----- | ----- | ----- | ----- | ----- |
| Gesamtfläche                  | 1.429 | 100,00 | 2.223 | 100,0 | 2.222 | 100,0 | 2.222 | 100,0 | 2.221 | 100,0 | 2.222 | 100,0 | 2.222 | 100,0 | 2.222 | 100,0 | 2.222 | 100,0 |
| Siedlungs- und Verkehrsfläche | 155,9 | 10,90  | 515   | 23,2  | 546   | 24,6  | 567   | 25,5  | 595   | 26,8  | 615   | 27,7  | 640   | 28,8  | 643   | 28,9  | 648   | 29,2  |
| Landwirtschaftsfläche         | 750,9 | 52,50  | 1.186 | 53,4  | 1.122 | 50,5  | 1.100 | 49,5  | 1.068 | 48,1  | 1.048 | 47,1  | 1.031 | 46,4  | 1.028 | 46,3  | 1.024 | 46,1  |
| Waldfläche                    | 496,1 | 34,70  | 494   | 22,2  | 529   | 23,8  | 529   | 23,8  | 528   | 23,8  | 528   | 23,7  | 527   | 23,7  | 527   | 23,7  | 526   | 23,7  |
| Wasserfläche                  | 6,5   | 0,45   | 10    | 0,5   | 12    | 0,5   | 12    | 0,5   | 13    | 0,6   | 13    | 0,6   | 13    | 0,6   | 13    | 0,6   | 13    | 0,6   |
| Übrige Nutzungsarten          | 19,6  | 1,37   | 17    | 0,8   | 13    | 0,6   | 14    | 0,6   | 17    | 0,8   | 18    | 0,8   | 11    | 0,5   | 11    | 0,5   | 10    | 0,4   |

Diagramm: Flächenaufteilung für das Jahr 2014
Die Siedlungsfläche nimmt kontinuierlich zu, da Weinsberg nach wie vor Baugebiete ausweist. Umgekehrt dazu nimmt die landwirtschaftlich genutzte Fläche ab.

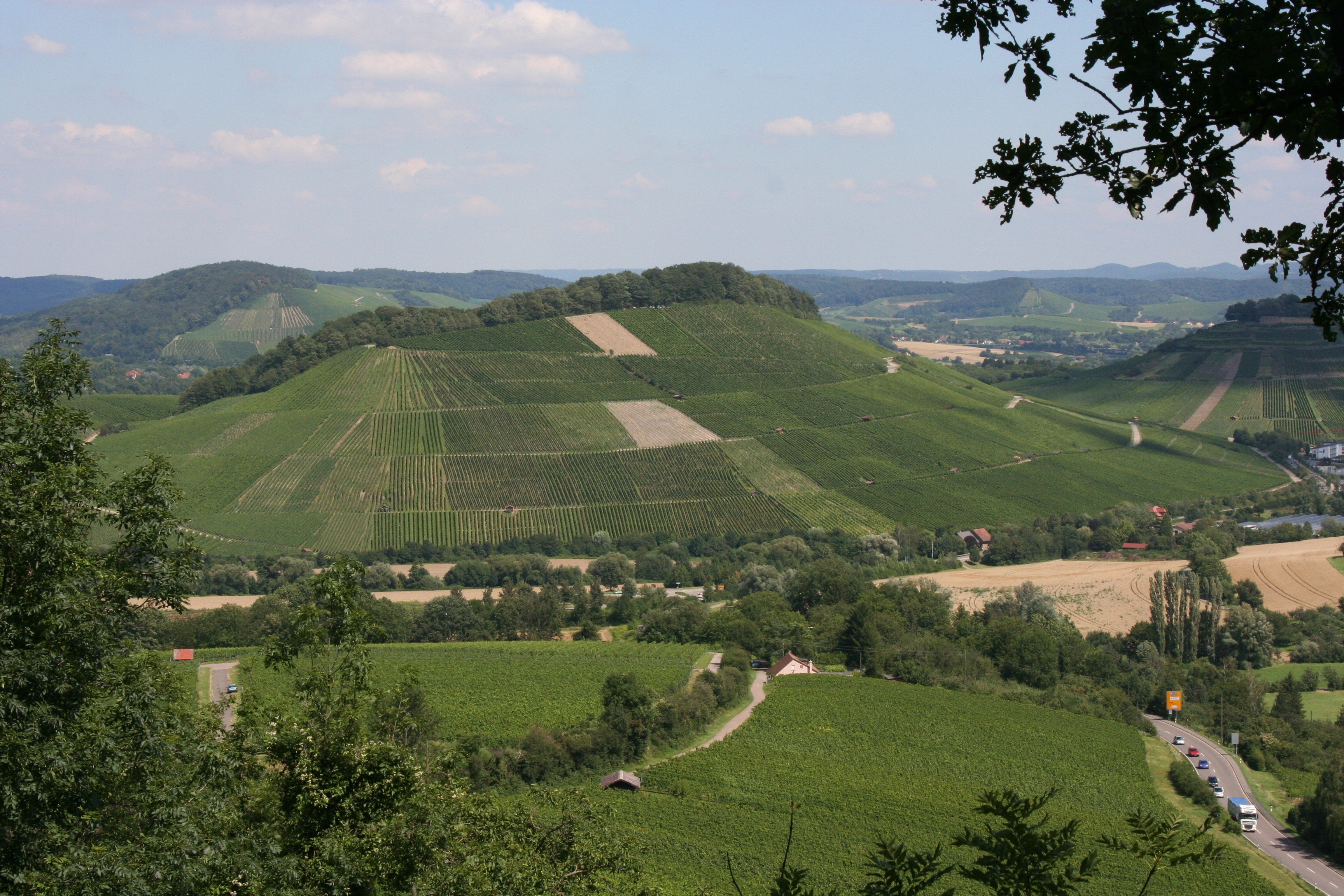
Blick vom Heilbronner Wartberg auf den Schemelsberg. Rechts der Burgberg

Der städtische Waldbesitz beträgt insgesamt 567 ha. Neben 426 ha Wald auf den Markungen Weinsbergs und seiner Ortschaften besitzt die Stadt auch noch 141 ha Wald auf der Markung von Gemmingen, der am 29. Juli 1936 erworben wurde, als Ausgleich für Weinsberger Gebietsabgaben an den Staat für Militärzwecke (Einrichtung eines Standortübungsplatzes im Umfeld der Waldheide).

### Nachbargemeinden
Nachbarorte Weinsbergs sind (im Uhrzeigersinn, beginnend im Westen): die Stadt Heilbronn (Stadtkreis) und die Gemeinden Erlenbach, Eberstadt, Bretzfeld (Hohenlohekreis), Obersulm, Ellhofen und Lehrensteinsfeld. Bis auf Heilbronn und Bretzfeld gehören alle zum Landkreis Heilbronn. Zusammen mit Eberstadt, Ellhofen und Lehrensteinsfeld bildet Weinsberg den Gemeindeverwaltungsverband „Raum Weinsberg“ mit Sitz in Weinsberg. Für diese vier Gemeinden ist die Stadt Weinsberg als Unterzentrum mit einzelnen mittelzentralen Funktionen festgelegt; das zugehörige Mittel- und Oberzentrum ist die Stadt Heilbronn.

### Stadtgliederung
| Stadtteil    | Eingemeindung  | Einwohner | Fläche    |
| ------------ | -------------- | --------- | --------- |
| Weinsberg    | –              | 9818      | 13,94 km² |
| Gellmersbach | 1. Januar 1975 | 01038     | 3,36 km²  |
| Grantschen   | 1. Januar 1973 | 0822      | 2,10 km²  |
| Wimmental    | 1. Januar 1975 | 0659      | 2,80 km²  |

Weinsberg besteht aus der Kernstadt und den 1973/1975 eingemeindeten Ortschaften Gellmersbach, Grantschen und Wimmental. Außerhalb der geschlossenen Bebauung befinden sich auch die zu Weinsberg selbst gehörenden Wohnplätze Weißenhof (mit Klinikum), Rappenhof und Stöcklesberg, ohne dass es sich dabei jedoch um eigene Ortschaften handelt. Abgegangene, heute nicht mehr bestehende Orte auf Weinsberger Markung sind u. a. Bodelshofen, Burkhardswiesen (bzw. Burchardeswiesen), Holßhofen, In dem Gründe, Lyndach, Uff dem Wier und Wolfshöfle.

### Klima
Das Klima ist durch die geschützte Tallage meistens mild und begünstigt den ausgiebig betriebenen Weinbau. Die durchschnittliche Jahrestemperatur lag lt. Daten des Deutschen Wetterdienstes in der Normalperiode 1961–1990 bei 9,6 °C, der jährliche Niederschlag bei 757,7 mm, die jährliche Sonnenscheindauer bei 1638,7 Stunden.
Nach Wetterdaten der Weinbauschule Weinsberg, die eine eigene Wetterstation betreibt, hat sich die mittlere Jahrestemperatur in Weinsberg von 1900 bis 2006 von 9,2 °C auf 10 °C erhöht.
|                        | Jan  | Feb  | Mär  | Apr  | Mai  | Jun  | Jul  | Aug  | Sep  | Okt  | Nov  | Dez  |   |       |
| Mittl. Temperatur (°C) | 0,6  | 2,0  | 5,4  | 9,2  | 13,6 | 16,8 | 18,7 | 18,0 | 14,7 | 10,0 | 4,9  | 1,7  | ⌀ | 9,7   |
|                        |      |      |      |      |      |      |      |      |      |      |      |      |   |       |
| Niederschlag (mm)      | 57,9 | 49,7 | 55,8 | 59,3 | 81,6 | 88,0 | 67,5 | 73,1 | 53,6 | 50,8 | 60,0 | 60,4 | Σ | 757,7 |
|                        |      |      |      |      |      |      |      |      |      |      |      |      |   |       |
| Sonnenstunden (h/d)    | 1,4  | 2,6  | 3,8  | 5,3  | 6,5  | 7,1  | 7,7  | 6,9  | 5,6  | 3,7  | 1,9  | 1,3  | ⌀ | 4,5   |

|  |

|  |

|  |

|  |

|  |

|  |

|  |

|  |

|  |

|  |

|  |

|  |

|  |

|  |

|  |

|  |

|  |

|  |

|  |

|  |

|  |

|  |

|  |

|  |

## Geschichte

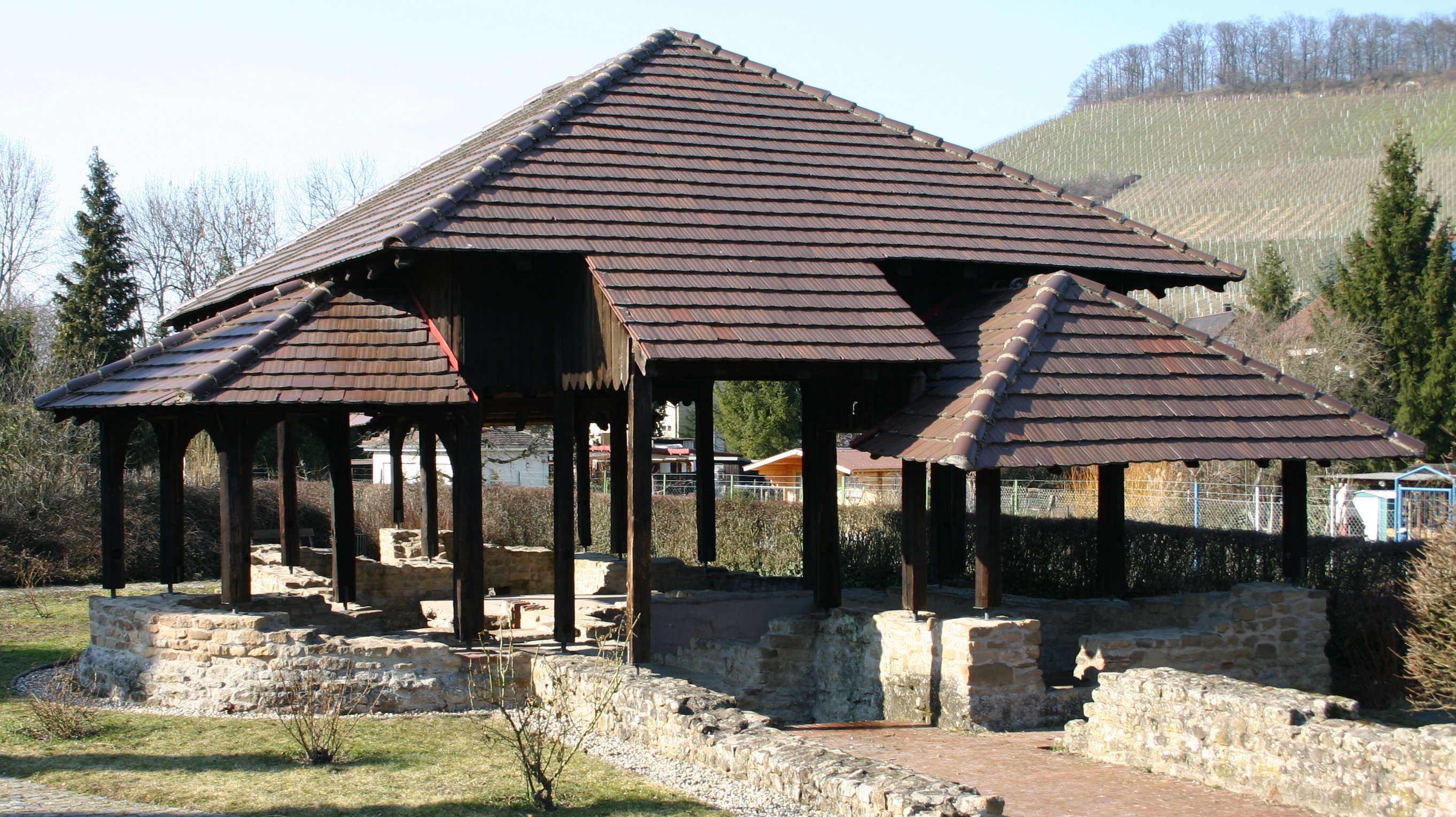
Das Römerbad (mit Schutzdach des 20. Jahrhunderts)

### Vorgeschichte und Altertum
Die früheste bekannte Siedlungsspur in Weinsberg ist eine bislang nicht näher erforschte Gruppe von Grabhügeln, die sich im Wald des Gewanns Jungberg befindet, nahe der sogenannten Kaiserforche an der Stadtgrenze zu Heilbronn. Es wird vermutet, dass die Grabhügel der Hallstattzeit zuzuordnen sind.
Im 19. Jahrhundert wurde auf Weinsberger Gemarkung eine keltische Silbermünze (Typ Kreuzmünze) aus dem 2. Jahrhundert v. Chr. gefunden. Die Münzinschrift „V,O,L,C“ kann dem keltischen Stamm der Volcae zugeordnet werden, der damals u. a. in Süddeutschland lebte. Damit ist zu vermuten, dass sich zu dieser Zeit Kelten zumindest zeitweise im Gebiet des heutigen Weinsberg aufgehalten haben.
Die ersten sicher bekannten Siedler auf Weinsberger Gebiet jedoch waren die Römer. Durch das heutige Stadtgebiet verlief im 2. Jahrhundert eine Römerstraße, die vom (ehemaligen) Kastell Böckingen des Neckarlimes zu den Kastellen des Obergermanischen Limes in Öhringen führte. An dieser Straße wurde unterhalb des späteren Burgberges zwischen 148 und 161 n. Chr. ein römischer Gutshof (villa rustica) errichtet, der bis zur Zerstörung durch Alamannen 234 oder 259/260 bestand. Das Badehaus dieses Gutshofes (in Weinsberg bekannt als Römerbad) wurde 1906 ausgegraben und konserviert, Teile des restlichen Gutshofes 1977.

### Mittelalter

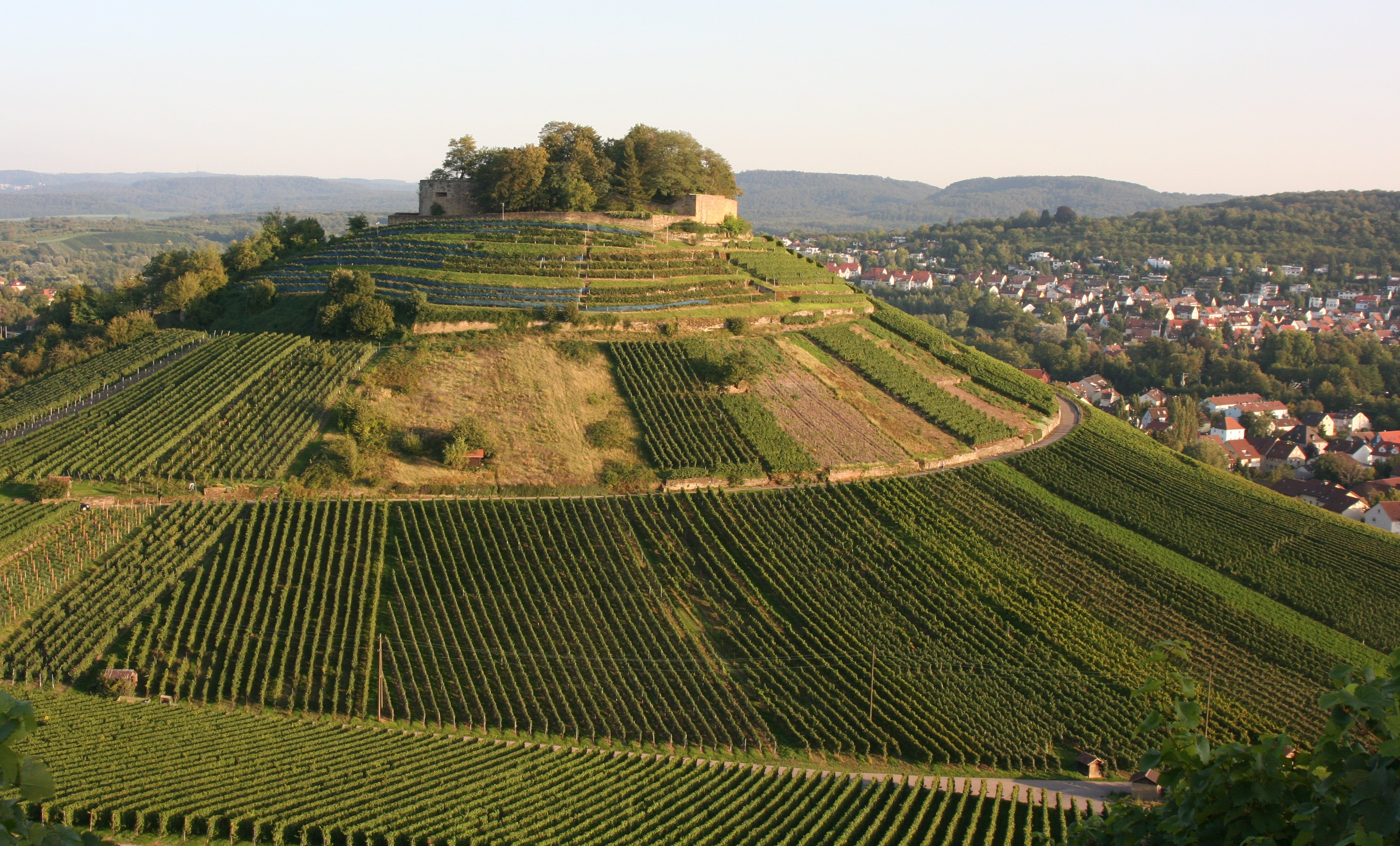
Der Burgberg mit der Burgruine von Westen

Die Alamannen wurden um 500 von den Franken verdrängt, die im 7. Jahrhundert auf Weinsberger Gemarkung westlich des Weißenhofes, zwischen Erlenbach und Gellmersbach, siedelten. 778 wurde die Gegend um Weinsberg als Sulmanachgowe (Sulmgau, Hauptort vermutlich Neckarsulm) in einer Schenkungsurkunde Karls des Großen an das Kloster Lorsch erstmals erwähnt. Auf dem heutigen Gebiet der Stadt Weinsberg sind mehrere mittelalterliche Siedlungen (Bodelshofen, Burchardeswiesen, Lyndach u. a.) nachweisbar, die teilweise auch nach der Stadtgründung noch weiterbestanden, dann aber nach und nach aufgegeben wurden.
Vermutlich um das Jahr 1000 wurde die Burg Weinsberg als Reichsburg auf einem Berg an der Handelsstraße von Heilbronn nach Hall errichtet. 1140 wurde die Burg von König Konrad III. im Zuge der Auseinandersetzung zwischen Staufern und Welfen belagert und musste sich, nachdem das zu ihrer Befreiung herangeführte Entsatzheer Welfs VI. von den Staufern in einer Schlacht besiegt worden war, schließlich am 21. Dezember 1140 ergeben. Dem Bericht der Kölner Königschronik zufolge wurde den Frauen auf der Burg freier Abzug gewährt unter Mitnahme von dem, was jede tragen könne. Sie trugen ihre Männer herab, denen sie so das Leben retteten, da der König sich an sein Wort hielt. Die Frauen wurden als Treue Weiber bekannt. Die Burg (heute Ruine) heißt aufgrund dieser Begebenheit Weibertreu.

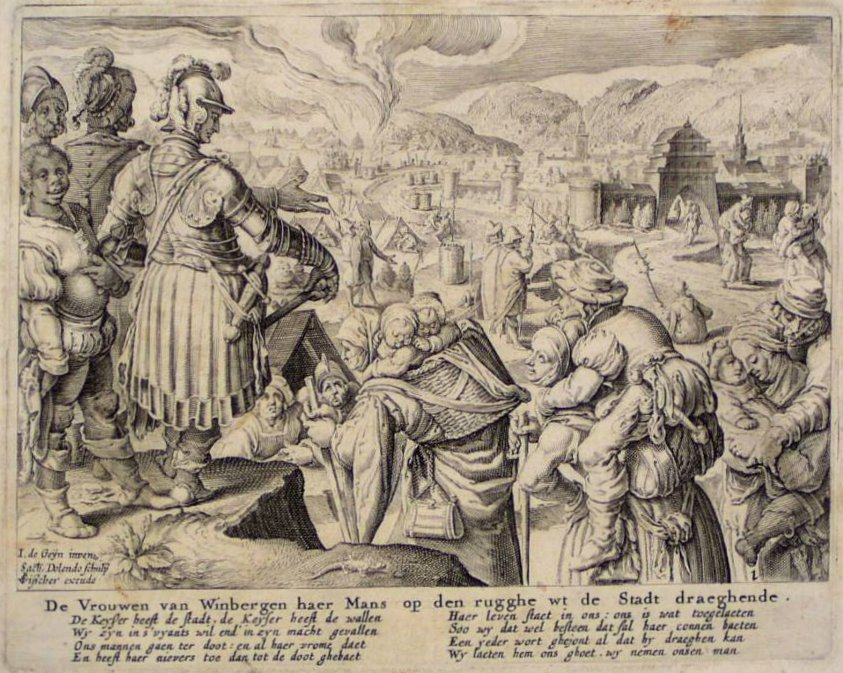
Phantastische Darstellung der Belagerung der Burg Weinsberg und der Treuen Weiber 1140. Kupferstich von Zacharias Dolendo nach Jacques de Gheyn II, spätes 16. Jahrhundert

Die Staufer setzten eine Ministerialenfamilie aus dem Gmünder Raum (Sitz in Lindach) als Verwalter auf der Burg ein, die sich bald nach ihrem Sitz „von Weinsberg“ (Herren von Weinsberg) nannte und bis 1450 die Burg als Reichslehen innehatte (mit Unterbrechungen im Nutzungsrecht). Es entstand eine Vorburgsiedlung an den Hängen des Burgberges. Eine an der Handelsstraße im Tal gelegene Marktsiedlung diente der Versorgung der Burg und der umliegenden Ortschaften. Um 1200 wurde auf Veranlassung der Herren von Weinsberg auch mit dem Bau der Johanneskirche zwischen diesen beiden Siedlungen begonnen.
Zur gleichen Zeit wurde vermutlich auch die Stadt Weinsberg gegründet und mit einer Stadtmauer umgeben. 1241 setzt die schriftliche Überlieferung ein mit der Erwähnung der Stadt in einem staufischen Einkünfteverzeichnis (sogenannte Reichssteuerliste), in dem Weinsberg an 29. Stelle aufgeführt ist, ebenbürtig mit Donauwörth, Wiesbaden, Offenburg und Konstanz. Wann Weinsberg das Stadtrecht erlangte, ist unbekannt. Es muss aber vor 1283 gewesen sein, da in diesem Jahr König Rudolf I. der Stadt Löwenstein das Stadtrecht verleiht nach dem Vorbild des Stadtrechtes, das seine Vorgänger der Stadt Weinsberg verliehen hatten. Zu Beginn war Weinsberg zur Hälfte Reichsstadt, zur anderen Hälfte im Besitz der auf der Burg Weinsberg residierenden Herren von Weinsberg, die in der Stadt umfangreiche Rechte wie etwa das Kelterrecht, das Badstubenrecht und das Recht auf die Besetzung des Schultheißenamtes hatten. Diese Rechte und das Beharren der Stadt auf ihrem Status als Reichsstadt, den sie durch Beitritt zu verschiedenen Städtebünden bekräftigte, führten zu zahlreichen Streitereien zwischen Stadt und Herren.

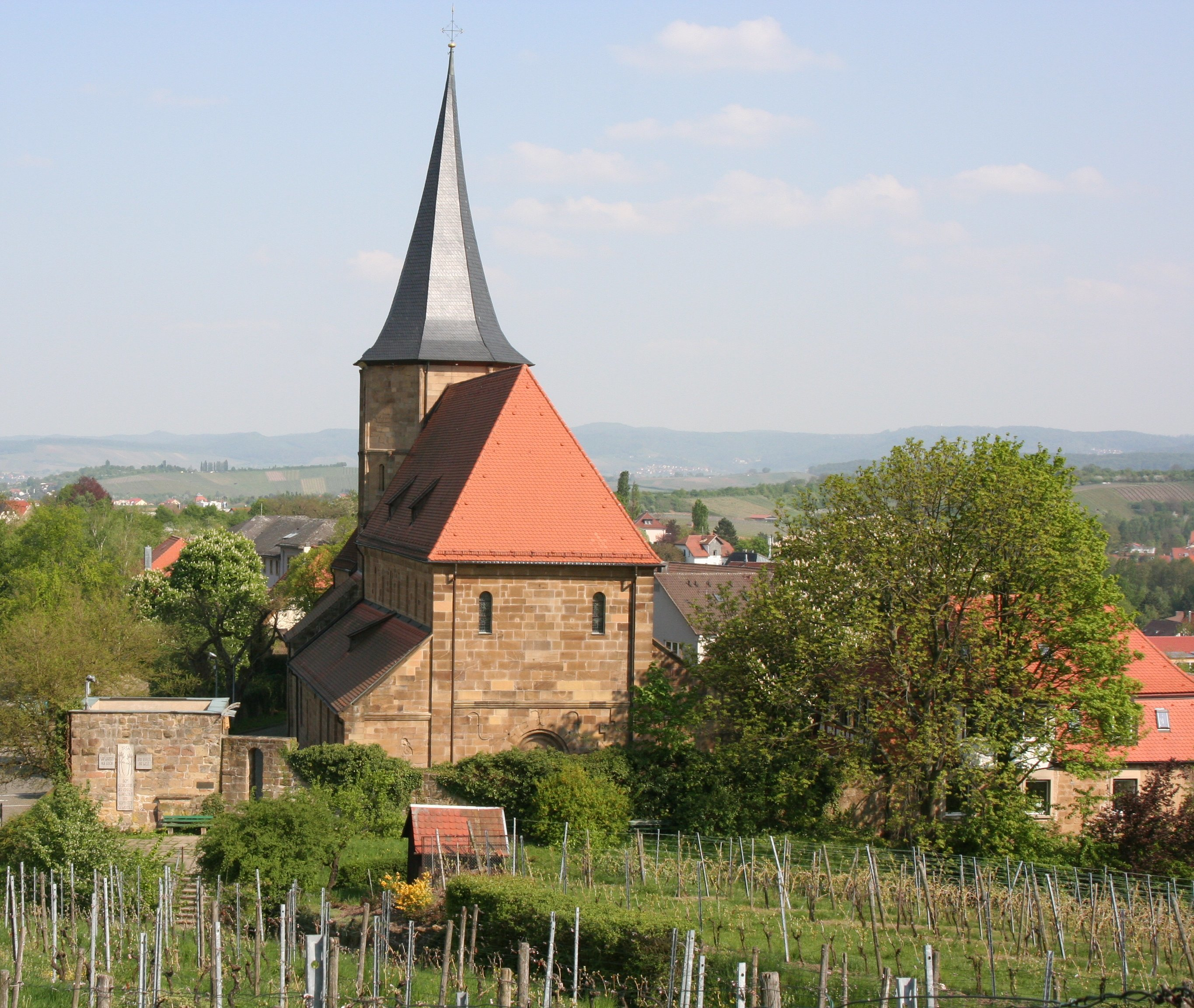
Die nordwestliche Ecke der Altstadt mit der Johanneskirche und Resten der Stadtmauer

Die im frühen 13. Jahrhundert errichtete Stadtmauer um die Stadt schloss ursprünglich durch Schenkelmauern auch die Burg im Nordwesten mit ein. Im Gebiet zwischen diesen Schenkelmauern, unmittelbar unterhalb der Burg, standen Häuser für Priester, Ministeriale und Leibeigene der Herren. Vermutlich 1332 zerstörten die Weinsberger Bürger diesen Stadtteil und schlossen die Stadt im Westen gegenüber der Burg ab, wie Urkunden aus dem Jahr 1375 aussagen. In Ausnutzung der Abwesenheit zweier der drei Burgherren und gegen den Widerstand des dritten errichteten sie eine Mauer zwischen Burg und Stadt mit einem davorliegenden Graben, der als Burgweg heute noch existiert. Die Schenkelmauern wurden vermutlich gleichzeitig abgebrochen.
Die Streitereien mit den Herren dauerten an. Schließlich, am 22. Mai 1417, belehnte König Sigismund seinen Reichserbkämmerer Konrad IX. von Weinsberg mit der Stadt Weinsberg, die damit vom Status einer Reichsstadt zu einer den Weinsberger Herren unterstellten Landstadt abgewertet worden wäre. Die Stadt suchte Schutz in einem weiteren Städtebund, dem Weinsberger Bund vom 27. November 1420, in dem sich 33 Reichsstädte zum Schutz der Stadt Weinsberg zusammenschlossen.
Weil die Stadt sich weigerte, seine Herrschaft anzuerkennen, und auch die ihm zustehenden Abgaben nicht mehr zahlte, bewirkte Konrad IX. beim königlichen Hofgericht die am 10. Februar 1422 vom König bestätigte Acht über die volljährigen Bürger. Weil diese nichts bewirkte, folgte 1425 die Aberacht. Außerdem verhängte der Papst – vermutlich Martin V. – 1424 den Kirchenbann über sie. All das nutzte jedoch nichts, und Konrad griff zu drastischeren Maßnahmen. Er wollte die mit Weinsberg verbündeten schwäbischen Städte schädigen und erwarb zu diesem Zweck (durch Tausch gegen Weikersheim mit Pfalzgraf Otto I. von Pfalz-Mosbach) die Stadt Sinsheim, durch die einer der Hauptwege zur Frankfurter Messe führte, an dem er damit Rechte erwarb. Im August 1428 überfiel er in Sinsheim zur Messe ziehende Kaufleute und setzte 149 Kaufleute aus 20 mit Weinsberg verbündeten Städten fest, davon allein 37 aus Ulm. Die Frankfurter Messe musste ausfallen. Der König empfand das als persönliche Beleidigung und entzog Konrad seine Gunst. Die Städte einigten sich zwar im Oktober 1428 in Heidelberg mit Konrad, der König verbot ihnen aber diese Einigung. Erst 1430 kam es zu einem neuerlichen Vergleich der Parteien auf Grundlage der zwei Jahre zuvor in Heidelberg erzielten Einigung, dem der König nun zustimmte. In diesem Vertrag musste Konrad die Stadt Weinsberg als (ungeteilte) Reichsstadt anerkennen.

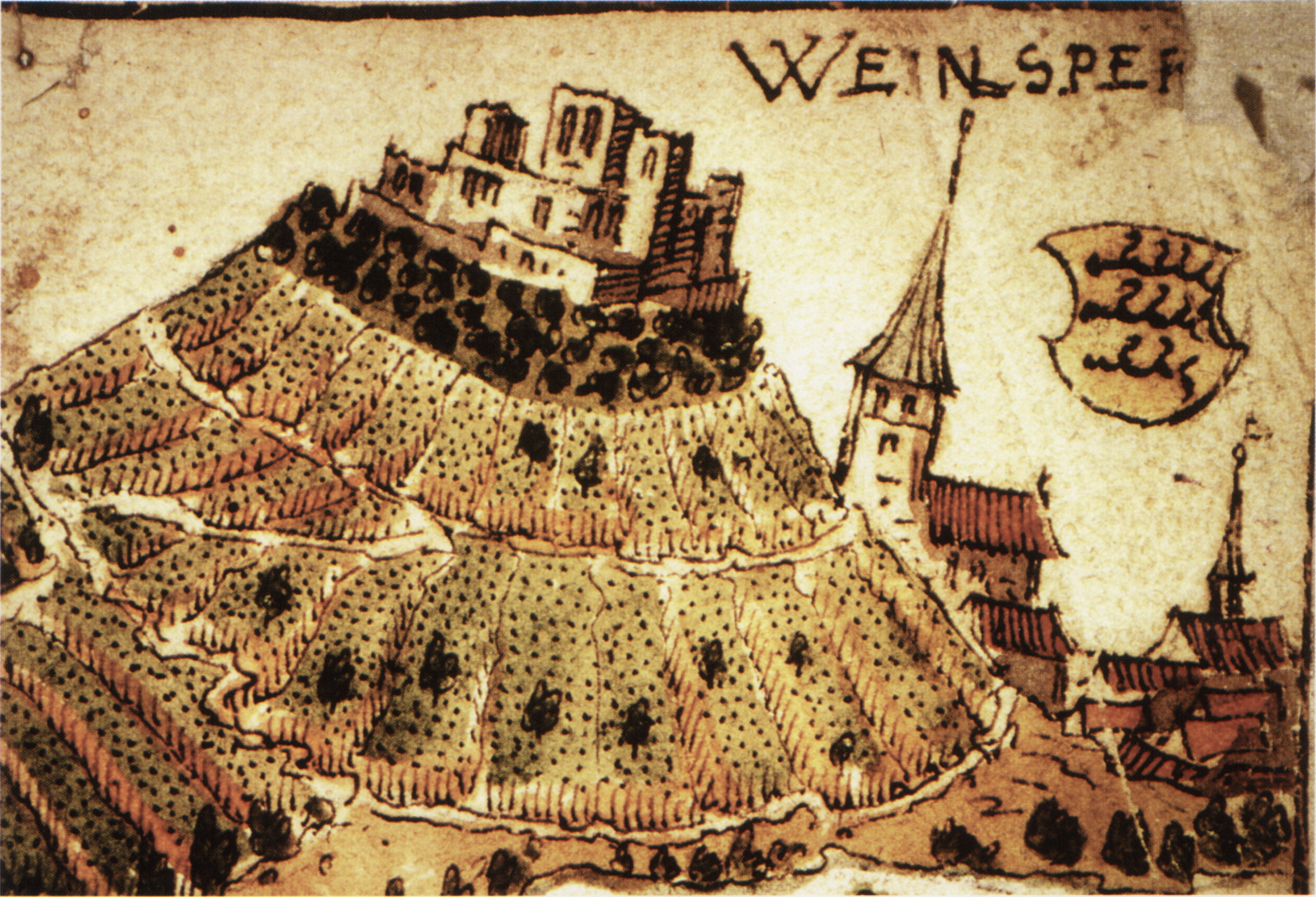
Eine frühe Ansicht von Burg und Stadt. Ausschnitt aus einer Karte von 1578

Bereits 1440 verlor Weinsberg im Zug der Bebenburger Fehde den Status der Reichsstadt wieder. Bei dieser Fehde, die 1435 über die Besetzung einer Pfarrerstelle in Reinsberg bei Hall ausgebrochen war, standen der Würzburger Bischof und sein Stiftshauptmann Kunz von Bebenburg der Reichsstadt Hall und den mit ihr verbündeten Städten, darunter Weinsberg, gegenüber. Die Haller ließen unter Berufung auf ihre kaiserlichen Privilegien Reiter der Gegenseite als Friedensbrecher aburteilen und aufhängen, wurden dafür aber vor dem Landgericht in Würzburg und Nürnberg verurteilt. Kunz von Bebenburg warb Bundesgenossen gegen die Städte und ging in einer Kette von einzelnen Fehden, die bis 1446 andauerten, gegen sie vor. Der 1596 in Frankfurt am Main erschienenen Schwäbischen Chronik (Paraleipomenos Rerum Sueuicarum Liber) des Tübinger Professors Martin Crusius zufolge soll es einer Schar von Rittern unter Führung von Kunz von Bebenburg und Hans von Urbach am 2. September 1440 gelungen sein, einige Männer in einem großen Weinfass („Trojanisches Fass“) in die Stadt Weinsberg zu schmuggeln, die dann die Tore öffneten und so die Einnahme der Stadt ermöglichten. Am 16. September 1440 verkauften sie die Stadt für 3.000 Gulden an den Pfalzgrafen Ludwig bei Rhein. Da die mit Weinsberg verbündeten Städte die von diesem geforderte Auslöse von 7.966 Gulden nicht aufbringen konnte, wurde die Stadt Teil der Kurpfalz. 1450 kaufte Pfalzgraf Friedrich den Herren von Weinsberg die Burg und die ihnen noch verbliebenen Rechte in der Stadt ab und war damit alleiniger Besitzer Weinsbergs.
Im Frühjahr 1460 konnte der kurpfälzische Amtmann Weinsbergs, Lutz Schott von Schottenstein, im Bündnis mit Bürgern der Reichsstädte Heilbronn und Wimpfen die Stadt Weinsberg gegen ein Heer des Grafen Ulrich V. von Württemberg verteidigen, der sich im Krieg mit dem Pfalzgrafen und Kurfürsten Friedrich I. befand und mit 2000 bis 3000 Mann vom Kloster Maulbronn her anrückte. Nach einem Bericht der Speyerischen Chronik verschanzten sich Schott und seine Verbündeten im Gelände und verteidigten Weinsberg erfolgreich, wobei sie außer zwei Rittern und weiteren 60 Mann auch Hans von Rechberg und einen Grafen von Helfenstein erschossen.

### 16. bis 18. Jahrhundert
1504 eroberte Herzog Ulrich von Württemberg im Landshuter Erbfolgekrieg Burg und Stadt Weinsberg nach dreiwöchiger Belagerung. Mit dem Uracher Vertrag von 1512 zwischen der Kurpfalz und Württemberg wurde Weinsberg dann auch offiziell württembergisch. Der Weinsberger Vogt Sebastian Breuning zählte zu den politischen Gegnern Herzog Ulrichs und wurde 1516 hingerichtet. Während der Vertreibung Herzog Ulrichs kam Weinsberg wie ganz Württemberg unter österreichische Verwaltung (bis 1534).

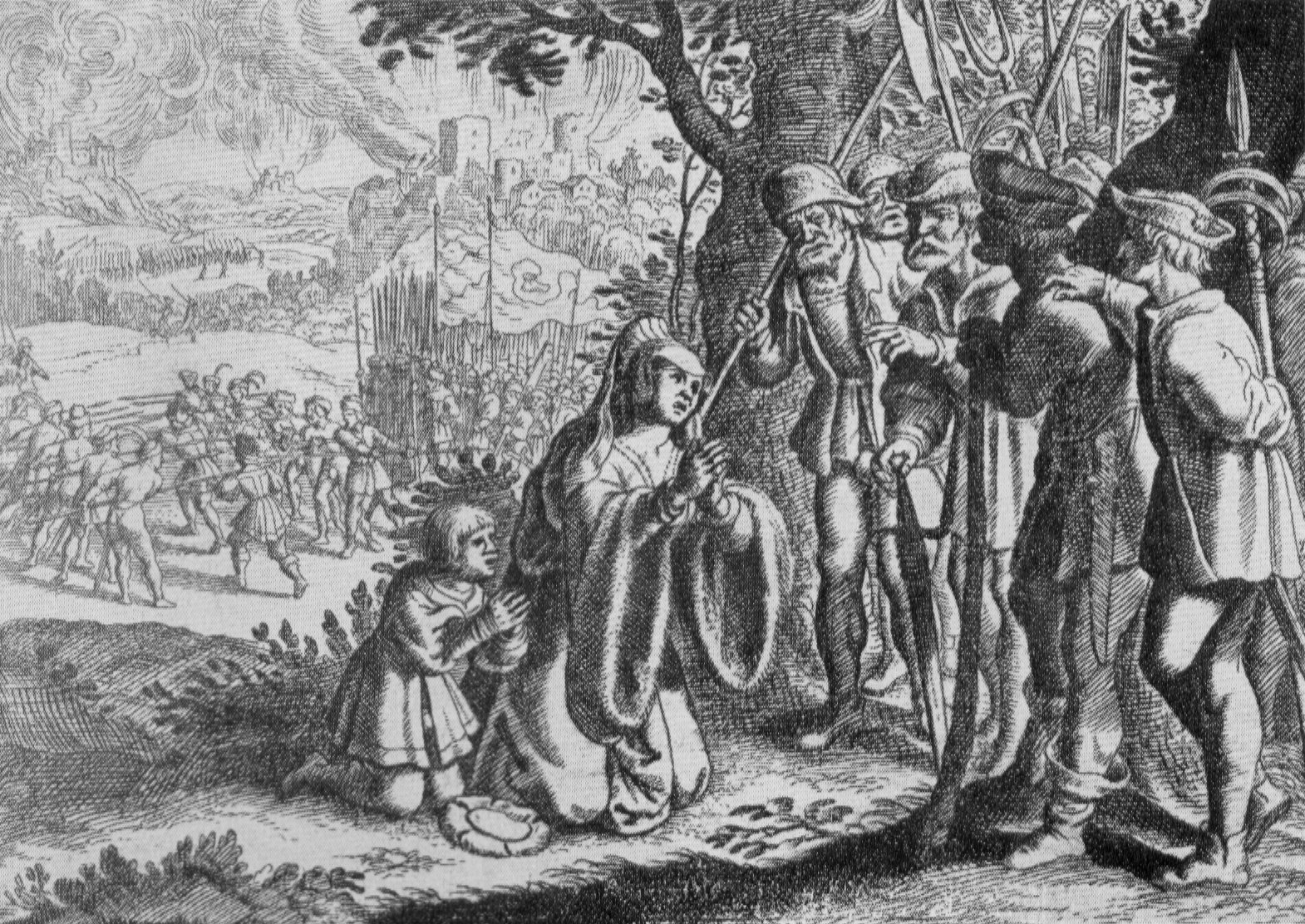
Die Gräfin Helfenstein bittet um Gnade für ihren Mann. Stich von Matthäus Merian d. Ä.

Im Bauernkrieg wurden am 16. April 1525, Ostersonntag, Burg und Stadt von aufständischen Bauern eingenommen. Die Burg wurde geplündert und angezündet und ist seitdem Ruine. Der in Weinsberg gefangen genommene Graf Ludwig Helferich von Helfenstein, Amtmann von Weinsberg und Obervogt über alle württembergische Bauern, wurde vor den Stadtmauern mitsamt seinen Rittern und Reisigen von den Bauern durch die Spieße gejagt und getötet. Dieses Weinsberger Blut-Ostern zog die Vergeltung des Schwäbischen Bundes nach sich, der Weinsberg am 21. Mai niederbrennen ließ. Die Stadt verlor ihre Freiheiten und das Stadtrecht, ihre Einkünfte gingen künftig direkt an die Obrigkeit. Die Bürger mussten eine jährliche Buße von 200 Gulden zahlen. Bis 1534 wurden zudem Sühnegelder für die Hinterbliebenen Helfensteins von den Weinsbergern eingetrieben. Es wurde verboten, die zerstörten Häuser wieder aufzubauen; das Verbot wurde aber noch im selben Jahr wieder aufgehoben. Der Urfehdebrief vom 17. November 1525, der dieses Verbot aufhob, bestimmte auch, dass die gesamte Stadtmauer mitsamt Türmen geschleift werden sollte, was aber nicht geschah. Nach der Rückkehr Ulrichs nach Württemberg 1534 huldigte ihm Weinsberg und nannte sich fortan wieder Stadt, wenngleich ein (neues, württembergisches) Stadtrecht erst 1553 von Herzog Christoph wieder verliehen wurde.
Im Schmalkaldischen Krieg wurde Weinsberg am 21. Dezember 1546 von Kaiser Karl V. ohne Kampfhandlungen eingenommen. In der Folge lagen von November 1549 bis Oktober 1551 spanische Truppen in der Stadt. Danach kehrte für mehrere Jahrzehnte Ruhe ein, die nur durch den Durchzug von Infektionskrankheiten – Englischer Schweiß (sudor anglicus) im Jahre 1529, Pest in den Jahren 1571, 1585, 1597 und 1612 – gestört wurde.

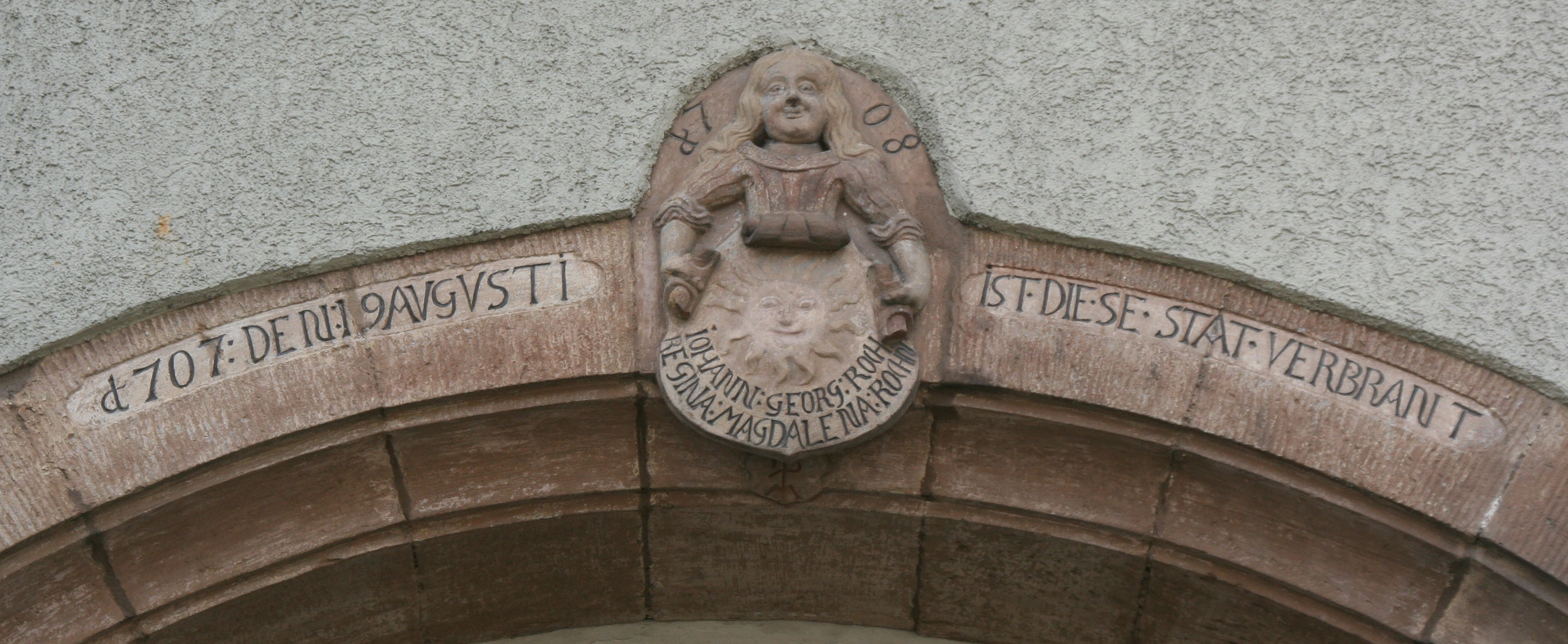
An den Stadtbrand von 1707 erinnernde Inschrift über der Hofeinfahrt des ehemaligen Gasthauses Zur Sonne am Marktplatz

Im Dreißigjährigen Krieg lagen dann mehrfach Soldaten in Weinsberg. Im September 1634 fielen kaiserliche Truppen ein, plünderten die Stadt und ermordeten zehn Menschen. 1625 und 1635 suchte erneut die Pest die Stadt heim, die bis 1640 fast zwei Drittel ihrer Einwohner verlor. Ebenfalls 1635 schenkte Kaiser Ferdinand II. Stadt und Amt Weinsberg dem Grafen Maximilian von und zu Trauttmansdorff, der beide 1646 an Württemberg zurückgab. Aufgrund dieser Episode nennen sich seine Nachfahren bis heute von Trauttmansdorff-Weinsberg.
1649 bis 1742 gehörte Weinsberg (zusammen mit Möckmühl und Neuenstadt am Kocher) hälftig zur Herrschaft Württemberg-Neuenstadt. Während dieser Zeit wurde die Stadt am 19. August 1707 durch einen großen Brand zu zwei Dritteln zerstört und danach innerhalb weniger Jahre wieder aufgebaut, wobei das mittelalterliche Stadtbild mit engen Gassen wegen der Weiterverwendung der für den Weinbau wichtigen Keller weitgehend erhalten blieb – trotz anderer Wünsche der mit dem Wiederaufbau befassten herzoglichen Baumeister, die ihre barocken Ideale der geraden, breiten Straßen als Sichtachsen nur am Marktplatz durchsetzen konnten. 1755 wurde Weinsberg Sitz eines Oberamtes (Oberamt Weinsberg).
Bis zum Ende des 18. Jahrhunderts war Weinsberg vor allem vom Weinbau und vom Mühlenwesen geprägt. Als Vorbote des industriellen Zeitalters kann die Gründung der Kleinknechtschen Fabrik im Jahr 1776 gewertet werden, die in den Folgejahren auf den Herrschaftswiesen unterhalb des Schemelsbergs mit Wasserkraft Barchent produzierte, jedoch infolge der Kontinentalsperre von 1806 und dem damit einhergehenden Rohstoffmangel wieder einging. Das Gebäude wurde daraufhin zum Spital, später zum Bezirkskrankenhaus umgenutzt.

### 19. Jahrhundert

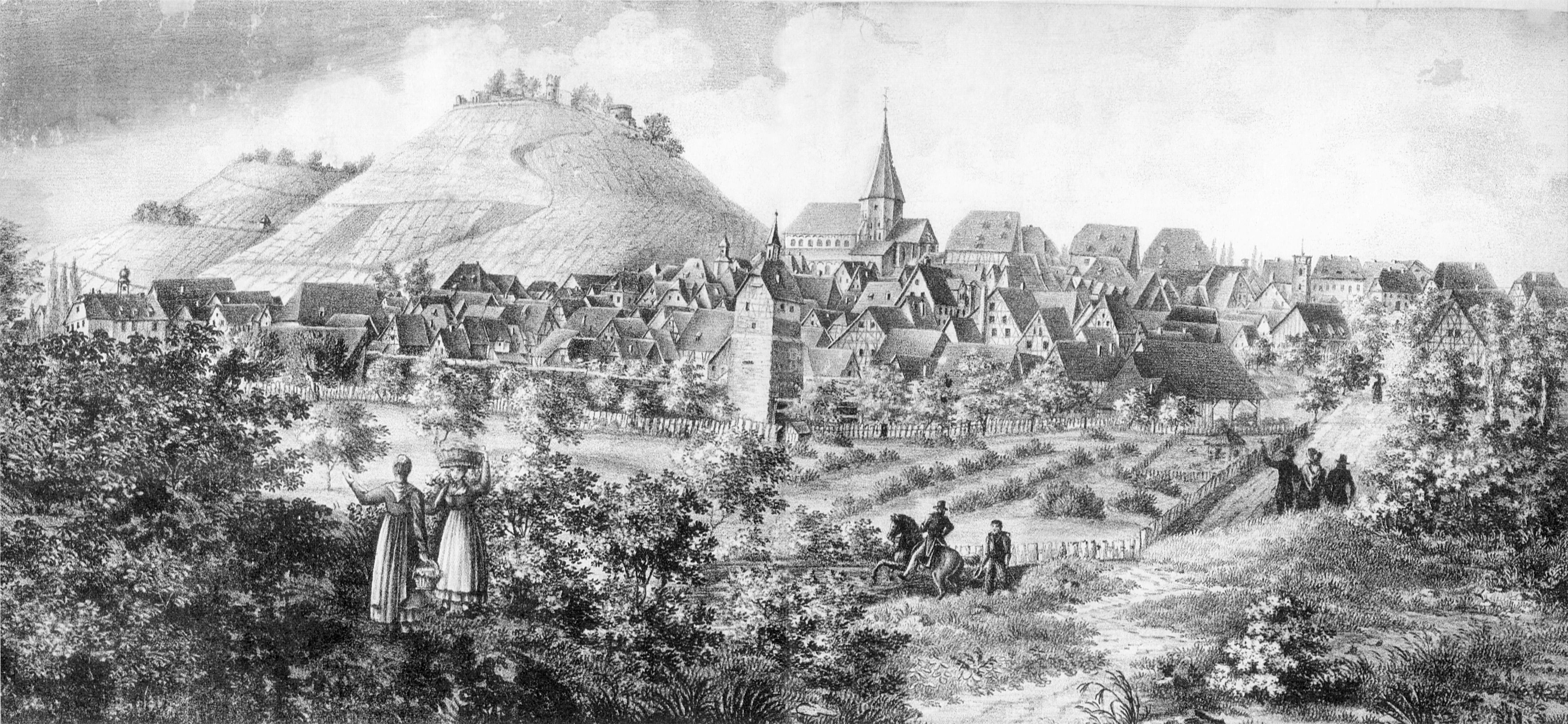
Weinsberg zu Beginn des 19. Jahrhunderts

Der Beginn des 19. Jahrhunderts war geprägt durch die Umwälzungen, die die Koalitionskriege mit sich brachten. Das 1806 gegründete Königreich Württemberg wurde mehrfach umorganisiert, und somit auch das Oberamt Weinsberg, dessen Amtssitz jedoch bestehen blieb. Nach dem Ende der Befreiungskriege und dem Jahr ohne Sommer setzte 1817 in der Stadt eine Auswanderungswelle vor allem nach Nordamerika ein, die bis ins späte 19. Jahrhundert anhielt. Die Gründe waren zum einen wirtschaftlicher Art (zum Beispiel durch Missernten verursachte Not), zum anderen aber auch politischer Natur. Der später berühmte Nationalökonom Friedrich List, damals noch württembergischer Rechnungsrat, wurde im Frühjahr 1817 nach Weinsberg geschickt, um die Gründe der Auswanderungswilligen zu erforschen. Ihm wurden hauptsächlich Bedrückung durch Feudalrechte (zum Beispiel Fronen) oder persönliche Bedrückung durch willkürlich handelnde Beamte genannt. Lists Bericht an die Regierung in Stuttgart findet seinen Höhepunkt in der Aussage, die Auswanderer „wollen lieber sklaven in Amerika seyn als bürger in Weinsperg“. Erst Jahrzehnte später, 1892, wurde in Weinsberg die letzte Auswanderung nach Nordamerika verzeichnet. Die Industrialisierung und der damit verbundene Wirtschaftsaufschwung verbesserten die Lage der Bürger. Ein Pionierbetrieb war in dieser Hinsicht die Mallsche Schaumweinfabrik des Traubenwirts Johann Georg Mall. Sie zählte zu den ersten dieser Fabriken in Deutschland und bestand von 1837 bis zum Tod des Gründers 1850.

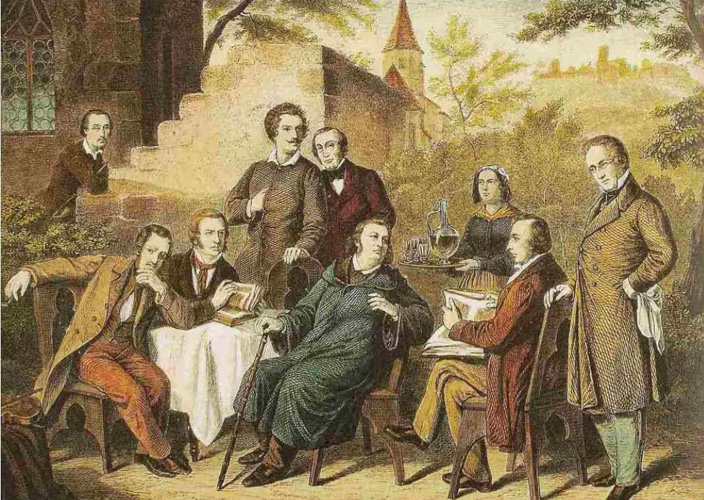
Kerners Freundeskreis in seinem Garten

Von 1819 bis zu seinem Tod 1862 lebte der Dichter und Arzt Justinus Kerner in Weinsberg. In seinem 1822 erbauten Haus, dem Kernerhaus, trafen sich oft mit ihm befreundete Dichter wie Ludwig Uhland, Gustav Schwab und Nikolaus Lenau und bescherten Weinsberg so den Ruf, ein „schwäbisches Weimar“ zu sein. Auch in der Heimat- und Denkmalpflege war Kerner tätig; er verhinderte den weiteren Abbruch der Burgruine, die im Laufe der Jahrhunderte verfallen und von den Weinsbergern als billige Steinquelle genutzt worden war. Für die weitere Instandhaltung der Burg gründete Kerner zusammen mit 142 Weinsberger Frauen den Frauenverein Weinsberg, der 1824 vom württembergischen König Wilhelm I. mit der Burgruine belehnt wurde und sie noch heute besitzt (jetzt unter dem Namen Justinus-Kerner-Verein und Frauenverein Weinsberg).
1860 bis 1862 wurde die Eisenbahnstrecke von Heilbronn über Weinsberg nach Hall (Kocherbahn) gebaut, bis 1867 deren Fortsetzung nach Crailsheim. Der Anschluss an das Streckennetz der Württembergischen Eisenbahn brachte den Fortschritt und mit einiger Verzögerung auch wirtschaftliche Prosperität in die Stadt. 1868 wurde nach jahrelangen Vorbereitungen eine Königliche Weinbauschule in Weinsberg eingerichtet, die unter anderem Namen bis heute besteht.

### Vom Beginn des 20. Jahrhunderts bis zum Zweiten Weltkrieg

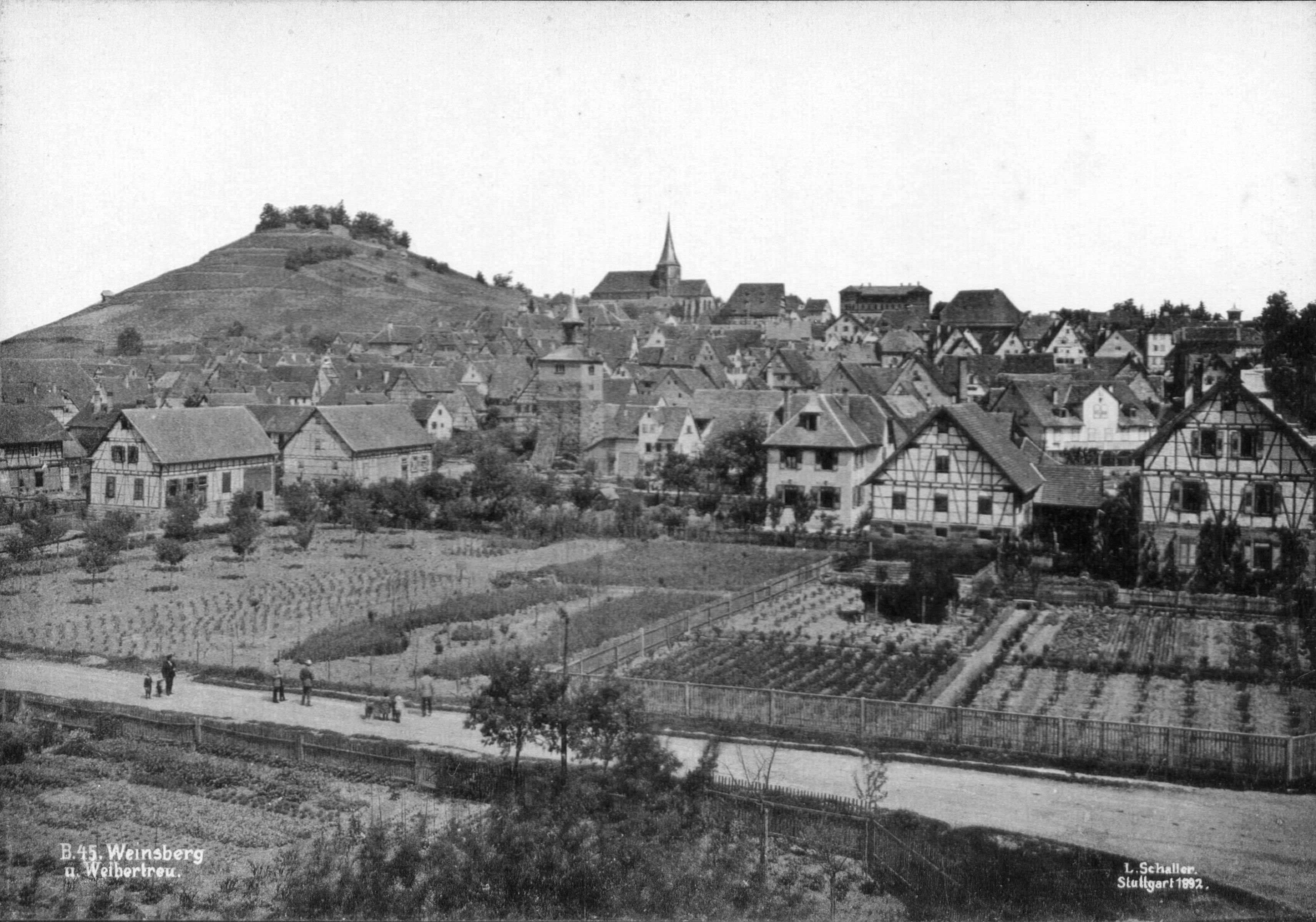
Weinsberg 1892

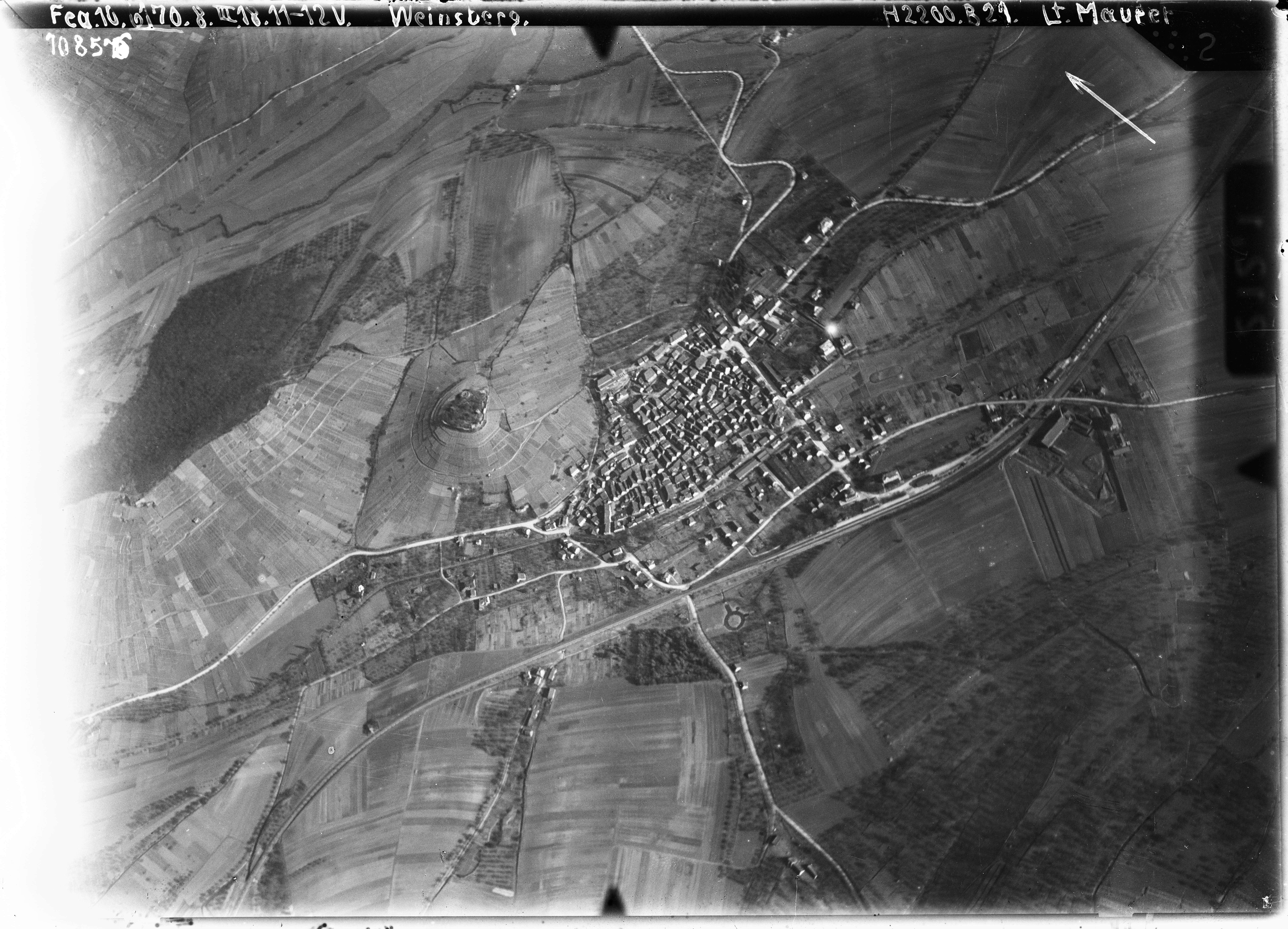
Luftbild der Stadt 1918

Das erste Viertel des 20. Jahrhunderts sah die Gründung einiger Unternehmen, die sich hauptsächlich in zwei neu angelegten Gewerbegebieten in der Nähe des Bahnhofs ansiedelten und Güter wie Ziegel, Tabak und Möbel produzierten. 1903 wurde etwas außerhalb des Stadtgebietes die neu gebaute Königliche Heilanstalt (für Geisteskranke) eröffnet, die als Klinikum am Weissenhof heute der größte Arbeitgeber in der Stadt ist. 1900 gab es erste Schritte zu einer modernen Wasserversorgung, 1904 wurde ein städtisches Gaswerk errichtet, und ab 1912 war Weinsberg an das Stromnetz angeschlossen.
Nach mehreren gescheiterten Versuchen unternahm es die württembergische Regierung 1923 erneut, die Zahl der Oberämter zu verringern. Auch diese Reform scheiterte und führte zum Rücktritt der Regierung. Die weitere politische Debatte führte schließlich zu einer Mini-Reform, der 1926 als einziges Oberamt das Oberamt Weinsberg zum Opfer fiel, das mit Wirkung vom 1. April gegen den heftigen Protest der Weinsberger aufgelöst und auf die umliegenden Oberämter verteilt wurde. Weinsberg selbst wurde dem Oberamt Heilbronn zugeteilt. Die ehemalige Oberamtsstadt verlor an Bedeutung, die Heilbronn im Gegenzug dazugewann.
Die Veränderung von Staat und Gesellschaft zur Zeit des Nationalsozialismus blieb auch in Weinsberg nicht ohne Folgen. Die Stadt versuchte, den 1926 durch die Auflösung des Oberamtes erlittenen Bedeutungsverlust durch neue Funktionen im nationalsozialistischen Staat zu kompensieren. So wurde 1934 der Plan verfolgt, Weinsberg zur „Hauptstadt der deutschen Frauentreue“ ernennen zu lassen. Ein diesbezüglicher Vorstoß bei Joseph Goebbels scheiterte jedoch. Ebenso wenig von Erfolg gekrönt war der 1936 von Bürgermeister Weinbrenner an die Reichsfrauenführerin Gertrud Scholtz-Klink gerichtete Vorschlag, auf der Burgruine Weibertreu eine Schulungsstätte der NS-Frauenschaft einzurichten und die Burg so „gleichsam zur Walhalla der deutschen Frauen“ zu erheben. Zum 800. Jahrestag der Treu-Weiber-Begebenheit im Jahr 1940 wurden ab 1938 große Festlichkeiten geplant, anlässlich derer die Burg doch noch als „Walhalla der deutschen Frau“ an die Reichsfrauenführerin übergeben werden sollte. Der Beginn des Krieges am 1. September 1939 machte die Planungen zunichte.

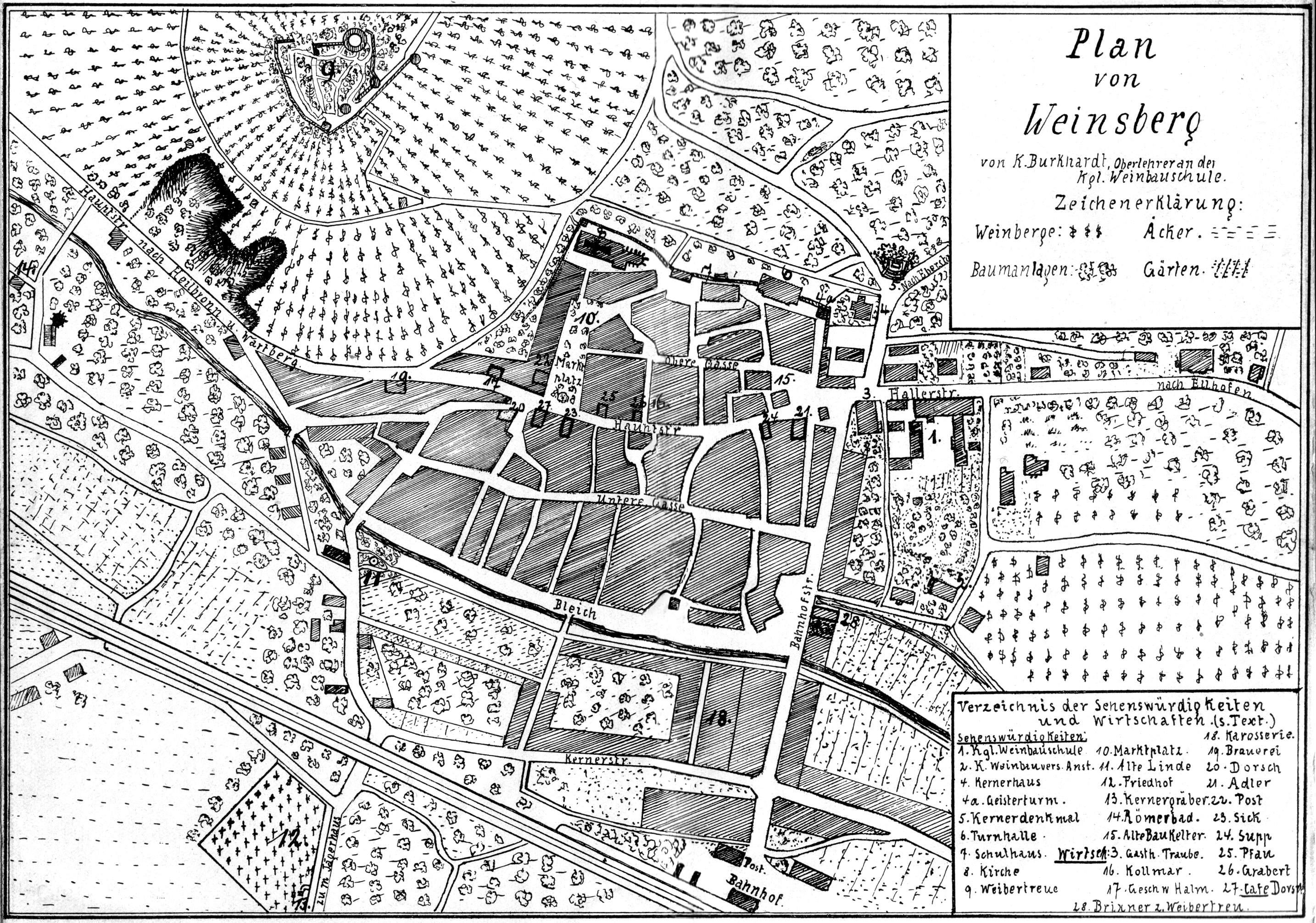
Historischer Stadtplan von Weinsberg, um 1914

Das Militär ließ sich verstärkt in und um Weinsberg nieder. 1934 wurde in der Umgebung des Exerzierplatzes auf der Waldheide zwischen Heilbronn und Weinsberg ein Standortübungsplatz eingerichtet, wozu Weinsberg 80 ha Wald unentgeltlich abgeben sollte. Die Stadt konnte jedoch erreichen, dass zwar 66 ha Wald abgegeben werden mussten, aber nicht umsonst, sondern im Wege des regulären Verkaufs. Vom Erlös wurden 1936 141 ha Wald auf Gemarkung Gemmingen gekauft, die auch 70 Jahre danach noch im Besitz der Stadt Weinsberg sind. Im gleichen Jahr wurden auch im Brühltal im Süden des Stadtgebietes 14 ha Privatgrundstücke beschlagnahmt, um dort einen Militärschießplatz anzulegen. 1937 wurde schließlich am damaligen Stadtrand ein Landwehrübungslager errichtet, das dann zu Kriegszeiten ab 1940 bis Ende März 1945 als Offiziersgefangenenlager (Oflag V A) diente. 1940 erreichte die Reichsautobahn von Stuttgart kommend Weinsberg, wo sie für die folgenden Jahrzehnte endete.
Wie fast überall in Deutschland fanden auch in Weinsberg Verbrechen an Behinderten und Juden statt. Im Rahmen der Aktion T4 zur Zeit des Nationalsozialismus wurden auch Weinsberger Patienten in die Tötungsanstalt Schloss Grafeneck gebracht, wo sie ermordet wurden. Später war das Krankenhaus eine der der Anstalt Hadamar zugeordneten Zwischenanstalten, wo Geisteskranke gesammelt und dann zur Tötung nach Hadamar gebracht wurden. Von Januar 1940 bis Ende 1941 wurden aus der Heilanstalt insgesamt 908 Patienten, davon 426 aus Weinsberg und 482 aus anderen Anstalten, in die Vernichtungsanstalten transportiert. Von 1934 bis zum Kriegsende 1945 wurden zudem 96 männliche und 107 weibliche Patienten der Heilanstalt aufgrund des Gesetzes zur Verhütung erbkranken Nachwuchses zwangssterilisiert. 1942 wurden zwei Juden aus Weinsberg ins Ghetto Theresienstadt deportiert.
Im Zweiten Weltkrieg kam Weinsberg lange Zeit relativ ungeschoren davon und konnte sogar viele Ausgebombte aus dem am 4. Dezember 1944 stark zerstörten Heilbronn aufnehmen. Es „war so übervölkert, daß es mehr Flüchtlinge zählte als Einheimische“. Die Heilanstalt wurde zum Notlazarett und Ersatz für das zerstörte Heilbronner Krankenhaus umfunktioniert. In der Endphase des Krieges, am 12. April 1945, wurde die Stadt dann doch noch durch Artilleriebeschuss und Bombardierung und die daraus resultierenden Brände großteils zerstört. Insgesamt starben 15 Menschen. 330 Häuser brannten ab, auch das Rathaus und mit ihm das Stadtarchiv, das schon bei den Bränden 1525 und 1707 dezimiert worden war. Weitere wichtige Quellen zur Stadtgeschichte gingen verloren.

### Nach dem Zweiten Weltkrieg

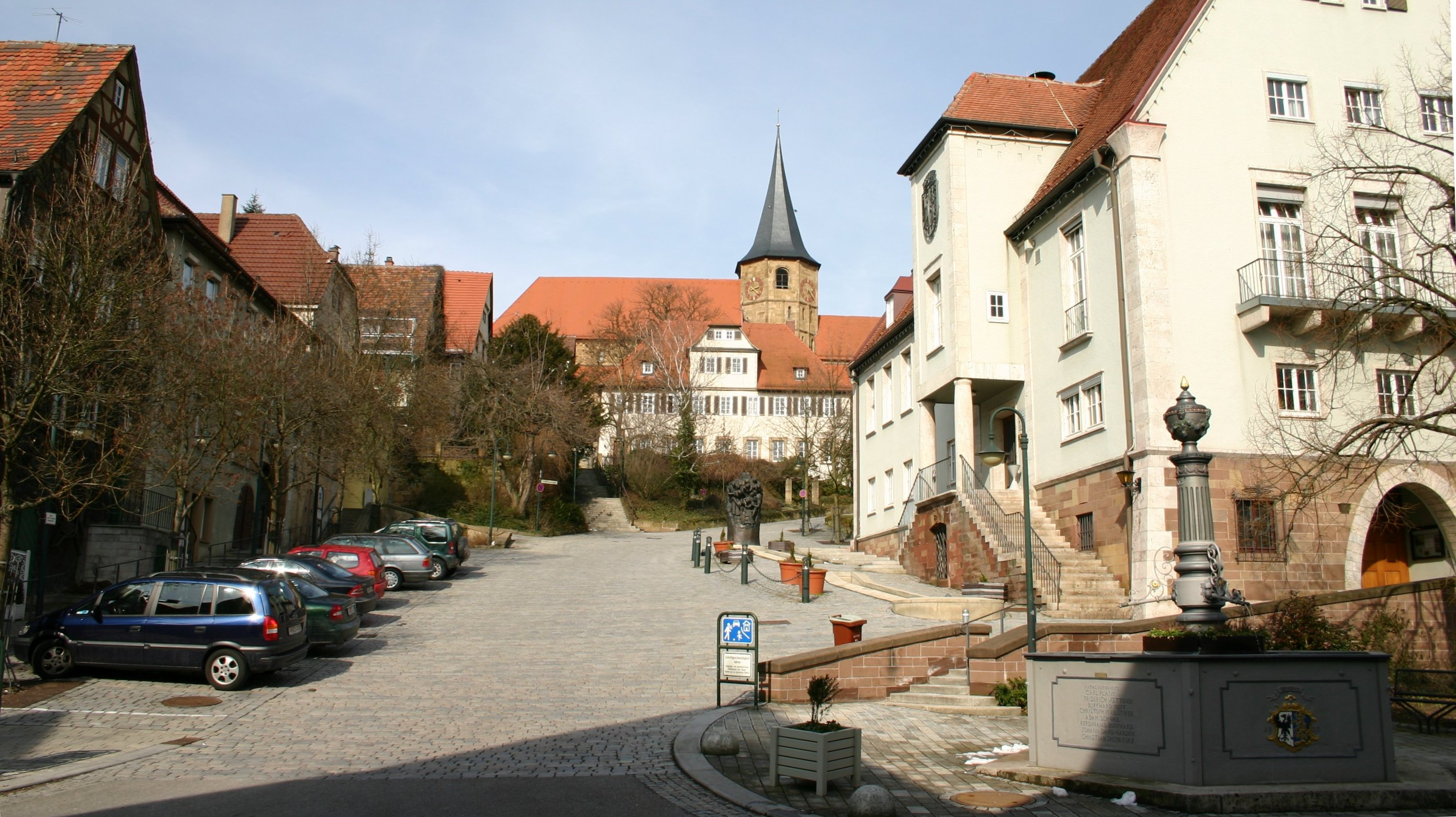
Der Marktplatz. Rechts das 1951–1953 neu erbaute Rathaus, am oberen Ende des Platzes das evangelische Dekanatsgebäude, darüber die Johanneskirche

Da Weinsberg Teil der Amerikanischen Besatzungszone geworden war, gehörte die Stadt somit seit 1945 zum neu gegründeten Land Württemberg-Baden, das 1952 im jetzigen Bundesland Baden-Württemberg aufging.
Im vormaligen Landwehrübungs- und Kriegsgefangenenlager wurden von den Siegermächten nach Kriegsende ehemalige Zwangsarbeiter und andere Displaced Persons untergebracht. 1953 wurde das DP-Lager umfunktioniert zu einem Landesdurchgangslager für Flüchtlinge aus den ehemals deutschen Ostgebieten, das noch bis zum 30. November 1972 existierte. Auch Bundespräsident Horst Köhler lebte als Kind für einige Tage hier. Viele Flüchtlinge aus dem Lager ließen sich permanent in Weinsberg nieder und trugen zum Wiederaufbau der Stadt in den späten 1940er- und den 1950er-Jahren bei. Bis 1955 war der Wiederaufbau mit 450 Neubauten oder wieder aufgebauten Gebäuden im Wesentlichen abgeschlossen.
In den 1960er- und 1970er-Jahren veränderte der Bau zweier Autobahnen und des Autobahnkreuzes Weinsberg die Stadt in bis dahin ungekanntem Ausmaß. Weinsberg war nun aus allen Himmelsrichtungen bequem und schnell per Automobil zu erreichen, musste dafür aber Flächenabgaben für den Autobahnbau hinnehmen, die von 1936 bis 1972 zusammen 113 ha ausmachten, der Großteil davon ab 1963. Zudem sah sich die Stadt zunehmend Verkehrslärm in bislang unbekanntem Ausmaß ausgesetzt, was Lärmschutzmaßnahmen notwendig machte.
Ab Ende der 1960er-Jahre wurde in Baden-Württemberg eine Kreis- und Gemeindereform diskutiert. Die Zielplanung der Landesregierung für diese Reform sah die Eingemeindung der Gemeinden Eberstadt (mit Hölzern), Ellhofen, Gellmersbach, Grantschen und Lehrensteinsfeld in die Stadt Weinsberg vor. Besonders in Eberstadt, Ellhofen und Lehrensteinsfeld stieß dies auf Widerstand. Als Alternative zur Eingemeindung gründete Weinsberg zusammen mit diesen Gemeinden am 21. Dezember 1971 den Gemeindeverwaltungsverband „Raum Weinsberg“ mit Sitz in Weinsberg. Grantschen wurde am 1. Januar 1973, Gellmersbach am 1. Januar 1975 nach Weinsberg eingemeindet. Die Gemeinde Wimmental, die nach der ursprünglichen Zielplanung ein Teil der neu zu bildenden Gemeinde Obersulm hätte werden sollen, entschied sich stattdessen lieber für die Eingemeindung nach Weinsberg, die ebenfalls am 1. Januar 1975 erfolgte.

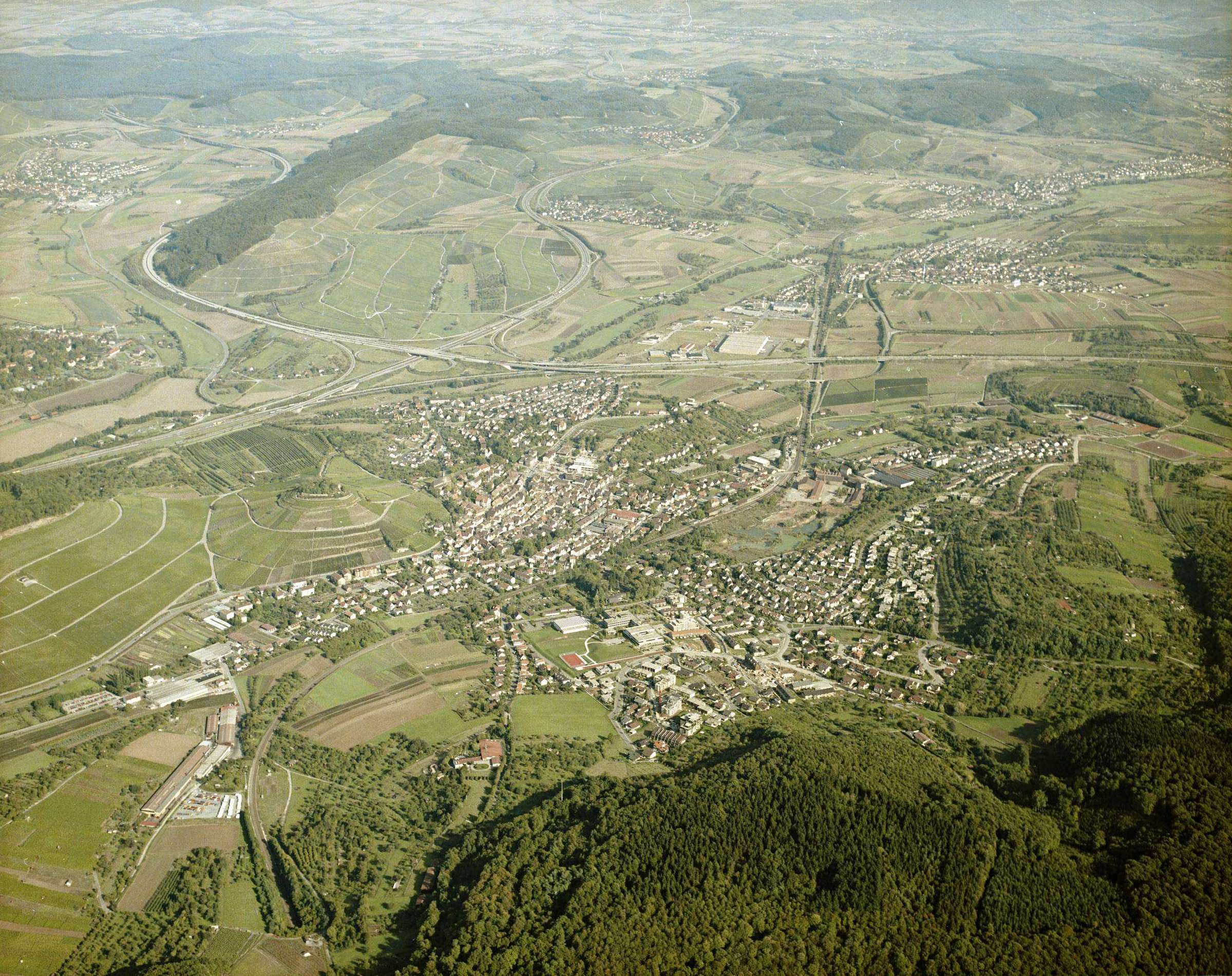
Luftbild von Südwesten, um 1983

Der Beginn der 1970er-Jahre war eine Zeit, in der allenthalben Veränderungen anstanden und auch Zuschüsse dafür zu erhalten waren. Der Autobahnbau und die Verwaltungsreform kamen von außen. Die Stadt nutzte ihre Chancen, auch intern Neues anzustoßen. Schon ab den 1960ern waren Neubaugebiete ausgewiesen worden, dies wurde verstärkt fortgesetzt und hält mit Pausen bis in die Gegenwart (Stand: 2006) an. Auf der „grünen Wiese“ südlich des Friedhofes entstand im Verlauf dreier Jahrzehnte ab 1971 das Schulzentrum Rossäcker mit Gymnasium, Hauptschule, Realschule, zweiter Grundschule und zwei Hallen. Wenige Jahre später war es schon wieder von Wohngebieten umgeben. 1977 wurde angrenzend an Ellhofen ein großes neues Gewerbegebiet an der A 81 ausgewiesen, dem 2000 ein weiteres folgte. Die Sanierung und Umgestaltung innerstädtischer Gelände wurde vorangetrieben (unter anderem Traubenplatz mit Weinbauschule, 1972 bis 2002, Alte Ziegelei, 1984 bis 1990, und ehemaliges Gelände der Karosseriewerke Weinsberg, 1986 bis 1994). Die Schließung des Flüchtlingslagers 1972 ermöglichte zum einen die Überbauung des Geländes mit Wohnhäusern, zum anderen die Realisierung des Naherholungsgebietes Stadtseebachtal. Rebflurbereinigungen in den Weinsberger Weinbergen ab Mitte der 1970er-Jahre bis 1990 ermöglichten zeitgemäßen Weinbau.

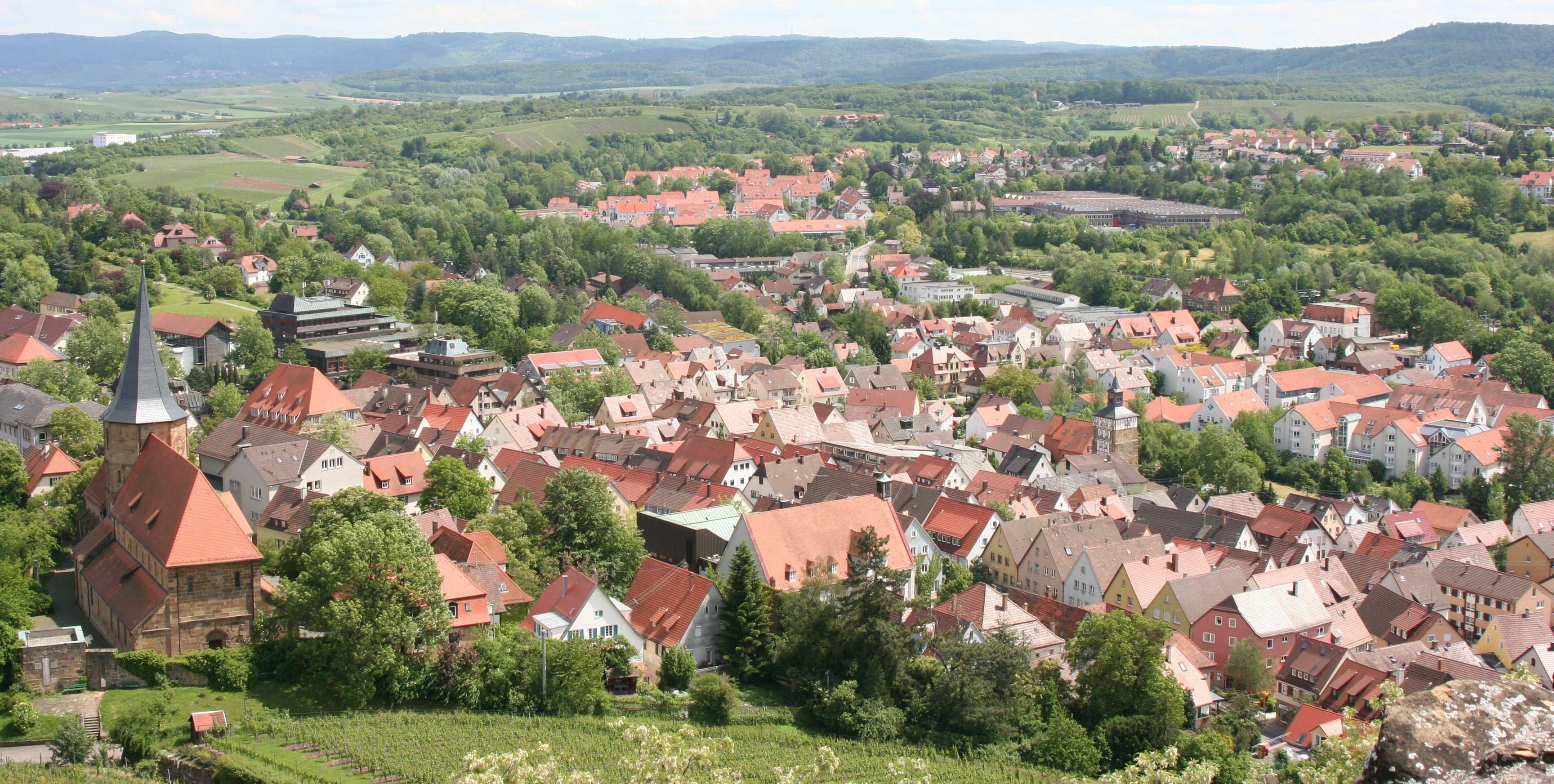
Die Innenstadt von der Burgruine aus gesehen

Der verstärkte Zustrom von Spätaussiedlern machte 1990 den Bau des Übergangswohnheimes Grabenäcker an der Straße nach Gellmersbach notwendig. Im gleichen Jahr erfolgte die Freigabe der Umgehungsstraße der B 39, die schon seit 1964 in Planung gewesen war. Dem Hochwasserschutz, der im Sulmtal seit dem großen Hochwasser vom Mai 1970 mit Millionenschäden bei Audi in Neckarsulm große Priorität genießt, wurde mit dem Bau zweier Rückhaltebecken 1988 und 1999 Rechnung getragen.
Für Streit mit den Nachbargemeinden im Gemeindeverwaltungsverband sorgte die Ansiedlung eines Handelshof-Marktes der Kaufland-Gruppe. Die Nachbargemeinden wollten die Ansiedlung nicht genehmigen, da sie Kaufkraftabflüsse befürchteten. Am 21. Februar 2001 genehmigte der Verwaltungsgerichtshof Baden-Württemberg letztinstanzlich den Bau, die Eröffnung wurde am 10. Oktober 2002 gefeiert. Das in die Jahre gekommene Weinsberger Freibad wurde 2002/2003 mit Baukosten von 3,76 Millionen Euro grundlegend überholt und erweitert. Am 10. Dezember 2005 schließlich erfüllte sich nach über zehnjähriger Planungszeit mit der Eröffnung der Strecke der Stadtbahn Heilbronn nach Öhringen ein lange gehegter Wunsch von Stadtverwaltung und Bevölkerung.

### Religionen

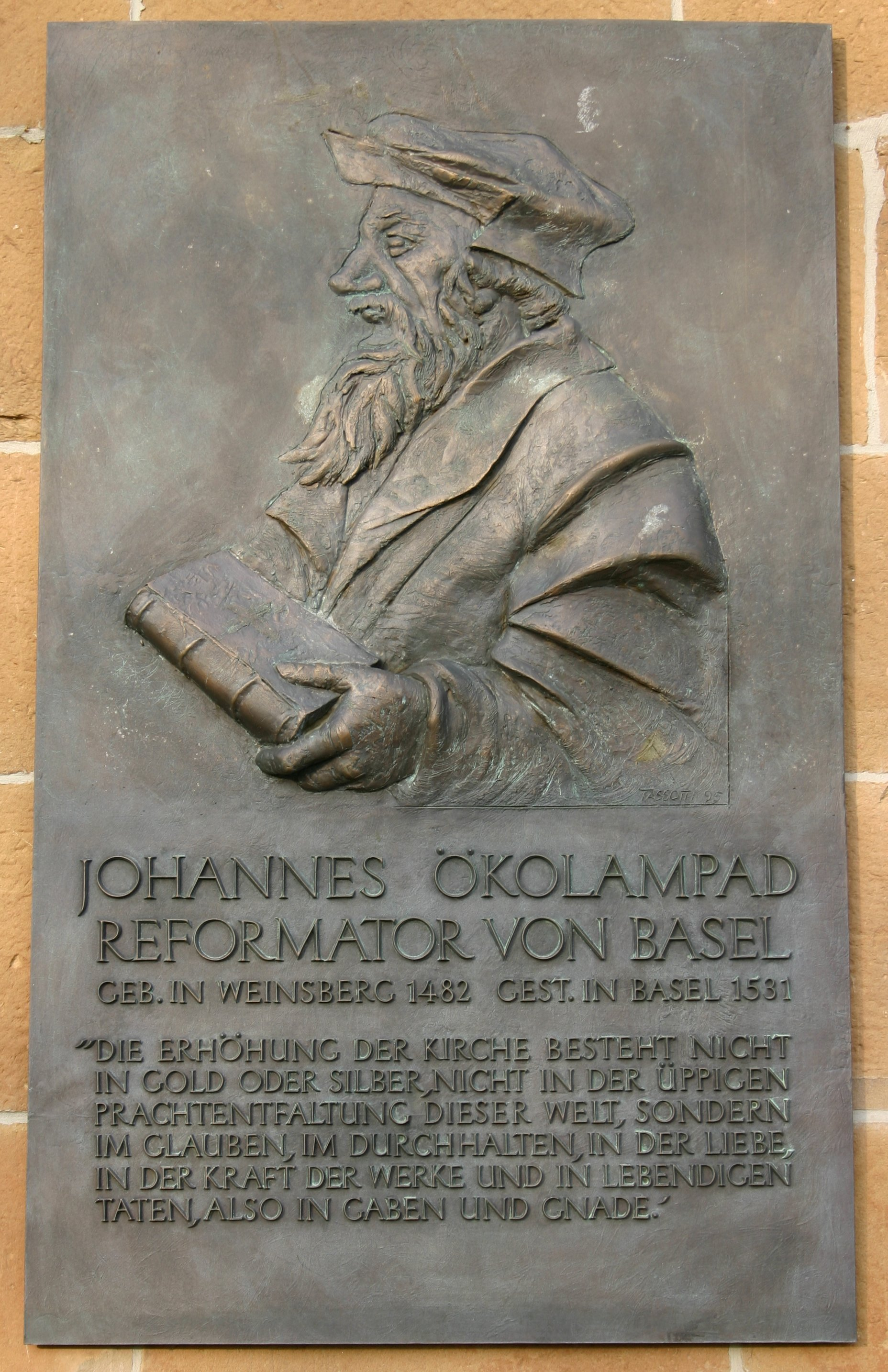
Gedenktafel für Johannes Oekolampad an der Weinsberger Johanneskirche

Weinsberg ist seit der Reformation überwiegend evangelisch. Nach Zahlen der Stadtverwaltung waren am 30. Juni 2011 von 8.966 Einwohnern der Kernstadt 4.036 (45,0 %) evangelisch und 1.888 (21,1 %) katholisch.
Die Stadt war Hauptort des 1291 erstmals erwähnten Landkapitels Weinsberg des Bistums Würzburg, das 52 Pfarreien umfasste, unter anderem Heilbronn. 1510 bis 1518 hatte Johannes Oekolampadius, der spätere Reformator Basels, eine Prädikantenstelle an der Weinsberger Johanneskirche inne. In Weinsberg erregte er mit seinen reformorientierten Predigten aber Anstoß und verließ die Stadt daher.
1520 kam der Heilbronner Erhard Schnepf als erster ausgesprochen evangelischer Prediger nach Weinsberg. 1522 wurde er von der österreichischen Regierung vertrieben. Nach der Rückkehr Herzog Ulrichs nach Württemberg, 1534, führte Schnepf im Auftrag des Herzogs die Reformation in Württemberg durch. In Weinsberg kam diese Aufgabe dem Pfarrer Johann Geyling zu, der 1548 als Folge des Interims (Versuch einer Rekatholisierung mit geringfügigen Zugeständnissen) abgesetzt wurde. Nach dem Ende des Interims 1552 setzte sich die Reformation in Weinsberg endgültig durch.
Weinsberg wurde Teil und zunächst auch Hauptort eines evangelischen Kirchenbezirks. 1586 wurde dessen Hauptort nach Möckmühl, 1612 nach Neuenstadt am Kocher verlegt, bis schließlich 1710 ein neuer Kirchenbezirk mit Hauptort Weinsberg errichtet wurde. Von 1752 bis 1759 war der Pietist Friedrich Christoph Oetinger Dekan in Weinsberg. Während dieser Zeit entstand sein Weinsberger Predigtbuch.
Nach verschiedenen Änderungen entsprach der evangelische Kirchenbezirk Weinsberg ab 1812 dem politischen Oberamt Weinsberg und blieb von dessen Auflösung 1926 unberührt, so dass die Grenzen des Dekanats Weinsberg der Evangelischen Landeskirche in Württemberg bis zum Jahresende 2019 die früheren politischen Grenzen widerspiegeln. Seit dem 1. Januar 2020 ist der bisherigen Kirchenbezirk Weinsberg mit dem bisherigen Kirchenbezirk Neuenstadt am Kocher zum neuen Kirchenbezirk Weinsberg-Neuenstadt zusammengeschlossen. Die sich nur auf Weinsberg selbst (einschließlich Klinikum) erstreckende Evangelische Kirchengemeinde Weinsberg hat heute 3.752 Mitglieder (Stand: 30. Juni 2015). Ihre Kirche ist die Johanneskirche. Gellmersbach bildet eine eigene evangelische Kirchengemeinde Gellmersbach mit 558 Mitgliedern (Stand: 30. Juni 2015). Grantschen (448 Mitglieder, Stand: 30. Juni 2015) und Wimmental (198 Mitglieder, Stand: 30. Juni 2015) gehören zur Evangelischen Kirchengemeinde Sülzbach, die insgesamt etwa 1.650 Mitglieder hat (Stand 2016) und den gleichnamigen Ortsteil der Gemeinde Obersulm sowie die Weinsberger Stadtteile Grantschen und Wimmental umfasst.  Beide Kirchengemeinden (Gellmersbach und Sülzbach) gehörten ebenfalls zum bisherigen Kirchenbezirk Weinsberg, der seit 1. Januar 2020 mit dem bisherigen Kirchenbezirk Neuenstadt am Kocher zum neuen Kirchenbezirk Weinsberg-Neuenstadt zusammengeschlossen ist.

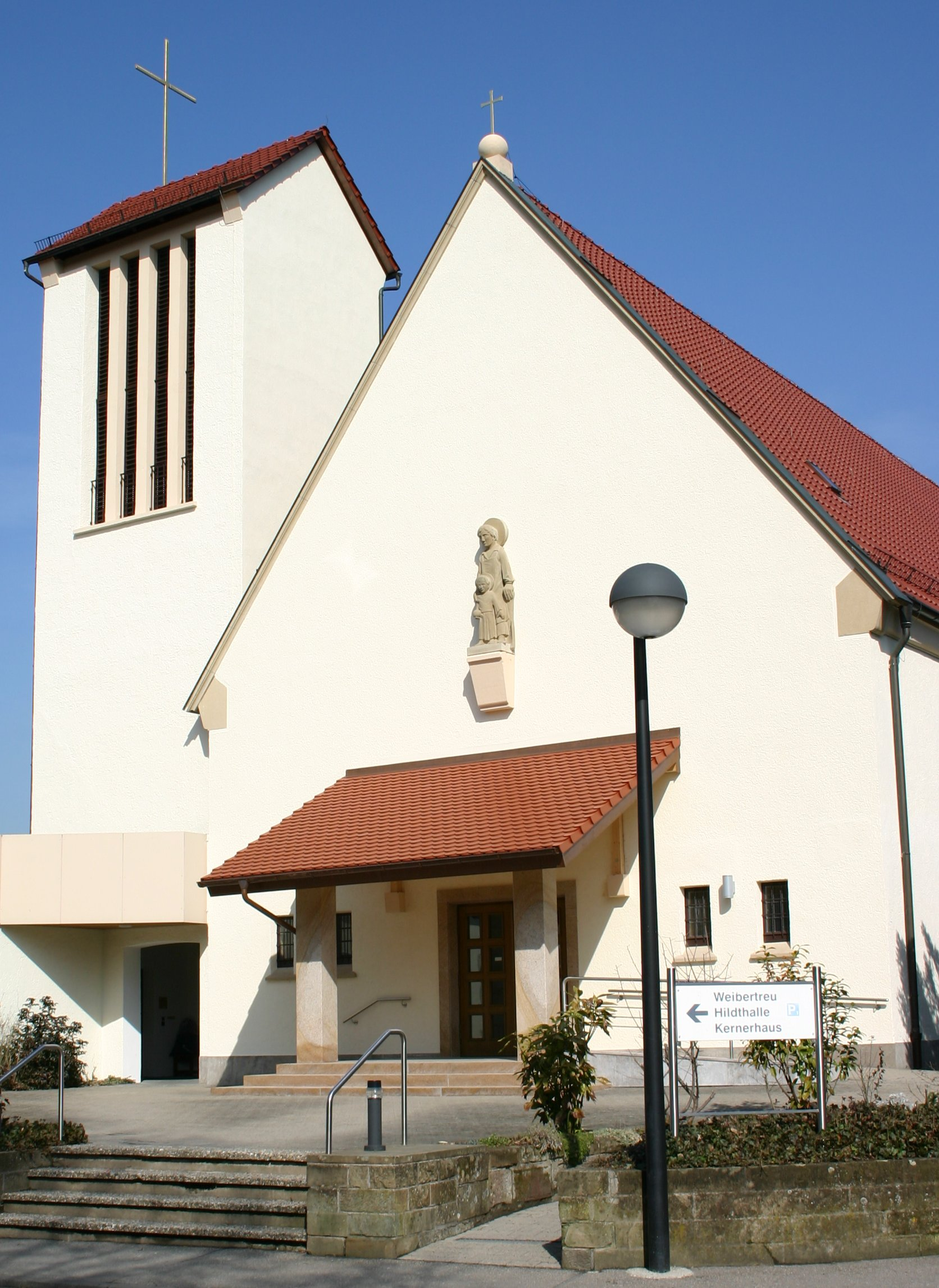
Die 1951 bis 1954 neu erbaute katholische Kirche

In Weinsberg wurden erst nach Ende des Zweiten Weltkriegs, durch Zuwanderung von Flüchtlingen, Katholiken in nennenswerter Anzahl ansässig. Als Folge wurde die Katholische Kirchengemeinde St. Josef Weinsberg gegründet, die auch für Gellmersbach, das Klinikum am Weissenhof und die Nachbargemeinde Eberstadt zuständig ist. 1951 bis 1954 wurde die katholische Josefskirche neu gebaut. Gegenwärtig hat die Kirchengemeinde St. Josef 2.690 Mitglieder (Stand: 2013). In Wimmental gibt es eine eigene katholische Kirchengemeinde, die Katholische Kirchengemeinde St. Oswald Wimmental, die auch für Grantschen, Ellhofen und Lehrensteinsfeld zuständig ist und gegenwärtig 1.593 Mitglieder hat (Stand: 2013).
Eine jüdische Gemeinde gibt und gab es in Weinsberg nicht; es sind in der Weinsberger Geschichte aber vereinzelt Juden nachgewiesen. 1298 waren Weinsberger Juden von der Rintfleisch-Verfolgung betroffen. 1418 zahlten Juden in Weinsberg 100 Gulden Judensteuer an Konrad von Weinsberg. Im Laufe des 19. Jahrhunderts wurden wieder vereinzelt jüdische Familien ansässig, es gab aber keine jüdische Gemeinde. Die jüdischen Patienten der 1903 erbauten Heilanstalt wurden von Rabbinern aus Heilbronn betreut. Am 22. August 1942 wurden mit einem großen Eisenbahn-Transport zumeist betagte Juden aus dem Stuttgarter Raum und dem Kreis Heilbronn ins Ghetto Theresienstadt gebracht, darunter auch zwei Juden aus Weinsberg.
Neuapostolische Christen sind seit etwa 1920 in Weinsberg ansässig. Eine eigene Kirchengemeinde wurde 1931 gegründet, ein neugebautes Kirchengebäude am 29. Mai 1965 eingeweiht. Die neuapostolische Kirchengemeinde Weinsberg gehört zum Kirchenbezirk Heilbronn-Pfühl der Neuapostolischen Kirche Süddeutschland und hat 189 Mitglieder (Stand: Jahresende 2014).
Die Evangelisch-methodistische Kirchengemeinde Weinsberg hat ein Einzugsgebiet von Neckarsulm bis ins Sulmtal und etwa 90 Mitglieder (Stand 2016) sowie „ebensoviel Freunde und Angehörige in allen Altersstufen“. Erste methodistische Prediger kamen 1851 von Heilbronn nach Weinsberg; ein eigener Gemeindebezirk wurde 1884 geschaffen, eine eigene Kapelle 1887 errichtet. Diese 1934/1935 und 1967 erweiterte und renovierte Kapelle wurde im Jahr 2000 durch die neue Christuskirche mit Gemeindezentrum ersetzt.
Weitere in Weinsberg vertretene Konfessionen und Religionen sind unter anderen die Zeugen Jehovas, Evangeliumschristen-Baptisten, die seit der Aufnahme der Spätaussiedler in den 1990er-Jahren in nennenswerter Anzahl hier wohnen, sich in der Evangeliumschristen-Baptisten Brüdergemeinde organisiert und ein eigenes Kirchengebäude errichtet haben, und Muslime, in der Regel Türken bzw. türkischstämmige Deutsche und seit Ankunft der türkischen Gastarbeiter hier ansässig.

### Eingemeindungen
Im Zuge der baden-württembergischen Gemeindereform wurden die bis dahin selbstständigen kleinen Gemeinden Gellmersbach, Grantschen und Wimmental als Ortschaften in die Stadt Weinsberg eingemeindet. Alle drei Gemeinden hatten schon in früheren Jahrhunderten zum Besitz der Herren von Weinsberg gezählt. Die Zielplanung der Landesregierung sah für Gellmersbach und Grantschen die Eingemeindung nach Weinsberg, für Wimmental hingegen die Zuordnung zur neu zu bildenden Gemeinde Obersulm vor. Den Anfang machte Grantschen, dessen Bürger sich in einer Bürgeranhörung am 26. März 1972 für die freiwillige Eingliederung in die Stadt Weinsberg entschieden. Der Ort mit damals 652 Einwohnern wurde am 1. Januar 1973 eingemeindet. Die Wimmentaler Bürger stimmten in einer Bürgeranhörung am 20. Januar 1974 statt für Obersulm lieber für die freiwillige Eingliederung in die Stadt Weinsberg. Gellmersbach schließlich entschied sich im Dezember 1974 für die freiwillige Eingliederung. Beide Orte wurden am 1. Januar 1975 eingemeindet, Gellmersbach mit damals 691 Einwohnern, Wimmental mit 477.

### Einwohnerentwicklung
| Jahr | Einwohner | Jahr | Einwohner | Jahr | Einwohner |
| ---- | --------- | ---- | --------- | ---- | --------- |
| 1525 | 1.200     | 1900 | 2.479     | 1975 | 8.287     |
| 1620 | 1.600     | 1907 | 3.097     | 1980 | 8.799     |
| 1640 | 540       | 1920 | 3.389     | 1985 | 9.155     |
| 1670 | 1.060     | 1930 | 3.600     | 1990 | 10.009    |
| 1800 | 1.450     | 1939 | 4.555     | 1995 | 11.070    |
| 1810 | 1.634     | 1947 | 5.665     | 2000 | 11.350    |
| 1820 | 1.770     | 1952 | 5.837     | 2005 | 11.739    |
| 1830 | 1.904     | 1955 | 8.249     | 2010 | 11.581    |
| 1840 | 2.039     | 1960 | 6.979     | 2015 | 12.053    |
| 1845 | 2.148     | 1965 | 6.993     | 2020 | 12.446    |
| 1858 | 2.080     | 1970 | 7.392     |      |           |

Konkrete Bevölkerungszahlen werden erstmals mit einem überlieferten Herdstellenverzeichnis von 1525 zugänglich, das 224 Haushalte verzeichnet. Bei einer angenommenen durchschnittlichen Haushaltsgröße von fünf Personen plus Gesinde entspricht das etwa 1.200 Einwohnern. Trotz der Heimsuchung durch mörderische Infektionskrankheiten – Englischer Schweiß (sudor anglicus) im Jahre 1529, Pest 1571, 1585, 1597 und 1612 – zählte die Bevölkerung im Jahr 1620 1.600 Personen. Durch den Dreißigjährigen Krieg und weitere Pestepidemien 1625 und 1635 schrumpfte sie auf 540 Einwohner im Jahre 1640. 1670 zählte die Stadt etwa 1.060 Bewohner, und erst 1810 wurde die Zahl von 1600 Einwohnern wieder überschritten. 1840 wurden dann 2.000 Personen erreicht, woran sich in der Folgezeit nicht viel änderte: Die Beschreibung des Oberamts Weinsberg vermeldet für den 3. Dezember 1858 2.080 Bewohner. 1907, nach der 1903 erfolgten Eröffnung der Königlichen Heilanstalt, lebten 3.097 Einwohner in Weinsberg, davon 654 in der Heilanstalt.
Die Eröffnung des Lagers für Displaced Persons, später Landesdurchgangslager für Ostflüchtlinge, ließ die Einwohnerzahl in die Höhe schnellen; zeitweise lebten noch einmal halb so viele Flüchtlinge in Weinsberg wie eigentliche Stadteinwohner, 1955 zum Beispiel 2.616 Lagerbewohner gegenüber 4.982 eigentlichen Stadteinwohnern und 651 Einwohnern des Landeskrankenhauses. Etliche dieser Flüchtlinge ließen sich auch in Weinsberg nieder, was zu Beginn der 1960er-Jahre bei abnehmendem Bevölkerungsstand im Lager zu einer Zahl von etwa 7.000 Einwohnern führte. Es folgte ein stetiges Wachstum, bis Ende 1972 durch die Schließung des Landesdurchgangslagers ein leichter Rückgang eintrat, der aber 1973 und 1975 durch die Eingemeindungen kompensiert wurde. In den 1990er-Jahren wurde erstmals die Zahl von 11.000 Einwohnern erreicht. Bis heute verzeichnet Weinsberg einen leichten Bevölkerungszuwachs durch Zuzug und weist deshalb noch neue Baugebiete aus.
Ausländer sind in Weinsberg in nennenswerter Anzahl erst seit Eintreffen der Gastarbeiter in Deutschland ansässig. Die meisten von ihnen kommen aus klassischen Gastarbeiter-Ländern wie der Türkei, Italien und Griechenland. Ihr Anteil hat sich seit Jahren um die 10 % eingependelt und betrug am 30. Juni 2011 in der Gesamtstadt 9,5 %, nicht mitgezählt jene, die inzwischen die deutsche Staatsbürgerschaft angenommen haben. Ebenfalls in dieser Zahl nicht berücksichtigt sind die seit 1989 in größerer Zahl auch in Weinsberg aufgenommenen Spätaussiedler, die zwar aus dem Ausland kommen, rechtlich gesehen aber Deutsche sind. In der Kernstadt Weinsberg ohne Ortschaften lag der Anteil etwas höher bei 10,8 %.
Zur Tabelle: Frühe Zahlen sind Schätzungen, Geschichtsquellen oder der Beschreibung des Oberamts Weinsberg von 1861 entnommen. Spätere Zahlen entstammen amtlichen Zählungen oder Fortschreibungen und sind im Wesentlichen dem Jahrbuch für die Stadt Weinsberg entnommen. Ab 1907 mit Heilanstalt bzw. Krankenhaus/Klinikum, 1947 bis 1970 mit Landesdurchgangslager, ab 1975 mit eingemeindeten Ortsteilen.
Einwohnerentwicklung Weinsbergs 1525 bis 2020

## Politik

### Gemeinderat und Ortschaftsräte
- Linke: 1
- SPD: 2
- ABW: 2
- FW: 12
- CDU: 6

Der Weinsberger Gemeinderat hat regulär 22 Sitze, wie in der Gemeindeordnung Baden-Württembergs für eine Kommune der Größe Weinsbergs vorgesehen. 16 Sitze sind für die Kernstadt und jeweils zwei für die drei Ortschaften Gellmersbach, Grantschen und Wimmental reserviert. Die Wahlvorschläge der Parteien und Wählervereinigungen enthalten getrennte Listen für die vier einzelnen Wohnbezirke (Weinsberg, Gellmersbach, Grantschen, Wimmental) oder auch nur Listen für manche der Wohnbezirke, etwa wenn sich für die anderen keine Kandidaten finden. Jeder Wahlberechtigte kann aber nicht nur über Kandidaten seines jeweiligen Wohnbezirks abstimmen, sondern über die Kandidaten aus allen Wohnbezirken (sogenannte Unechte Teilortswahl). Konkret heißt das, dass auch die Wahlberechtigten der Kernstadt darüber abstimmen, wer jede der Ortschaften im Gemeinderat vertritt, und umgekehrt.
Durch dieses komplizierte Kommunalwahlrecht können sich Ausgleichssitze ergeben, wenn ein Wahlvorschlag in einem Wohnbezirk eine bedeutend höhere Zustimmung erfährt als im Gesamtergebnis. So auch bei der Gemeinderatswahl 2009 in Weinsberg: Die CDU war in den Ortschaften erfolgreicher als insgesamt und konnte jeweils einen der zwei pro Ortschaft reservierten Sitze erringen. Die SPD erhielt einen Ausgleichssitz, so dass der Gemeinderat in der Wahlperiode 2009–2014 23 Mitglieder hat. Die Mitglieder des Gemeinderats tragen als Person jeweils den Titel Stadtrat (StR) oder Stadträtin (StR’in).
Dominierende Fraktion im Weinsberger Gemeinderat ist seit ihrem ersten Antreten im Januar 1951 die Freie Wählervereinigung Weinsberg 1950. Auch SPD und CDU sind seit Jahrzehnten vertreten. Die SPD, seit 1909 mit einem Ortsverein vertreten und in den 1950ern und 1960ern zweitstärkste Fraktion (von zweien) mit bis zu 40 % der Mandate, war noch bis 1975 stärker vertreten als die CDU, die 1971 zum ersten Mal überhaupt zu Gemeinderatswahlen angetreten war, von den Eingemeindungen dann aber stark profitieren konnte und seitdem die zweitstärkste Fraktion stellt. Vierte Fraktion waren von 1984 bis 1994 Die Grünen und in deren Nachfolge ab 1994 die Unabhängige Liste Weinsberg, die aber bei der Wahl 2004 nicht mehr genügend Kandidaten fand und deswegen nicht mehr antrat. Bei der Wahl 2014 traten erstmals die Aktiven Bürger Weinsberg (ABW) an, und bei der Wahl 2019 trat erstmals Die Linke an.
Seit der letzten Kommunalwahl am 9. Juni 2024 hat der Gemeinderat mit 1 Ausgleichssitz insgesamt 23 Mitglieder, verteilt auf fünf Parteien bzw. Wählervereinigungen. Die Wahlbeteiligung lag bei 57,29 %. Die Wahl brachte folgendes Ergebnis:
| FWV1      | 12 Sitze (+1) | 51,15 % (+6,79) |
| CDU       | 6 Sitze (0)   | 23,05 % (+0,83) |
| SPD       | 2 Sitze (−1)  | 10,31 % (−0,63) |
| ABW2      | 2 Sitze (−2)  | 9,82 % (−5,90)  |
| Die Linke | 1 Sitz (−1)   | 5,66 % (−1,10)  |

1 Freie Wählervereinigung Weinsberg 1950
2 Aktive Bürger Weinsberg
Weiteres Mitglied des Gemeinderates und dessen Vorsitzender ist der Bürgermeister.
In jeder der drei Ortschaften gibt es einen bei jeder Kommunalwahl von der wahlberechtigten Bevölkerung zu wählenden Ortschaftsrat. Die Ortschaftsräte haben jeweils sechs Mitglieder. Auf ihren Vorschlag hin wählt der Gemeinderat für jede Ortschaft einen ehrenamtlichen Ortsvorsteher. Diese Gremien sind zu wichtigen die Ortschaft betreffenden Angelegenheiten zu hören.

### Bürgermeister
Der Weinsberger Bürgermeister ist gemäß der baden-württembergischen Gemeindeordnung Vorsitzender des Gemeinderats und Leiter der Stadtverwaltung. Er ist hauptamtlicher Beamter auf Zeit und wird von den wahlberechtigten Weinsberger Bürgern direkt für eine Amtszeit von acht Jahren gewählt. Vor dem 1. Dezember 1930 führte das Weinsberger Stadtoberhaupt den Titel Stadtschultheiß, seither Bürgermeister.
Am 13. Februar 1820 wurde Heinrich Pfaff Stadtschultheiß, der Justinus Kerner bei dessen Bemühungen um die Rettung der Burgruine Weibertreu unterstützte und 1832 bis 1838 das Oberamt Weinsberg als liberaler Abgeordneter im württembergischen Landtag vertrat. Nach Pfaffs Tod am 23. November 1845 wurde am 9. Dezember Franz Fraas zu seinem Nachfolger gewählt, der sich im November 1853 einer drohenden Zwangsversteigerung durch Flucht nach Amerika entzog. Ihm folgte Johann Jakob Haug, der sich erfolgreich für die Anbindung Weinsbergs an das Eisenbahnnetz einsetzte, aber die Einweihung der Bahnstrecke nicht mehr erlebte, da er am 14. Juli 1862 verstarb, wenige Tage vor der Eröffnungsfeier am 2. August 1862. (Johann) Franz Käpplinger, schon seit 1833 Weinsberger Ratschreiber, nach dem Tod Pfaffs Amtsverweser und bei Haugs Wahl dessen Gegenkandidat, wurde erneut Amtsverweser und mit königlichem Dekret am 3. Oktober zum Stadtschultheißen ernannt. In seiner Amtszeit bis zum 30. Juni 1875 vergrößerte sich die Stadt über die von der Stadtmauer vorgegebenen mittelalterlichen Grenzen. Von 1875 bis 1914 war Carl Seufferheld Stadtschultheiß, der Vater des Künstlers Heinrich Seufferheld. In seinen 38 Amtsjahren wurde vor allem die Versorgungs-Infrastruktur (Wasser, Abwasser, Gas, Strom) verbessert oder überhaupt erst aufgebaut, und Industriebetriebe siedelten sich an. In der anschließenden Amtsperiode Adolf Strehles (1914 bis 1924) gab Weinsberg 1923 eigene Notgeld-Scheine heraus. Karl Weinbrenner, dessen Amtszeit von 1924 bis 1945 dauerte, war vor allem damit beschäftigt, die Folgen der 1926 erfolgten Auflösung des Oberamts für die Stadt abzumildern. Nach 1945 durfte er nach dem Willen der amerikanischen Besatzungsmacht nicht Bürgermeister bleiben, auch seine Wiederwahl durch den Gemeinderat 1946 wurde von der amerikanischen Militärregierung nicht bestätigt.
Unmittelbar nach der Besetzung der Stadt setzten die Amerikaner zunächst Stadtpfleger Ludwig Mayer (Amtszeit 13. bis 16. April 1945), dann Verwaltungsaktuar Rudolf Ilg (Amtszeit 17. April bis 12. September 1945) als Bürgermeister ein. Mayer wurde wegen Zeigen des Hitlergrußes, Ilg wegen NSDAP-Mitgliedschaft wieder entlassen. Nach der Entlassung Ilgs nahmen der Kreisbaumeister Karl Rebmann und der Weingärtner Karl Vollert als seine Stellvertreter die Amtsgeschäfte des Bürgermeisters war. Die Wiederwahl Karl Weinbrenners durch den Gemeinderat am 5. Mai 1946 wurde von der amerikanischen Militärregierung nicht bestätigt. Der Gemeinderat wählte dann Gustav Zimmermann zum Bürgermeister, der sein Amt am 1. September 1946 antrat und am 3. Oktober von Landrat Hermann Sihler offiziell eingesetzt wurde. An diesem Tag endete auch die Stellvertretertätigkeit von Rebmann und Vollert.
Am 4. April 1948 fand erstmals wieder eine Wahl des Bürgermeisters durch die Bürger statt. Der gewählte Erwin Heim amtierte bis 1972. In seine Amtszeit fiel ein großer Teil des Wiederaufbaus der Stadt und der Beginn großer Umgestaltungsmaßnahmen ab Mitte der 1960er-Jahre (beispielsweise Autobahnbau, Flurbereinigung und Gemeindereform). Jürgen Klatte führte die Umgestaltung ab 1972 bis 1996 fort. Nach der achtjährigen Amtsperiode Walter Kuhns ist seit April 2004 Stefan Thoma (parteilos) Bürgermeister der Stadt Weinsberg, der am 15. Februar 2004 im zweiten Wahlgang mit 43,36 % der Stimmen gewählt wurde. Noch im ersten Wahlgang hatte er auf dem dritten Platz gelegen, konnte sich bei der Wiederholung, bei der einige Kandidaten nicht mehr antraten, dann aber durchsetzen.
Ende des Jahres 2023 trat Thoma in den Ruhestand. Bei der Wahl seines Nachfolgers siegte am 19. November 2023 im ersten Wahlgang mit 52,42 % der Stimmen Birgit Hannemann (CDU). Sie trat das Amt am 1. Januar 2024 an.

### Wappen und Flagge
Die Blasonierung des Weinsberger Wappens lautet: In gespaltenem Schild vorne in Silber ein rotbewehrter und rotbezungter halber schwarzer Adler am Spalt, hinten in Blau auf goldenem Berg ein goldener Rebstock an goldenem Pfahl. Die Weinsberger Stadtfarben sind Blau-Weiß.

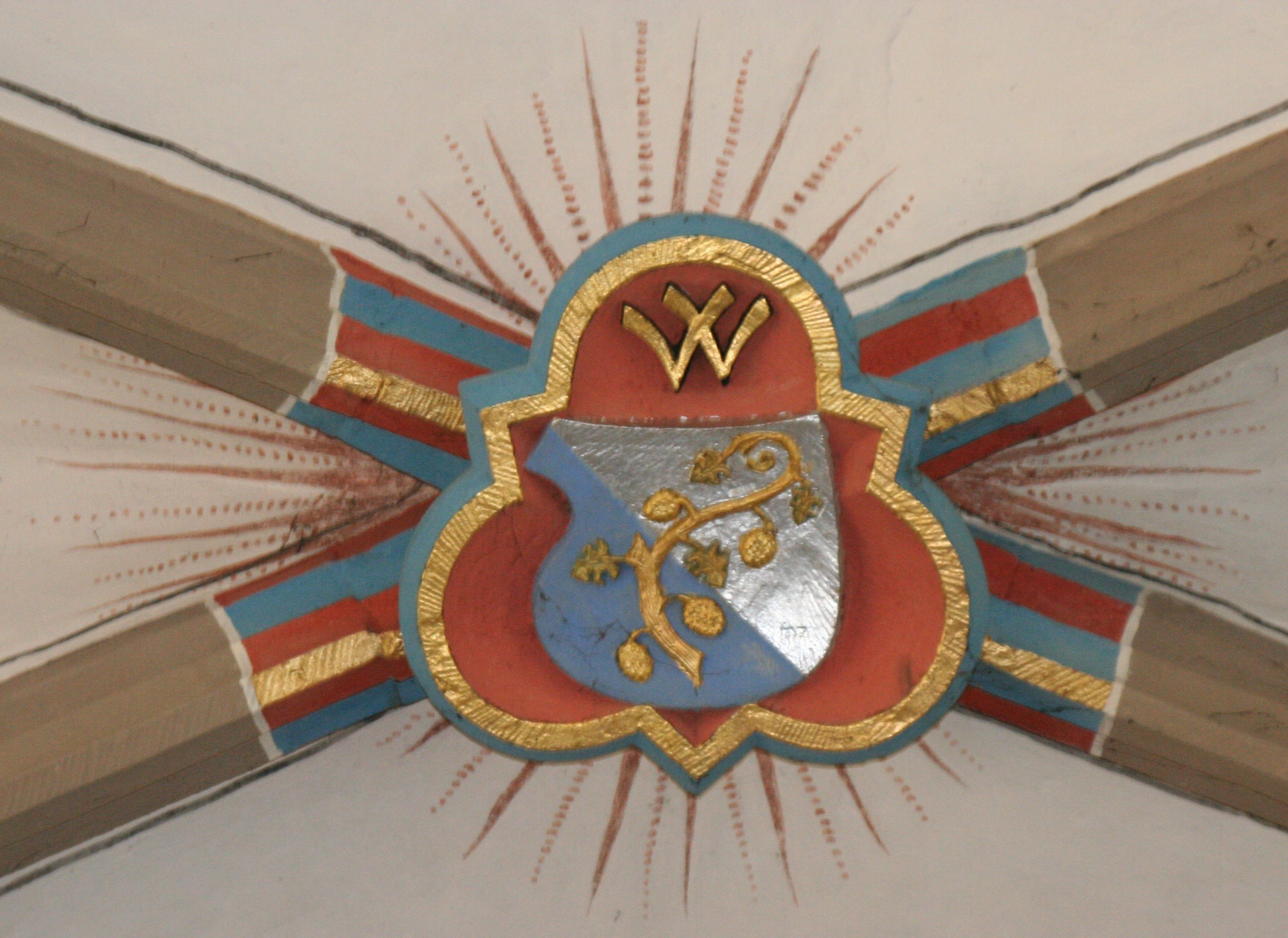
Weinstock-Wappen mit Weinsberger W auf einem Schlussstein im Ostchor der Johanneskirche
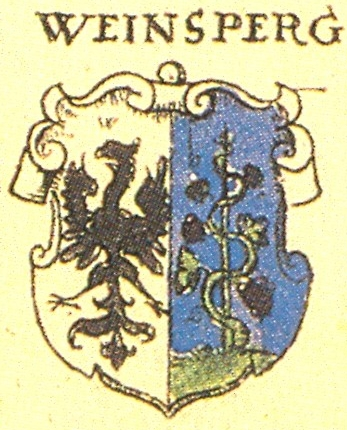
Weinsberger Wappen in Johann Siebmachers Wappenbuch von 1605
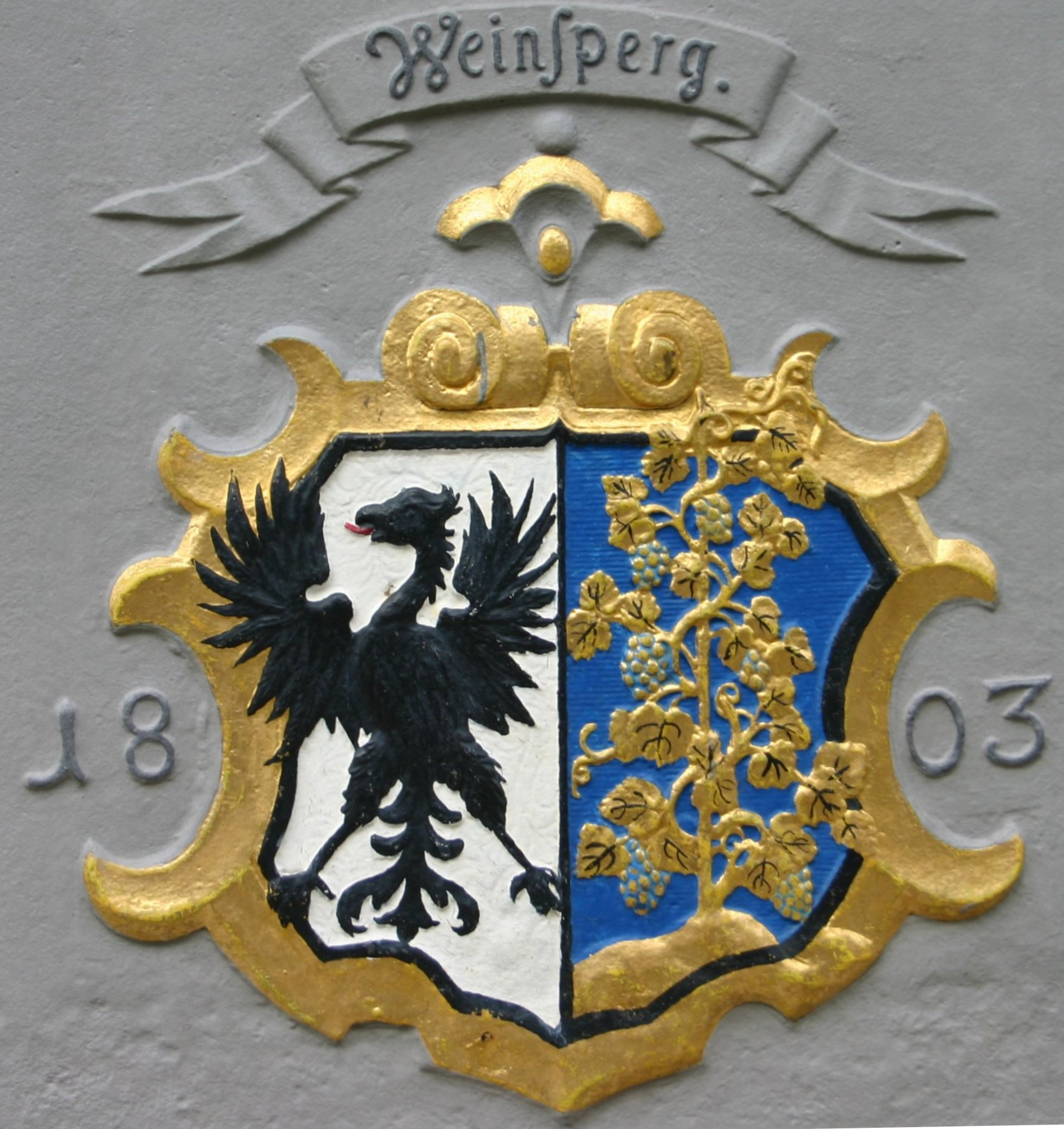
Wappen auf dem Marktbrunnen von 1803
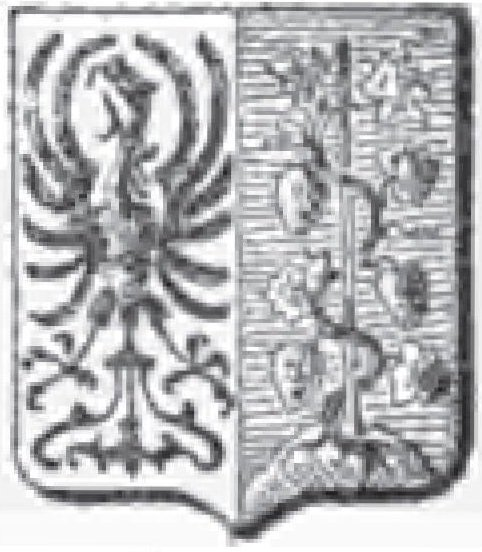
Weinsberger Wappen in der Beschreibung des Oberamts Weinsberg von 1861
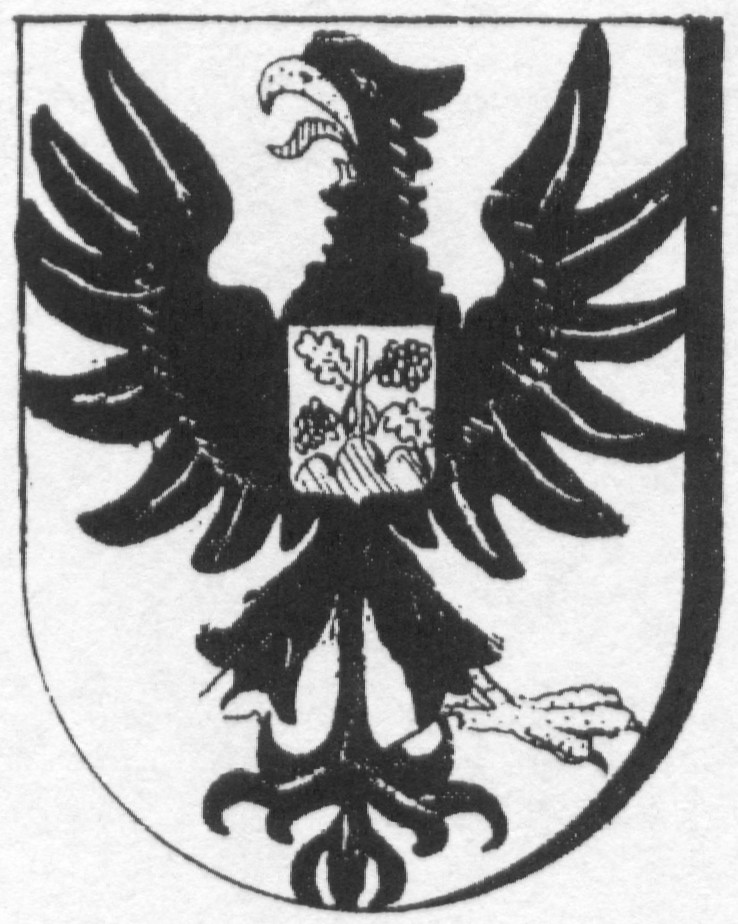
Weinsberger Wappen in einem Wappenbuch von 1885
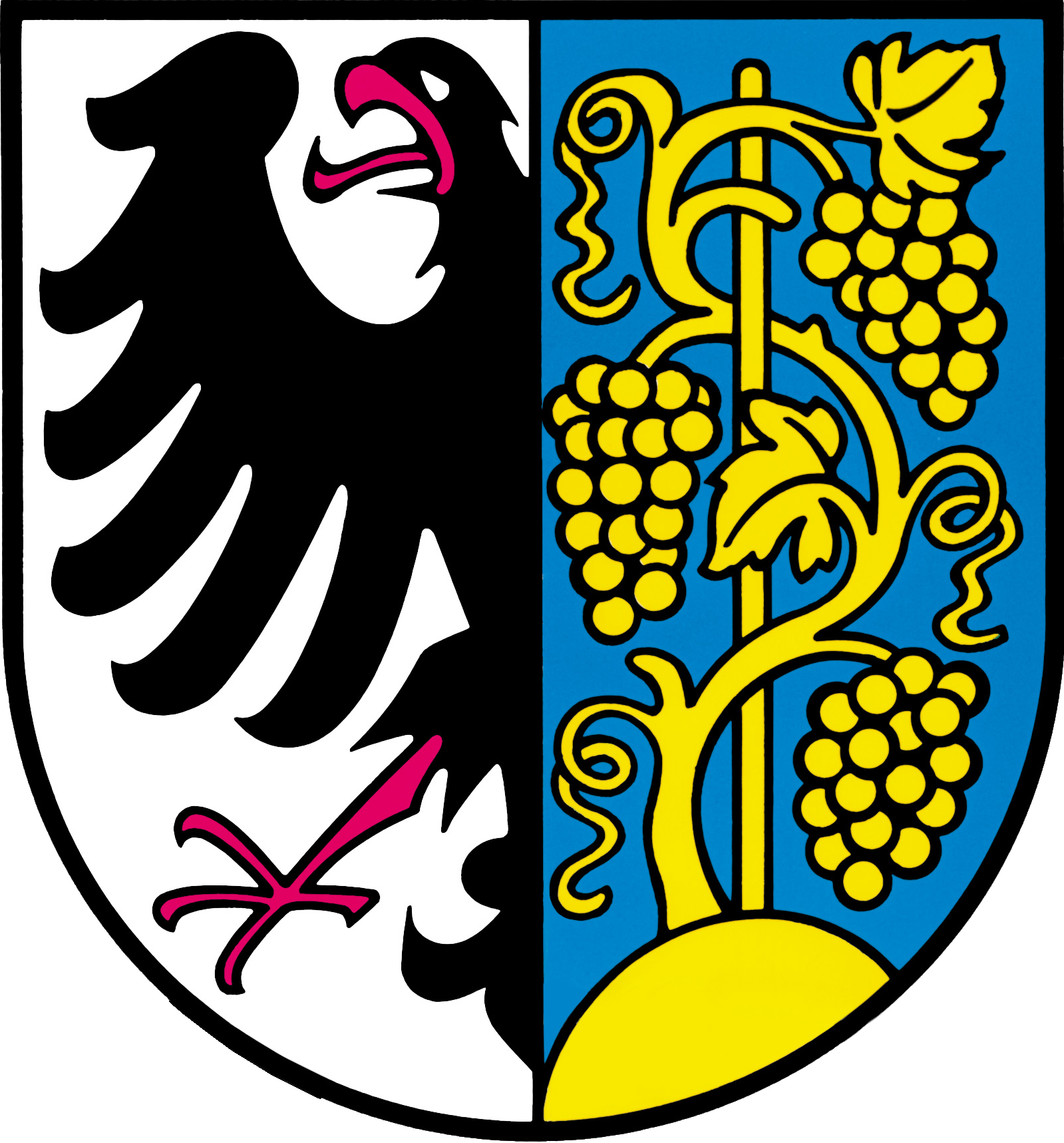
Heutiges amtliches Wappen

Die Bestandteile des Weinsberger Wappens (Weinstock als redendes Zeichen, Reichsadler als Zeichen der Reichsunmittelbarkeit) waren nacheinander als Symbole der Stadt im Gebrauch, bis sie im 16. Jahrhundert erstmals in einem Wappenschild vereinigt wurden. Die ältesten bekannten Siegel ab 1318 zeigen den Weinstock auf einem Dreiberg, ab 1423 erscheint auf den Siegeln der Reichsadler und dokumentiert das Streben der Stadt nach Reichsunmittelbarkeit. Der Adler blieb trotz des Verlustes der Reichsunmittelbarkeit zunächst alleinige Wappenfigur und wurde dann auf verschiedene Weise mit dem Weinstock kombiniert. Ab 1521 sind Siegel nachgewiesen, die den halben Adler in gespaltenem Schild mit dem Weinstock kombinieren, meistens mit dem Adler in der vorderen und dem Weinstock in der hinteren Schildhälfte. In Siegeln des 17. und 18. Jahrhunderts wurde der Weinstock auch in einem Brustschild des Adlers dargestellt, ab dem 19. Jahrhundert setzte sich dann die Darstellung mit gespaltenem Schild durch.
Die älteste erhaltene farbige Wappenzeichnung zeigt als Weinsberger Wappen einen schwarzen Adler in einem rotbordierten goldenen Schild. In späteren Zeichnungen seit 1535 sind wie in den Siegeln Adler und Weinstock in gespaltenem Schild vereint, meistens mit dem Adler in der vorderen und dem Weinstock in der hinteren Schildhälfte, bis ins 19. Jahrhundert mit der ganzen Adlerfigur, spätestens seit 1860 als halber Adler am Spalt wie schon in den Siegeln seit dem 16. Jahrhundert. Anders als beim Reichswappen befand sich der Adler üblicherweise auf silbernem Grund. Der Weinstock erscheint in verschiedenen Formen, mit und ohne Pfahl, auf einem Dreiberg, auf einem Boden oder frei schwebend; der Schild wurde im 16. Jahrhundert manchmal auch schräg geteilt dargestellt. In seiner heutigen Form wurde das Wappen 1958 von der Stadt festgelegt und am 12. Februar vom Innenministerium des Landes Baden-Württemberg bestätigt.

### Städtepartnerschaften

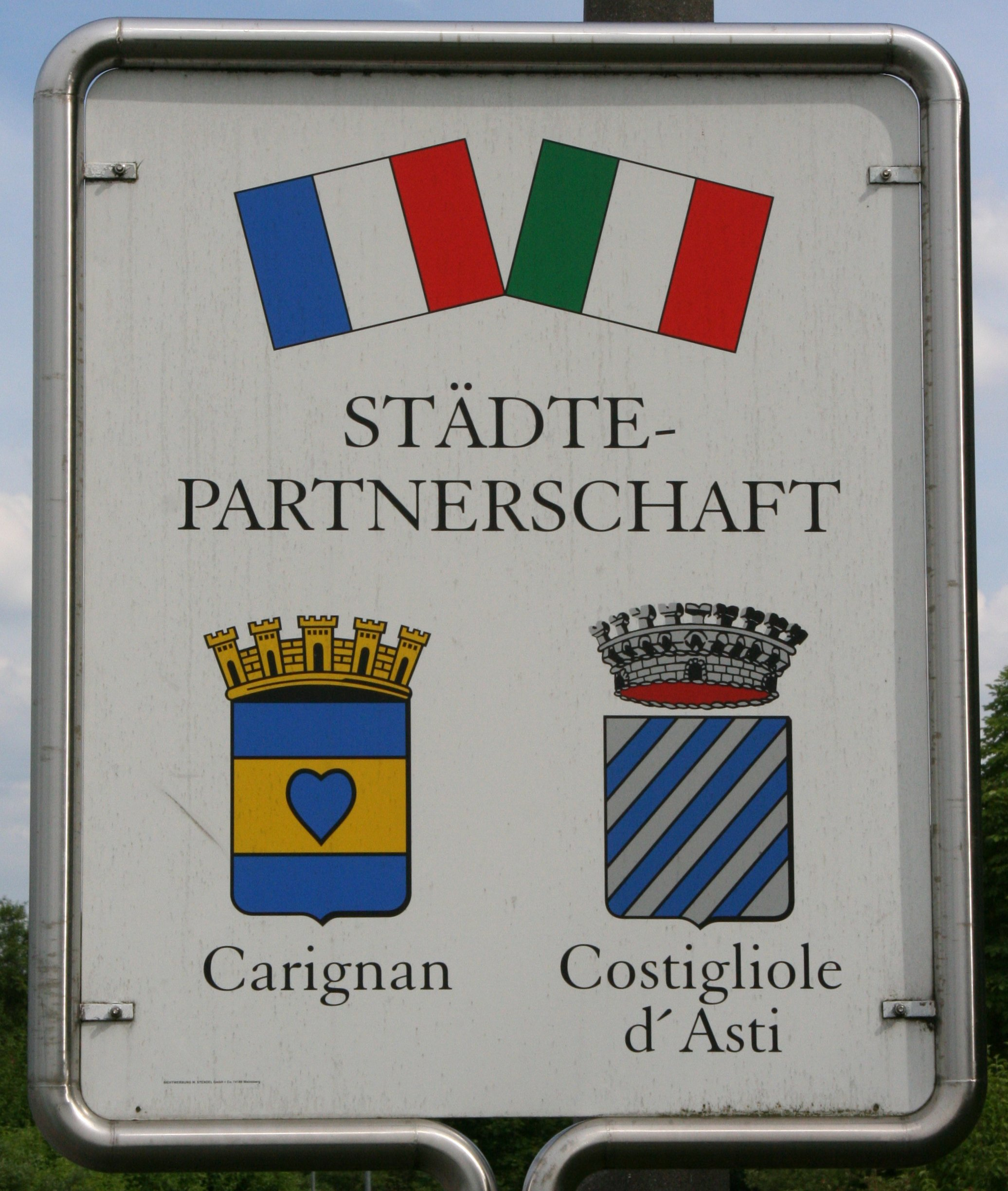
Partnerstädte

Partnerstädte bzw. -gemeinden Weinsbergs sind Carignan in Frankreich (seit 9. April 1995) und Costigliole d’Asti in Italien (seit 23. September 2000). Die Beziehungen zu Carignan hatten schon in den frühen 1960er-Jahren mit einem Schüleraustausch des damaligen Justinus-Kerner-Progymnasiums mit dem Collège d’enseignement général in Carignan begonnen; erste Kontakte zu Costigliole kamen dagegen erst 1998 auf einer Weinbautagung in Brackenheim zustande. Beziehungen (ohne offizielle Städtepartnerschaft) bestehen auch zur Ortschaft Cossebaude, die zu Dresden gehört. Das Justinus-Kerner-Gymnasium unterhält darüber hinaus Beziehungen (Schüleraustausche) zur South Wolds Community School in Keyworth (Nottinghamshire), Großbritannien, und zum Istituto Tambosi-Battisti in Trento, Italien; die Realschule Weinsberg zur Wellcome Memorial High School in Lake Crystal (Minnesota), USA.

## Kultur und Sehenswürdigkeiten

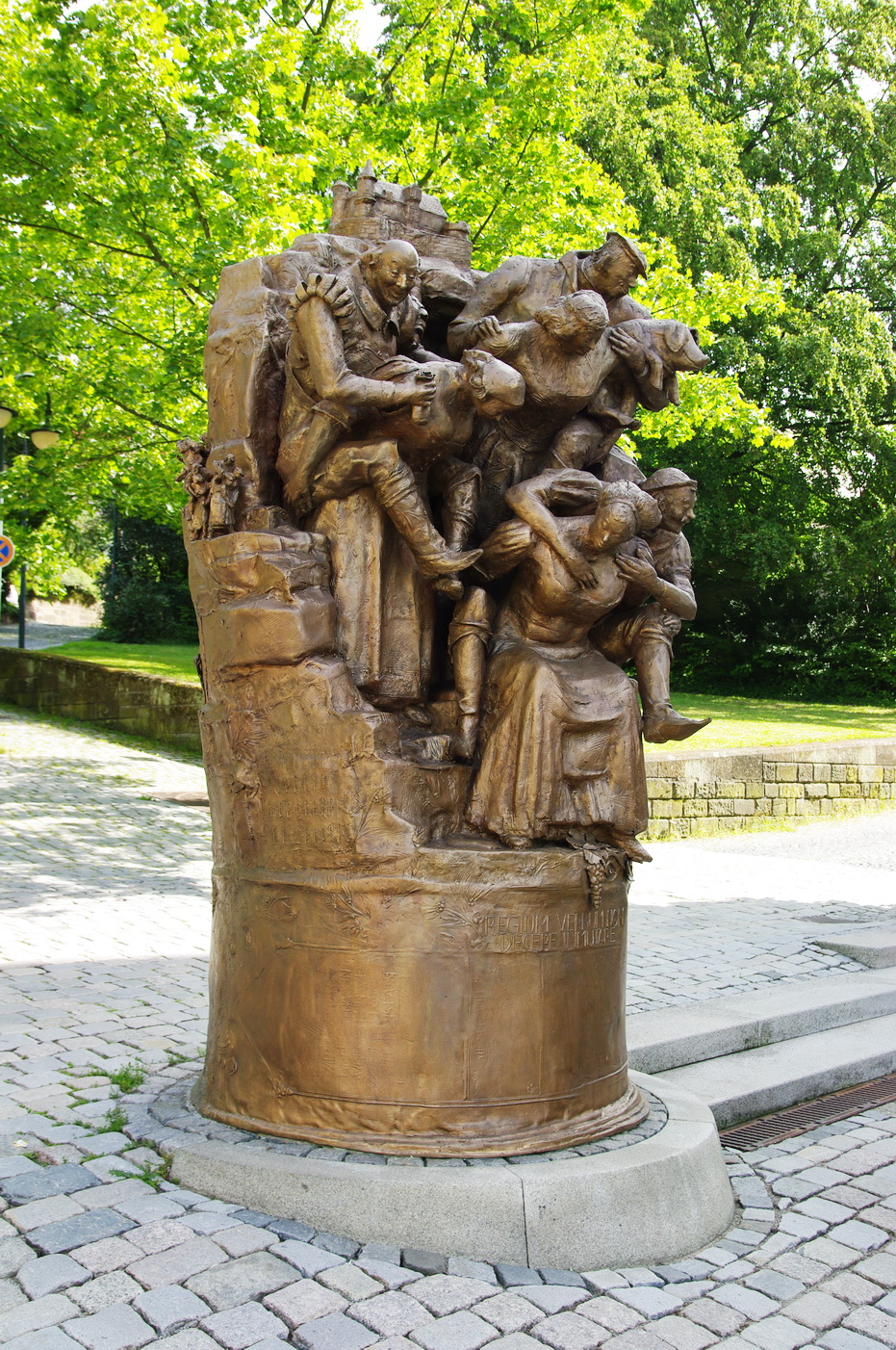
Das Weibertreu-Denkmal auf dem Marktplatz

Als langjährige Wirkungsstätte des Dichters und Arztes Justinus Kerner versteht sich Weinsberg als Kernerstadt. Von daher gilt das Interesse der Stadt besonders der Bewahrung von Kerners Erbe und Andenken. Dies ist auch Vereinszweck des Justinus-Kerner-Verein und Frauenvereins Weinsberg, der sich auch um Kerners Wohnhaus, das Kernerhaus, und die von ihm vor dem Verfall gerettete Burgruine Weibertreu kümmert, die Werke Kerners und seines Sohnes pflegt und neu herausbringt und Veranstaltungen zu entsprechenden Anlässen organisiert. Die Stadt stiftete 1986 aus Anlass des 200. Geburtstages Kerners den Justinus-Kerner-Preis, der seit 1990 alle drei Jahre verliehen wird. Im Jahr 2001 fanden vom 28. September bis zum 21. Oktober die 18. Baden-Württembergischen Literaturtage mit einer Vielzahl von Veranstaltungen, Lesungen, Vorträgen und Aufführungen in Weinsberg statt. Neben Kerners Erbe pflegt die Stadt auch das Image Weinsbergs als Treu-Weiber-Stadt und Stadt des Weines, was in dem Leitspruch „Die Stadt der Treuen Weiber, des Dichters Justinus Kerner und des Weines“ zusammengefasst wurde. 2007 wurde dieser langjährige Slogan durch den neuen Text „Weinsberg – Treue Weiber, Reben und Romantik“ ersetzt und 2008 mit einem neuen Stadtlogo ergänzt, das mit der Silhouette einer Frau, die ihren Mann trägt, die Treu-Weiber-Begebenheit aufgreift.

### Theater

Das neue Stadtlogo mit Leitspruch

Der 1994 gegründete Theaterverein Weinsberg zeigt jedes gerade Jahr im Rahmen der Weibertreu-Festspiele Freilichttheater auf der Burgruine Weibertreu und in unregelmäßigen Abständen auch Zimmertheater oder Freilichttheater auf anderen Plätzen. Bei den Festspielen kamen sowohl Stücke, die Stadtgeschichtliches wie die Treuen Weiber oder den Bauernkrieg behandeln, als auch damit nicht verbundene Stücke von Autoren wie Carl Zuckmayer oder William Shakespeare zur Aufführung. Auch Kinderstücke und musikalische Gastspiele haben den Spielplan schon bereichert. Nach den Festspielen 2014 soll die Veranstaltung ab 2017 in den ungeraden statt den geraden Jahren stattfinden.

### Musik
Mit der Schaffung der Stelle eines besoldeten Stadtmusikus auf einen Ratsbeschluss aus dem Jahre 1835 hin nahm das Musikleben in Weinsberg einen Aufschwung. 1839 wurde der Liederkranz, 1845 der Gesangverein Urbanus Weinsberg gegründet, die nach Fusion als Liederkranz Urbanus Weinsberg heute noch bestehen. Weitere Musikvereine sind die auf das Jahr 1883 zurückgehende Stadtkapelle – Musikverein Weinsberg und die 1891 als Männergesangverein Weinsberg gegründete Singvereinigung Weibertreu Weinsberg, die sich 2009 auflöste. Den diversen Kirchengemeinden sind verschiedene Chöre und Orchester angegliedert oder lose angeschlossen, darunter die Kantorei, der Coro Allegro und der Herrenchor Weinsberg. Seit 1993 verfügt Weinsberg über eine städtische Musikschule.
Auch der international bekannte Jazzkontrabassist und Bandleader Jan Jankeje wohnt in Weinsberg.

### Museen

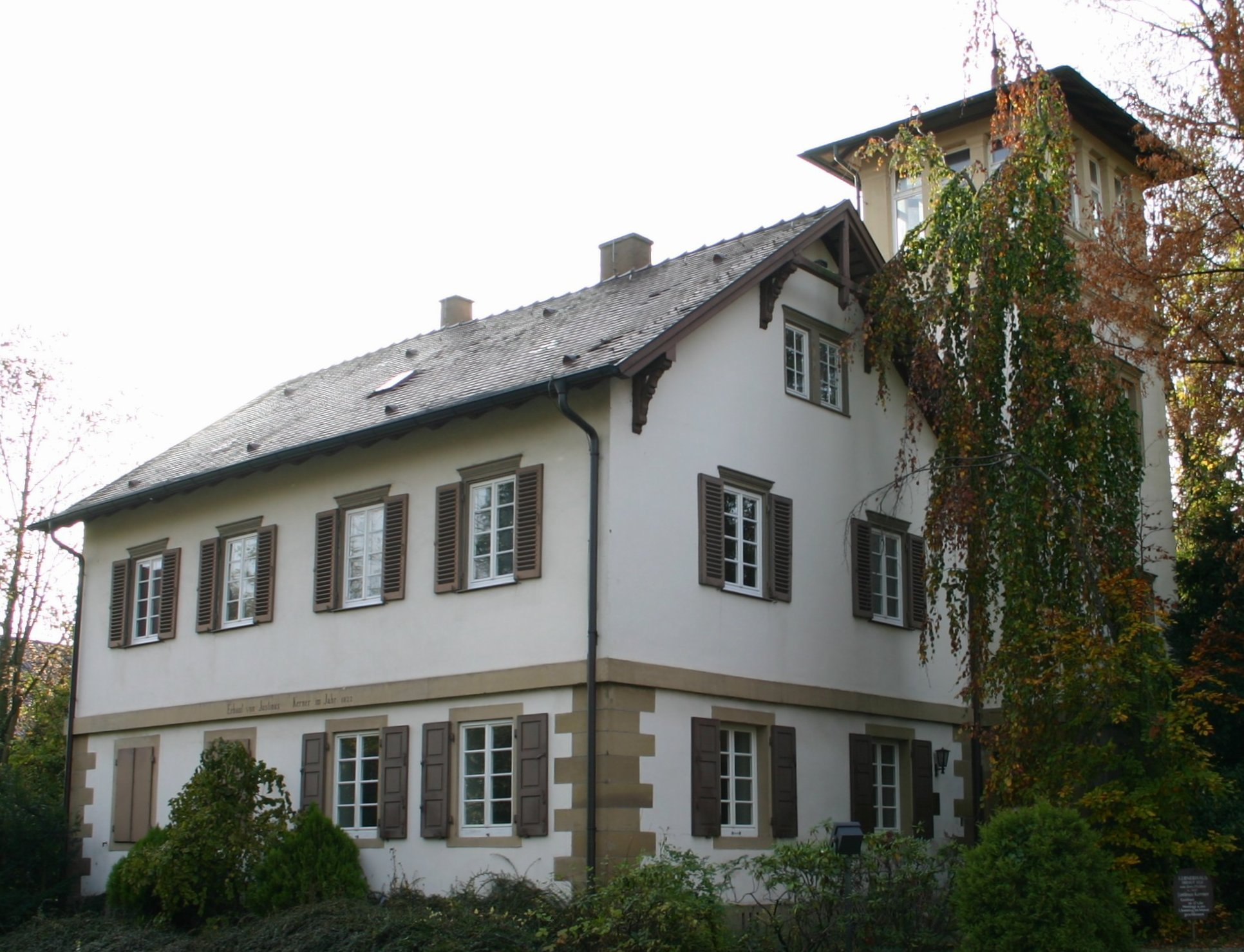
Das Kernerhaus

Das am 11. Dezember 1988 eröffnete Weibertreu-Museum im Rathaus beherbergt eine große Anzahl von Kunstwerken zu Weinsberg und seiner Geschichte.
Das Kernerhaus ist das 1822 erbaute Wohnhaus Justinus Kerners und später seines Sohnes Theobald Kerner, das 1907 vom Justinus-Kerner-Verein gekauft und im Folgejahr als Museum zugänglich gemacht wurde. In der Nähe des Kernerhauses befindet sich das Alexanderhäuschen, Justinus Kerners Gästehaus, benannt nach Alexander von Württemberg.
Die Dokumentationsstätte Lager Weinsberg ist in der letzten noch erhaltenen Baracke des ehemaligen Lagers Weinsberg untergebracht, das von 1937 bis 1972 nacheinander als Landwehrübungslager, Kriegsgefangenenlager, Lager für Displaced Persons und Flüchtlingslager diente.

### Bauwerke

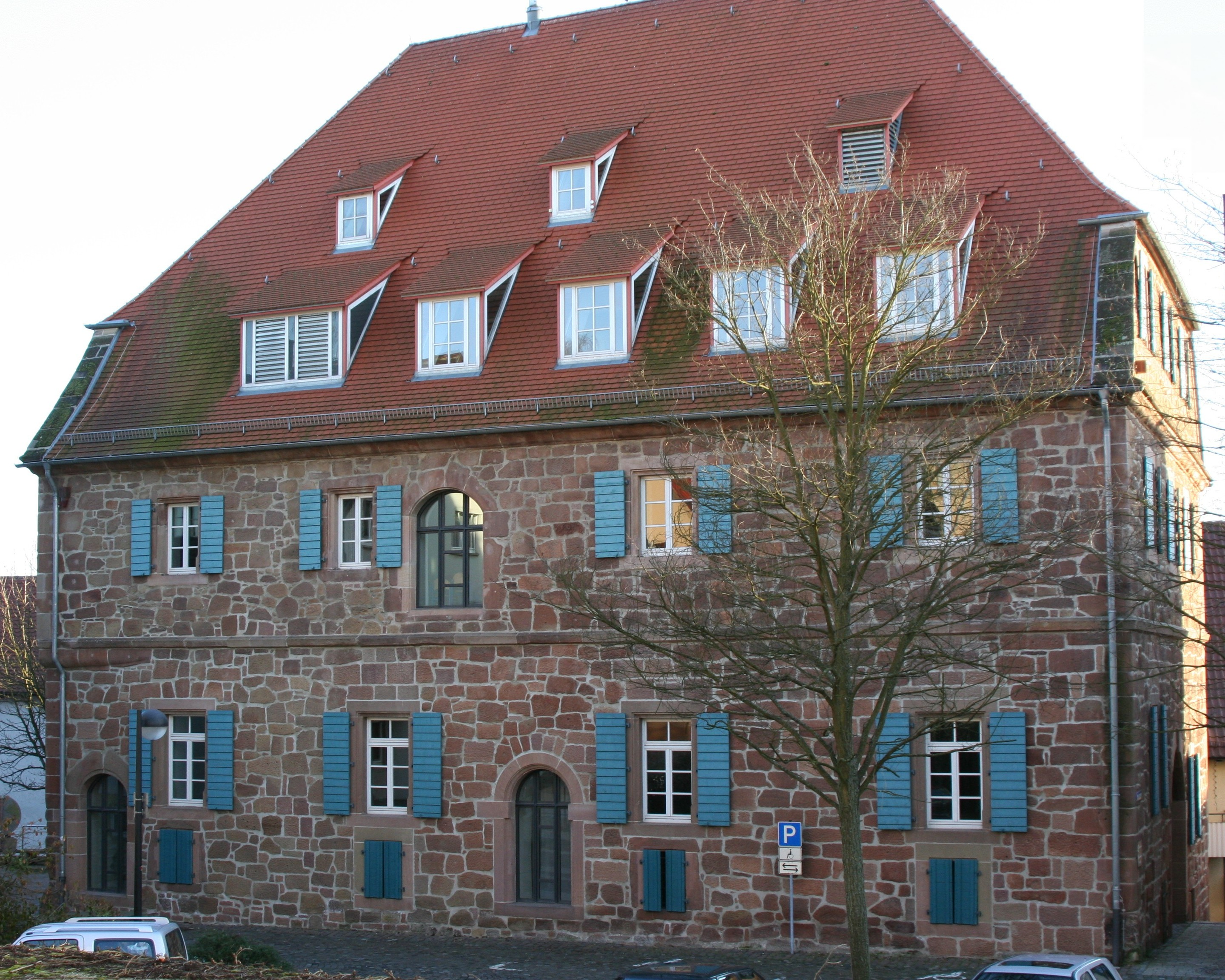
Die Baukelter, eines der ältesten erhaltenen Gebäude

Weinsberg war von Beginn an als Stadt gegründet worden. Es diente schon den Herren von Weinsberg als Verwaltungsmittelpunkt für ihre in der Umgebung befindlichen Besitzungen der Herrschaft Weinsberg, und auch die neuen Besitzer ab 1440, die Pfalzgrafen bei Rhein und die württembergischen Grafen und Herzöge, verfuhren ebenso. Letztere machten die Stadt zum Sitz eines Oberamtes, die mit dem Staat eng verbundene Landeskirche machte sie zum Sitz eines Kirchenbezirkes. Im Lauf der Jahrhunderte entstanden so repräsentative Amtsbauten, die auch nach den Zerstörungen der Stadt im Bauernkrieg 1525 und beim Stadtbrand 1707 wieder errichtet oder ersetzt wurden. Auch die jüngste Zerstörung 1945, die große Teile der Altstadt vernichtete, überstanden dennoch einige Bauwerke.
Die Pläne, nach dem Brand von 1707 das mittelalterliche Stadtbild mit den engen Gassen durch neue, breite Straßen zu ersetzen, ließen sich wegen der für den Weinbau lebensnotwendigen großen Gewölbekeller, die erhalten geblieben waren, nicht durchsetzen, nur der Marktplatz wurde großzügiger gestaltet. Auch heute verfügt Weinsberg noch über eine Vielzahl dieser alten Weinkeller, die allerdings zum allergrößten Teil nicht mehr als solche benutzt werden. Der Wiederaufbau 1946 musste nicht mehr so sehr auf sie Rücksicht nehmen, was an manchen Stellen deutlich breitere Straßen ermöglichte, so zum Beispiel in der Hauptstraße, die Jahrzehnte als durch den Ort führende Bundesstraße 39 diente.

#### Römerbad (Überreste einer römischenvilla rustica)

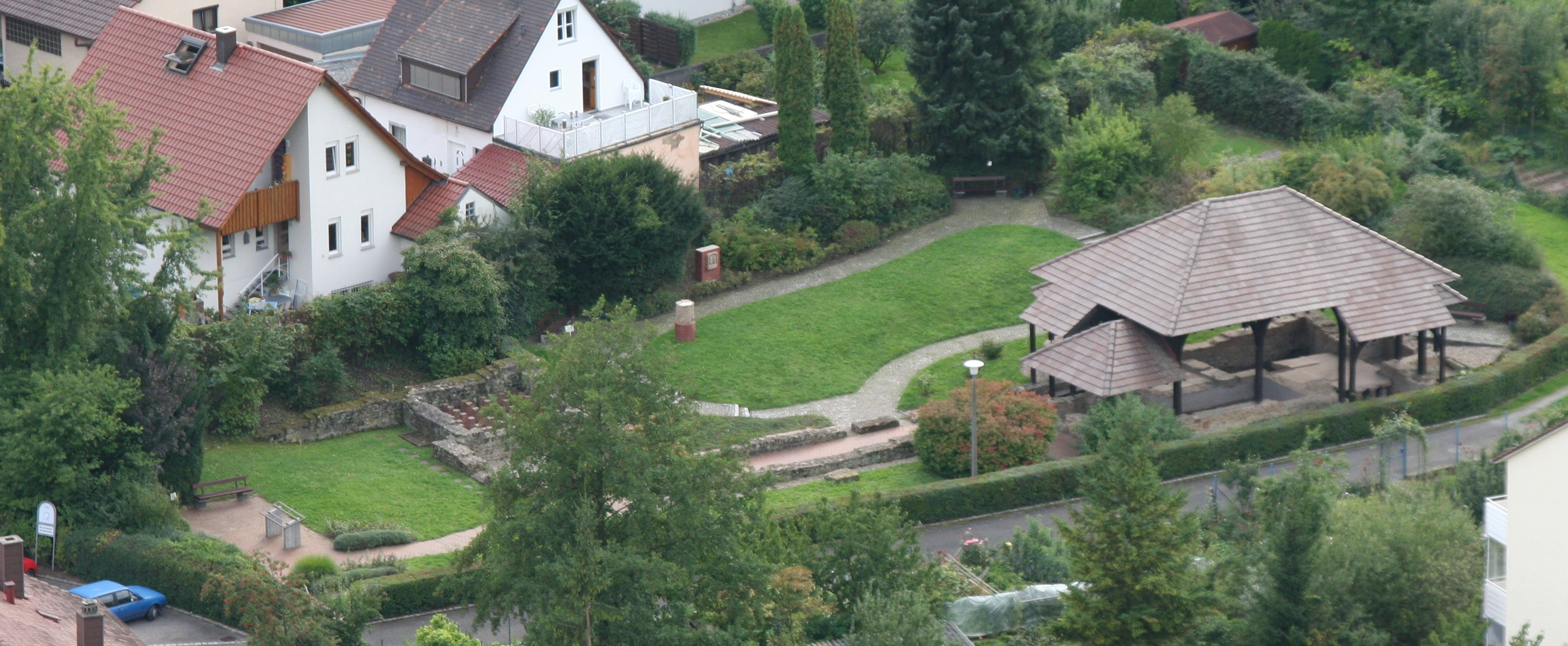
Das Römerbad von oben

Das Weinsberger Römerbad, das 1906 beim Pflanzen eines Baumes zufällig entdeckt und ausgegraben wurde, war im 2. und 3. Jahrhundert n. Chr. Teil eines römischen Gutshofs an der Römerstraße zwischen Böckingen und Öhringen und zählt heute zu den ältesten Zeugnissen römischer Geschichte in Baden-Württemberg. 1977 wurde die restliche Anlage, soweit nicht überbaut, freigelegt und von der Stadt restauriert. Sie kann ganzjährig kostenlos besichtigt werden.

#### Burgruine Weibertreu
Die Weinsberger Burg, auf dem Burgberg oberhalb der Stadt gelegen, wurde als Reichsburg wahrscheinlich im 11. Jahrhundert erbaut. 1504 wurde sie bei der Eroberung der Stadt beschädigt, im Bauernkrieg 1525 zerstört und verfiel im Laufe der Jahrhunderte. Justinus Kerner stoppte ab 1823 den weiteren Verfall. Die Burgruine kann gegen Eintritt besichtigt werden.

#### Stadtmauer und Wachturm

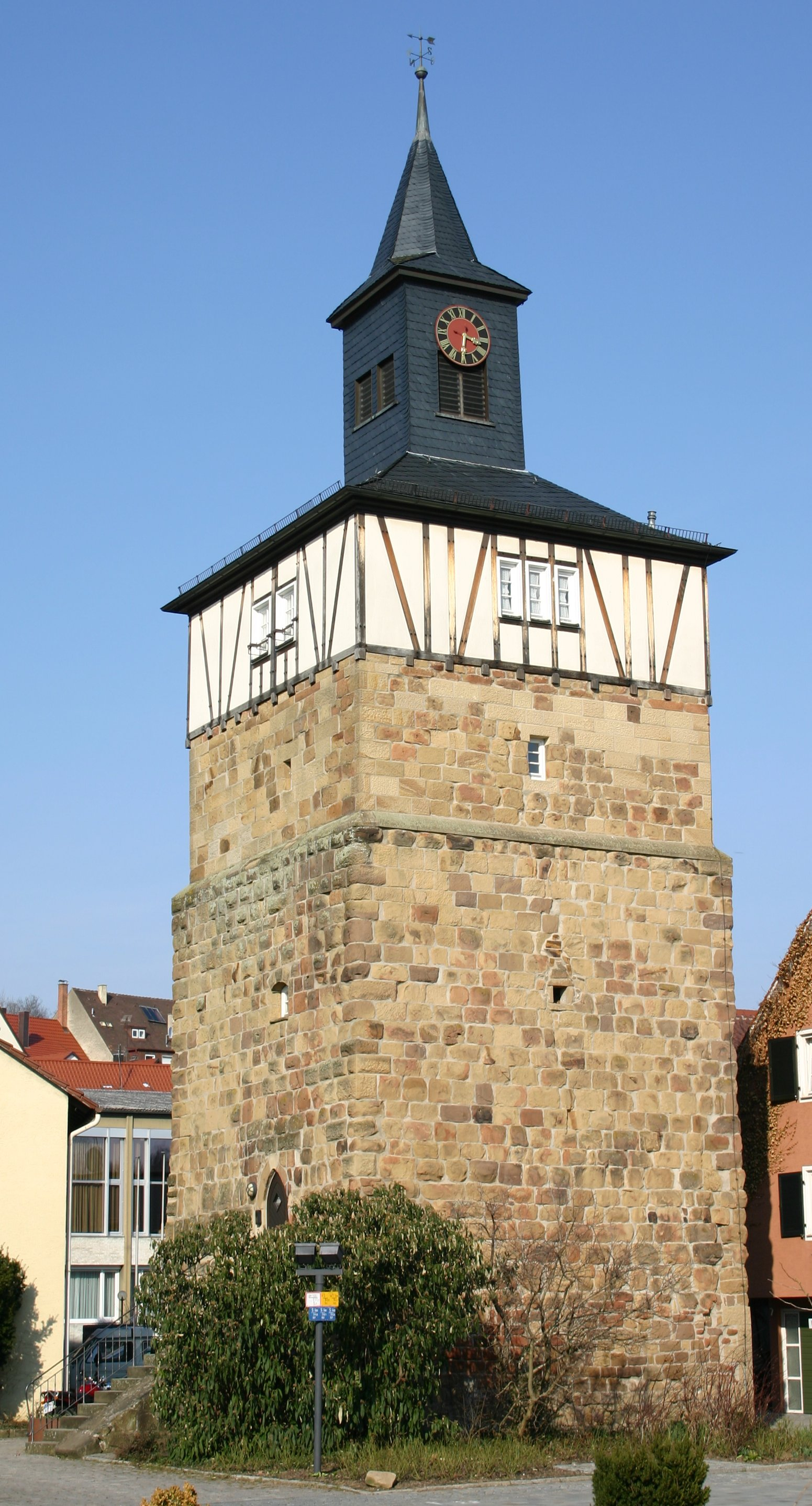
Der Wachturm von Süden

Schon bald nach der Stadtgründung, vermutlich im frühen 13. Jahrhundert, wurde die Stadt mit einer Stadtmauer aus Buckelquadern umgeben, die ursprünglich auch die Burg einschloss, im 14. Jahrhundert (vermutlich 1332) aber gegenüber der Burg abgeschlossen wurde. Sie wies sechs Türme und zwei Tore auf: das Obere Tor im Osten, an der Straße nach Ellhofen und Öhringen, und das Untere Tor im Südwesten, an der alten Straße nach Heilbronn. Nach dem Bauernkrieg und der Zerstörung der Stadt 1525 sollte die Mauer mitsamt ihren Türmen geschleift werden, was aber nicht geschah. 1784 wurde nach verheerenden Stadtbränden in anderen Städten mit der Einrichtung eines (offenen) Feuertores beim südlichen Wachturm erstmals eine Bresche in die bis dahin lückenlose Stadtmauer geschlagen. 1803 wurden die noch vorhandenen Teile des Wehrgangs abgebrochen, ab 1805 in einem jahrzehntelangen Prozess nach und nach fast die gesamte restliche Stadtmauer. In zwei Schritten wurde 1811 und 1844/1845 die Straße nach Heilbronn am westlichen Stadtausgang auf eine neue, weniger steile Trasse verlegt, wozu weitere Teile der Stadtmauer und auch einige Häuser abgerissen wurden. Reste der Stadtmauer existieren noch im Norden und Nordosten des alten Stadtkerns; im Süden ist nur noch ein kleines Stück zu finden. Drei der Türme – Wolfsturm, Diebsturm (später Geisterturm genannt) und Küh-, Säu- oder Wachturm – sind ebenfalls noch erhalten, vom Wolfsturm in der Nordwestecke der Stadtbefestigung gleich bei der Kirche allerdings nur der Turmstumpf.
Der Wachturm wurde als Teil der südlichen Stadtmauer um 1200/1210 aus für die Stauferzeit typischen Buckelquadern erbaut. Andere Namen des Turms waren Kühturm, Säuturm oder Saubachturm. Er ist eines der ältesten erhaltenen Bauwerke der Stadt und wurde errichtet, um die Stadtverteidigung an dieser Stelle zu verbessern, die sich außer auf die Stadtmauer nur auf einen oft fast ausgetrockneten Wassergraben stützen konnte, der vom Stadtseebach bzw. Saubach gespeist wurde. Die der Stadt zugewandte Nordseite des Turms wurde vermutlich zunächst offen gelassen und erst später mit einer Fachwerkwand geschlossen. Beim großen Stadtbrand von 1707 blieb der Turm unversehrt. Für 1784 ist seine Nutzung als Unterkunft für Arme überliefert. 1853 geriet er in Brand und brannte aus, wurde aber noch im selben Jahr wieder instand gesetzt. Noch bis 1857 befand sich hier auch die Wachstube der städtischen Nachtwächter. Im Lauf der Jahre wurde er außerdem als Wohnung des Hochwächters, Gefängnis, Armenunterkunft und Jugendherberge genutzt. Im Glockenstuhl im obersten Stockwerk hängt heute die Glocke der ehemaligen, 1975 abgerissenen evangelischen Kirche des Lagers Weinsberg. Nach einer umfassenden Sanierung des Turms in den Jahren 1986/1987 sind im Wachturm heute u. a. verschiedene Vertriebenen-Landsmannschaften untergebracht. Sie unterhalten im Turm eine Heimatstube, die besichtigt werden kann.

#### Evangelische Johanneskirche

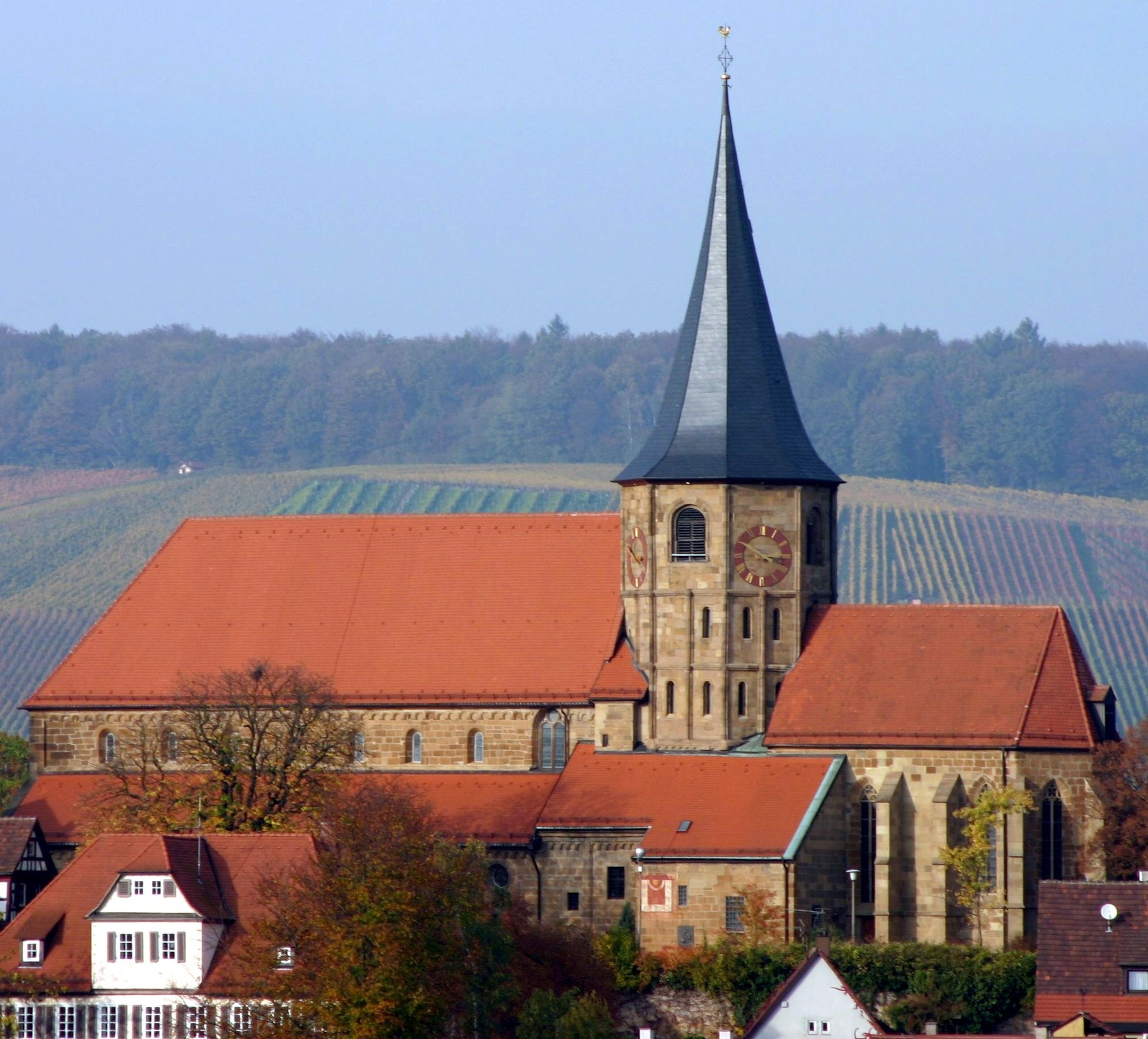
Die Johanneskirche von Süden. Links unten vor der Kirche das Gebäude des ev. Dekanats

Die Johanneskirche am Ökolampadiusplatz, eine romanische Basilika und Chorturmkirche, ist die Kirche der Evangelischen Kirchengemeinde Weinsberg. Mit dem Bau der Kirche wurde um 1200/1210 wahrscheinlich im Auftrag der Herren von Weinsberg begonnen. Bei der Zerstörung der Stadt im Bauernkrieg 1525 brannte die Kirche aus und wurde danach wieder aufgebaut. Die späteren Zerstörungen der Stadt durch Brände 1707 und 1945 überstand die Kirche unversehrt. An der Ostseite der Kirche befindet sich das Ehrenmal für die Toten und Vermissten des Ersten Weltkrieges. Die Kirche ist im Sommer täglich, sonst nach Voranmeldung zu besichtigen.

#### Sonstige Bauwerke

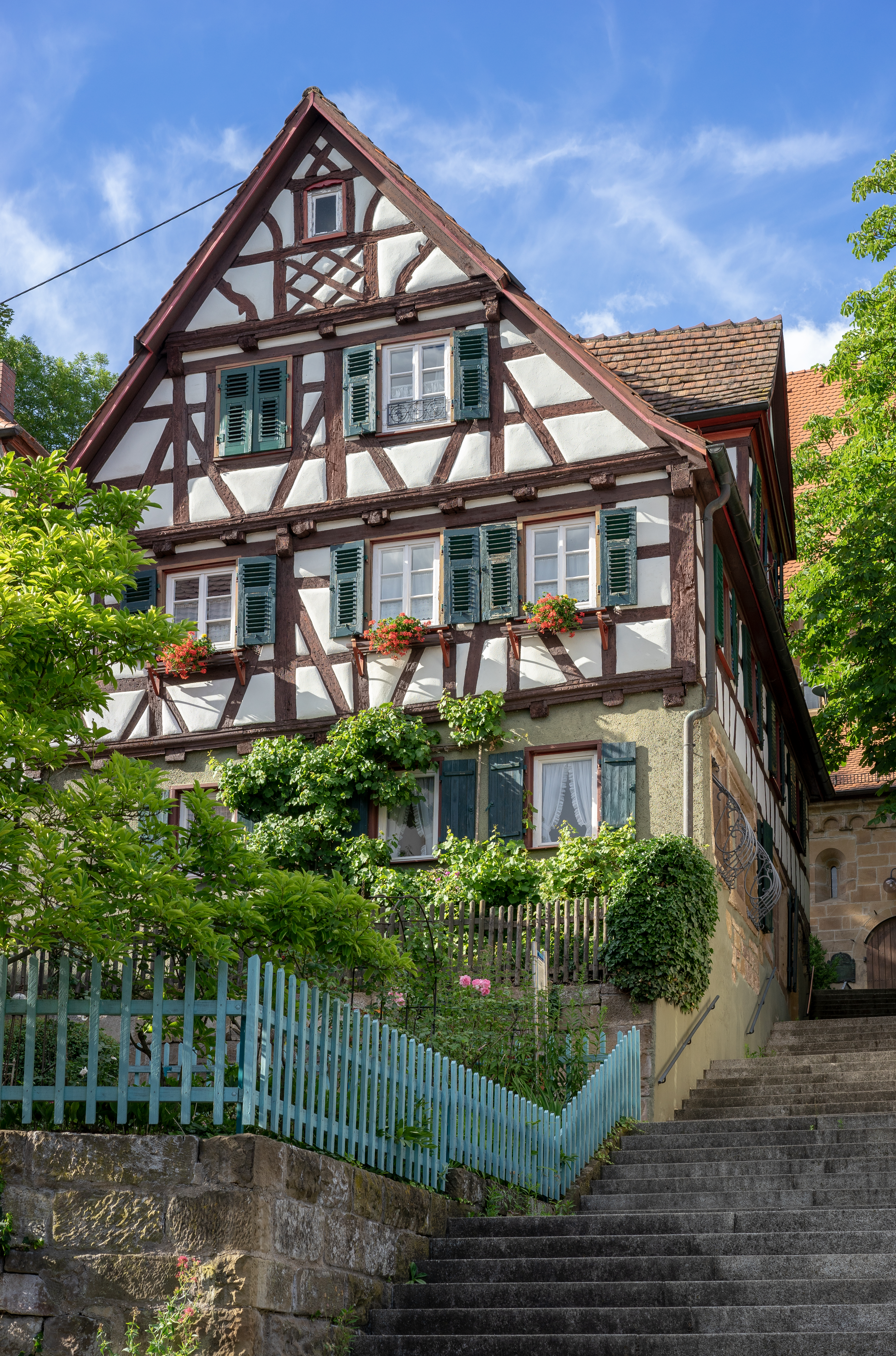
Die ehemalige Mesnerei bzw. Teutsche Schul, 1541 erstmals erwähnt

Die ältesten erhaltenen Gebäude der Stadt nach Burg und Johanneskirche stehen an Orten, die von den Stadtbränden 1707 und 1945 nicht erfasst wurden. An der Kirchstaffel, die den Ökolampadiusplatz an der Johanneskirche mit dem tiefer gelegenen Marktplatz verbindet, sind vier Häuser aus dem 16. Jahrhundert erhalten, darunter das ehemalige Pfarrhaus, die ehemalige Lateinschule und die ehemalige Mesnerei und Deutsche Schule. Der Marktplatz entstand in seiner jetzigen Form nach dem Stadtbrand 1707. An seinem oberen Ende überragt ihn das 1708 als Vogtei erbaute jetzige evangelische Dekanatsgebäude. Die westliche Seite des Platzes überstand die Kriegszerstörung 1945, während die Ostseite mit dem Rathaus abbrannte. Das Rathaus wurde durch einen am 29. August 1953 eingeweihten Neubau ersetzt.

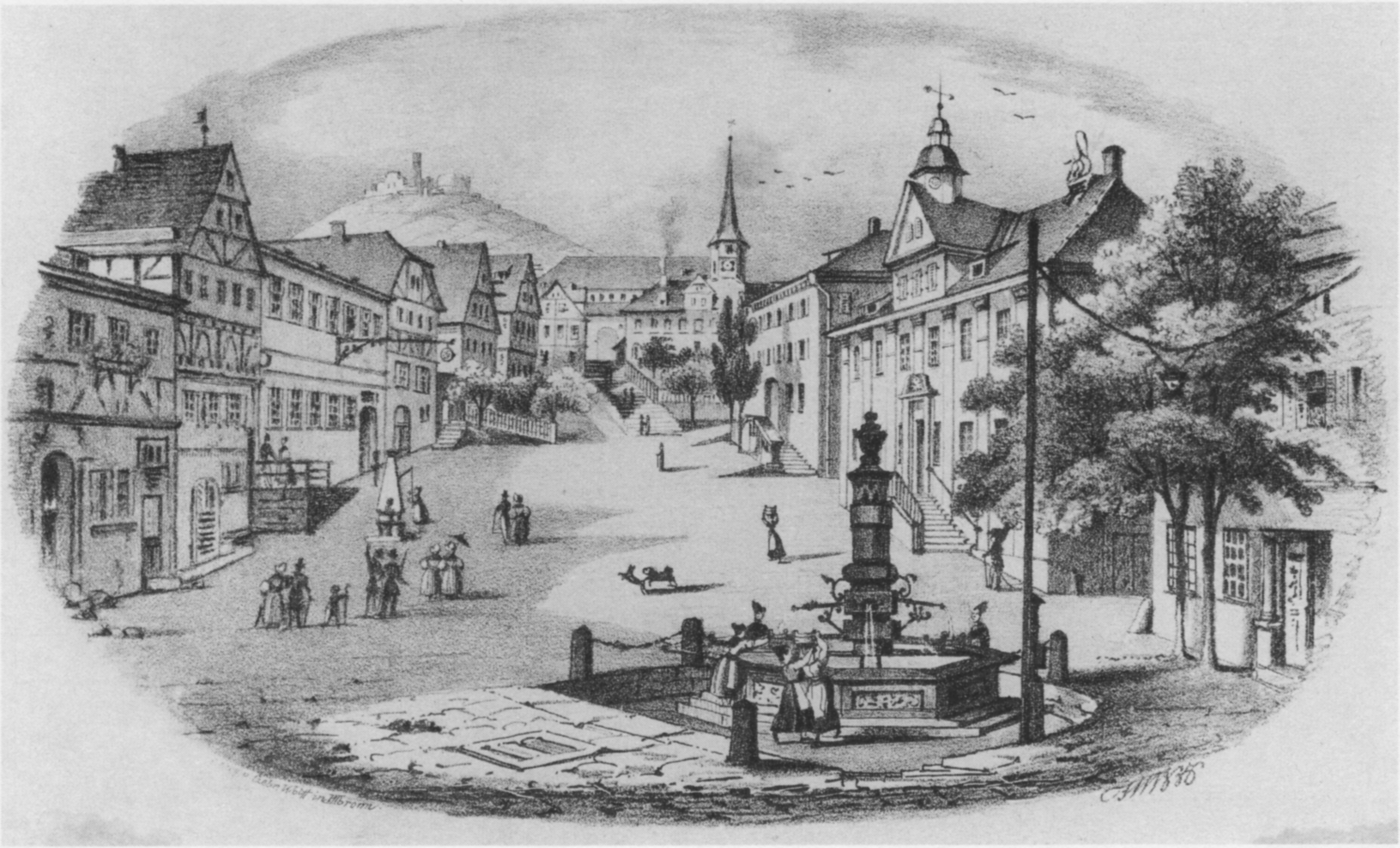
Der Marktplatz Mitte des 19. Jahrhunderts

Südwestlich vom Marktplatz hat in der Mönchhausgasse der ehemalige Stadthof des Klosters Schöntal die Zeiten überdauert und der Gasse den Namen verliehen. Das Kloster hatte mindestens seit dem 14. Jahrhundert Besitz in Weinsberg, sein Stadthof, der für die Verarbeitung und Einlagerung der Produkte der klösterlichen Felder und Weinberge benötigt wurde, wird erstmals 1455 erwähnt. Nach der Zerstörung im Bauernkrieg 1525 wurde das Haus an selber Stelle wieder aufgebaut. Etwas weiter südlich, am ehemaligen unteren Stadttor, erstreckte sich das städtische Spital für Arme, Kranke und Alte, von einem Engelhard von Weinsberg gestiftet und 1354 erstmals bezeugt. Nach den Zerstörungen 1525 wieder aufgebaut und 1707 nicht zerstört, blieb das Spital bis 1799 in Betrieb. Heute sind noch die ehemalige Spitalkirche und eine Hälfte des Pfründnerhauses erhalten.
Östlich des Marktplatzes steht am heutigen Seufferheldplatz die Baukelter, eine ehemalige herrschaftliche Kelter. Sie war schon vor dem Brand 1525 entstanden und in diesem Jahr ebenso wie 1707 und 1945 ausgebrannt, konnte wegen ihrer starken Mauern aber immer wieder aufgebaut werden. Seit dem 19. Jahrhundert ist das Gebäude in städtischem Besitz. Von 1933 bis 1945 diente es als Parteiheim der örtlichen NSDAP, danach von 1949 bis zur Einweihung des neuen Rathauses 1953 als Sitz der Stadtverwaltung. Zuletzt wurde es Mitte der 1990er-Jahre restauriert und beherbergt seitdem die städtische Musikschule. Für Veranstaltungen gedacht sind der Michael-Beheim-Saal im Erdgeschoss und der Helfensteinkeller getaufte Gewölbekeller.

#### Doppelt versteinte Hällische Straße

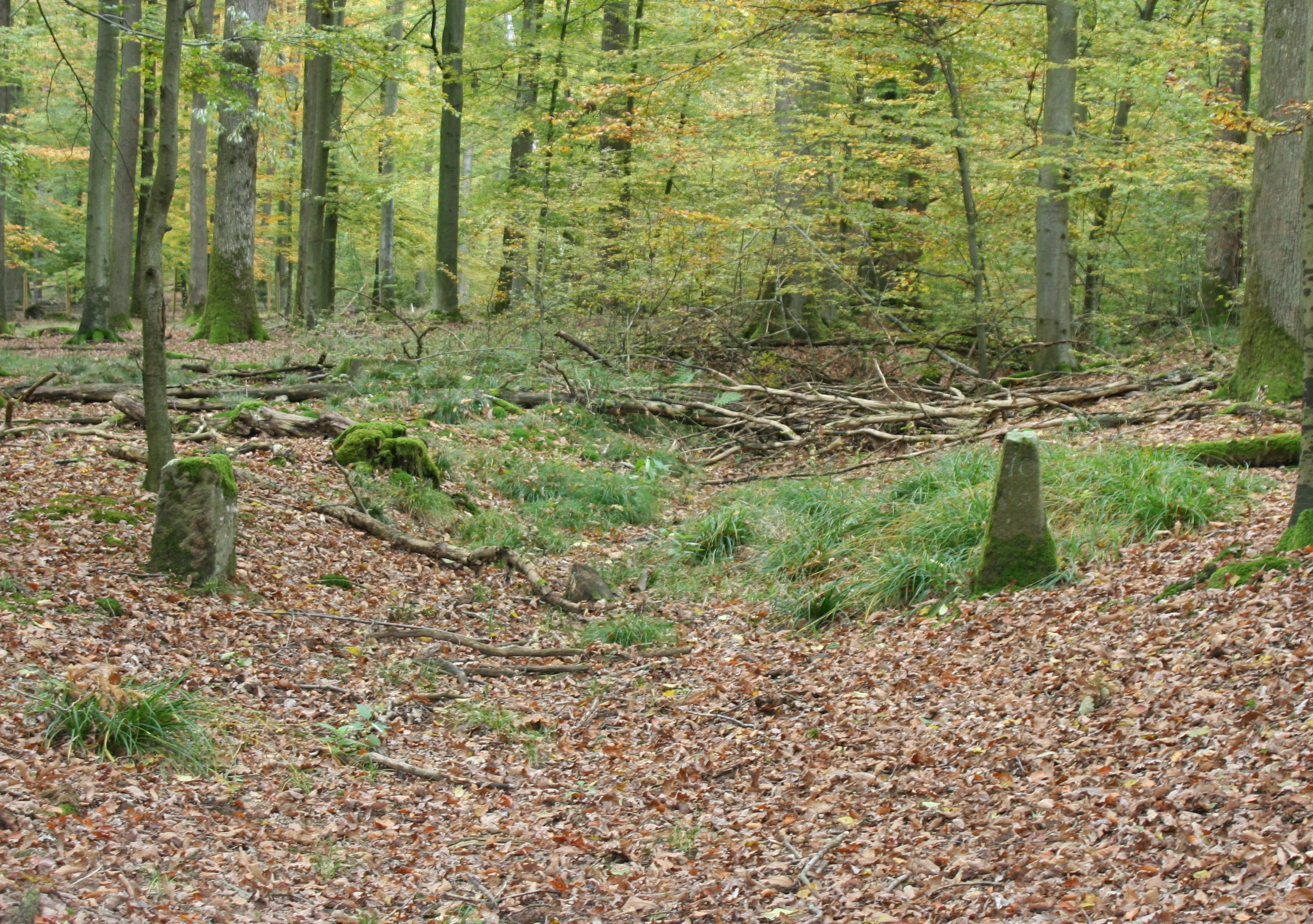
Doppelte Versteinung: anderswo unbekannt

Ein wenig bekanntes Kulturdenkmal ist die Doppelt versteinte Hällische Straße. Es handelt sich um einen etwa 1,7 km langen Abschnitt eines alten Fernhandelsweges, der hier die Markungsgrenze zwischen Heilbronn und Weinsberg bildet. Um die Grenze nach Grenzstreitigkeiten eindeutiger zu markieren, drängte Heilbronn auf eine „doppelte Versteinung“, also auf einander gegenüberstehende Grenzsteine auf beiden Seiten der Straße. Dies stellt die große Besonderheit dar und ist in Deutschland von keiner anderen Straße bekannt.

### Parks und Grünanlagen
Die älteste „Grünanlage“ Weinsbergs ist der städtische Friedhof, der 1612 nach einem Pestausbruch etwas außerhalb der Stadt angelegt wurde und den früheren Friedhof im Kirchhof rings um die Johanneskirche nach und nach ersetzte. Er befindet sich heute direkt südlich der Bahnlinie und weist einen großen Baumbestand auf. Neben den Gräbern bekannter Weinsberger Bürger wie denen von Justinus Kerner und seiner Frau Friederike befindet sich hier auch das Ehrenmal für die Weinsberger Toten und Vermissten des Zweiten Weltkrieges.
Das Tal des Stadtseebachs südlich des bebauten Stadtgebiets wurde ab 1977 zu einer parkähnlichen Naherholungsanlage umgestaltet, um den in den vorigen Jahren und Jahrzehnten durch den Autobahnbau erlittenen Verlust an Erholungsflächen wenigstens zum Teil wieder auszugleichen. Bis zur Einweihung am 17. Juli 1983 wurden Wege und ein künstlicher See neu angelegt sowie 6000 Bäume und Sträucher gepflanzt. 1986 wurde das westlich der Bahnlinie anschließende Gelände bis zur Wohnbebauung ebenso gestaltet, so dass entlang dem Stadtseebach ein geschlossener Grüngürtel bis hin zum südlichen Stadtsee- und Brühltal entstand.
Durch den Konkurs der alteingesessenen Weinsberger Ziegelei konnte die Stadt 1984 deren großes Gelände mitten im Stadtgebiet (südlich der Bahnlinie) erwerben. Nach Abbruch der Gebäude wurde das Gelände mit Pflanzung von 10.000 Bäumen und Sträuchern zur Erholungsanlage Alte Ziegelei umgestaltet und am 24. Juni 1990 der Öffentlichkeit übergeben. Der westliche Teil, in dem die Ziegelwerke den benötigten Lehm abgebaut hatten und in dem sich ein kleines Feuchtgebiet mit Tümpeln gebildet hatte, wurde als Großbiotop belassen.
Etwas außerhalb des Stadtgebiets befindet sich das Klinikum am Weissenhof, das 1903 als Königliche Heilanstalt inmitten eines 43 ha großen Parks eröffnet wurde, der heute mit 3.800 Bäumen bestanden und mit etwa 10 km Wegen erschlossen ist.

### Natur

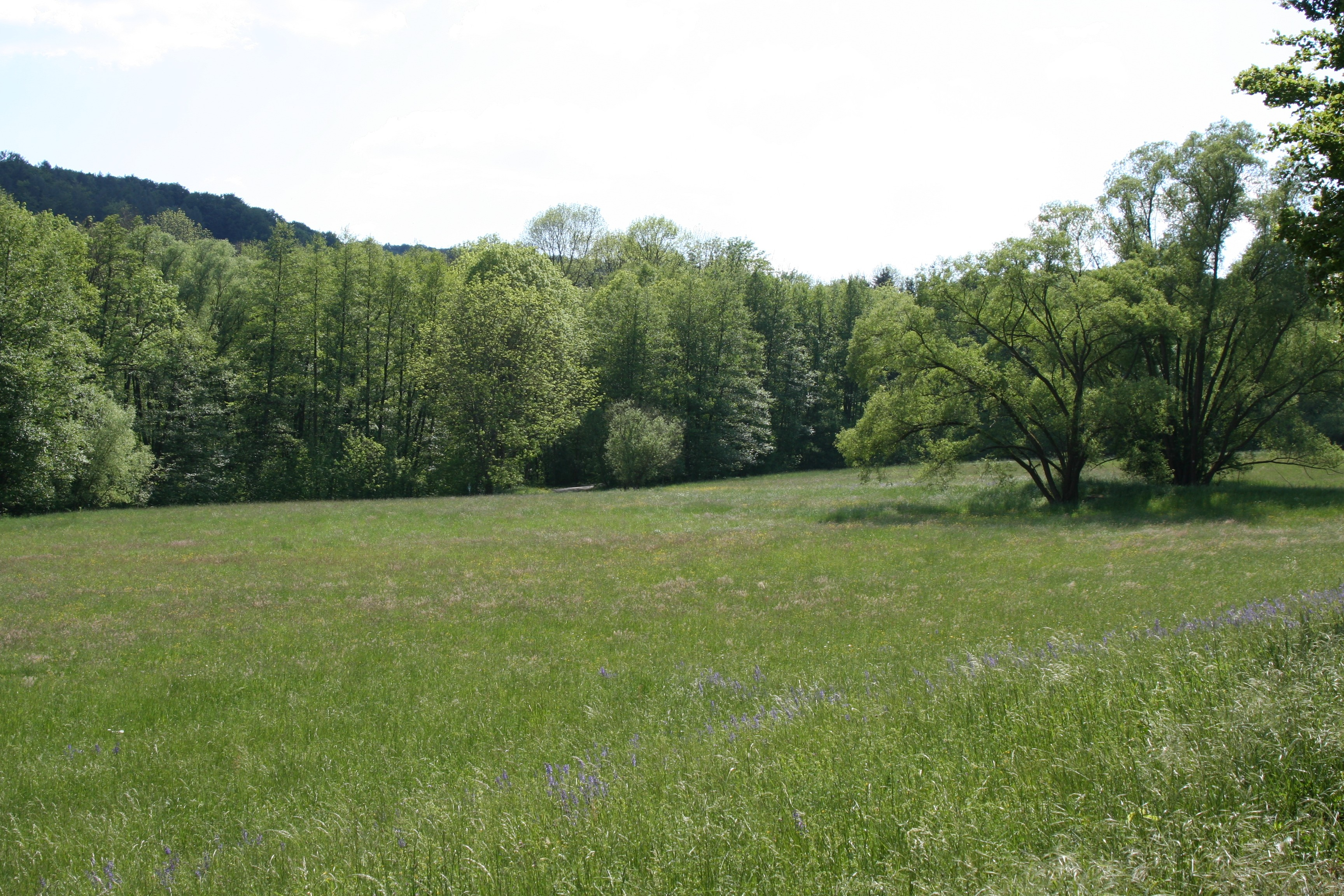
Im Stadtseetal

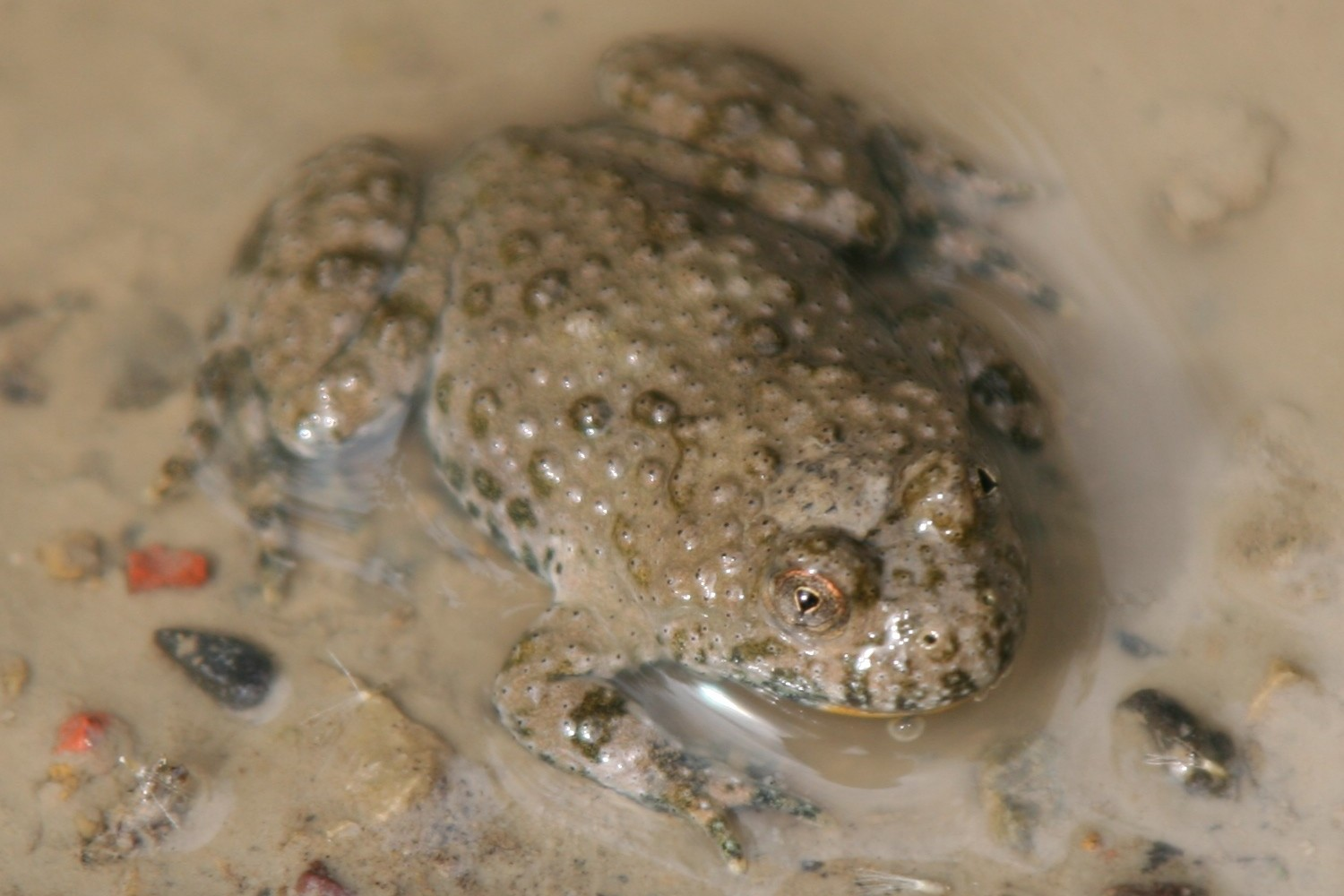
Gelbbauchunke

Durch die rege Bautätigkeit nach dem Zweiten Weltkrieg ist der Anteil der naturbelassenen Flächen an der Weinsberger Markung stetig zurückgegangen. Dennoch verfügt die Stadt vor allem im Süden des Stadtgebiets noch über größere Naturflächen. Das von der Bevölkerung als Erholungsgebiet genutzte Stadtsee- und Brühltal ist seit dem 17. April 1980 als ökologisch wertvolles, 89 ha großes Landschaftsschutzgebiet Brühl- und Stadtseetal (Nr. 1.25.014) eingestuft. Südlich daran anschließend befindet sich im Wald das Feuchtgebiet Hinteres Brühltal, das am 4. Dezember 2002 zum 20,4 ha großen Naturschutzgebiet Brühl (Nr. 1.254) erhoben wurde, nachdem ein Teilgebiet schon ab 1986 Naturdenkmal war. Durch militärische Nutzung seit 1936 (als Schießplatz) und die damit einhergehende Sperrung bis in die 1980er-Jahre hinein entstand hier ein Rückzugsraum für viele seltene Tier- und Pflanzenarten wie beispielsweise das Tausendgüldenkraut, das Fleischfarbene Knabenkraut, die Schlingnatter, die Gelbbauchunke oder den Großen Feuerfalter. Bemerkenswert ist auch das häufige Vorkommen der Elsbeere und des Speierlings im Wald, in den Brühl- und Stadtseetal an der Stadtgrenze zu Heilbronn übergehen. Über 50 Exemplare des seltenen Speierlings wurden hier gezählt. Das 5 ha große Elsbeerwäldle, beiderseits der Autobahn 81 direkt an der Ausfahrt Weinsberg gelegen, wurde am 2. September 1991 als Schonwald (Nr. 302) ausgewiesen, um die Elsbeer- und Speierlingbestände zu schützen.
Der Weinsberger Abschnitt des Sulmtals, in früheren Zeiten als landschaftlich sehr reizvoll gerühmt, wird seit dem Autobahnbau vor allem vom Autobahnkreuz dominiert. Dennoch befindet sich auch hier, in der Nordostecke des Autobahnkreuzes, ein Naturschutzgebiet, an dem Weinsberg einen kleinen Anteil hat. Das Naturschutzgebiet Wildenberg (Nr. 1.187) wurde am 16. Oktober 1992 auf dem Westteil des Wildenberges zwischen Weinsberg-Grantschen und Eberstadt, direkt südlich der A 81, eingerichtet. Der Weinsberger Anteil ist mit 1,6 ha aber ziemlich klein, verglichen mit dem 47,8 ha großen Anteil Eberstadts. Das Schutzgebiet besitzt durch mehrere geologische Aufschlüsse besondere geologische Bedeutung als Einblick in die Entstehungsgeschichte des Schilfsandsteins. Das ganze Naturschutzgebiet und ein kleines anschließendes Gebiet, insgesamt 57,5 ha, wurde zudem schon am 2. September 1991 als Schonwald (Nr. 01) ausgewiesen mit dem Ziel, die naturnahe Laubholzbestockung zu erhalten und pflegen.
Ein weiteres Landschaftsschutzgebiet ist der Burgberg mit der Burgruine Weibertreu, der seit dem 21. Juli 1978 das 17 ha große Landschaftsschutzgebiet Burgberg mit „Weibertreu“ (Nr. 1.25.002) bildet.

### Sport und Sportanlagen
Größter Sportverein und auch größter Verein Weinsbergs überhaupt ist der TSV 1866 e. V. Weinsberg, der mit zahlreichen Abteilungen unter anderem diverse Ballspiele (Fußball, Handball, Basketball), Tischtennis, Leichtathletik, Gymnastik, Kegeln und Reiten anbietet. Die 1. Männer-Handballmannschaft spielte seit der Saison 1997/98 in der Württemberg-Liga; zur Saison 2011/2012 gelang der Aufstieg in die (viertklassige) Handball-Oberliga Baden-Württemberg. Unter großem Aufsehen gründete sich 2006 der neue Verein Turngemeinschaft TG Weinsberg 2006 e. V. (TG) aus der TSV-Turnabteilung heraus (die TSV-Abteilung besteht in stark reduzierter Größe weiterhin). Außerdem gibt es noch den Fischereiverein Weinsberg e. V., den Radsportverein Weinsberg e. V., die Schützengilde 1862 Weinsberg, die Tauchergruppe Weinsberg und den Tennis-Club Weinsberg e. V. 1960 mit einer Wassersportabteilung, die hauptsächlich auf dem Breitenauer See in Obersulm/Löwenstein aktiv ist.

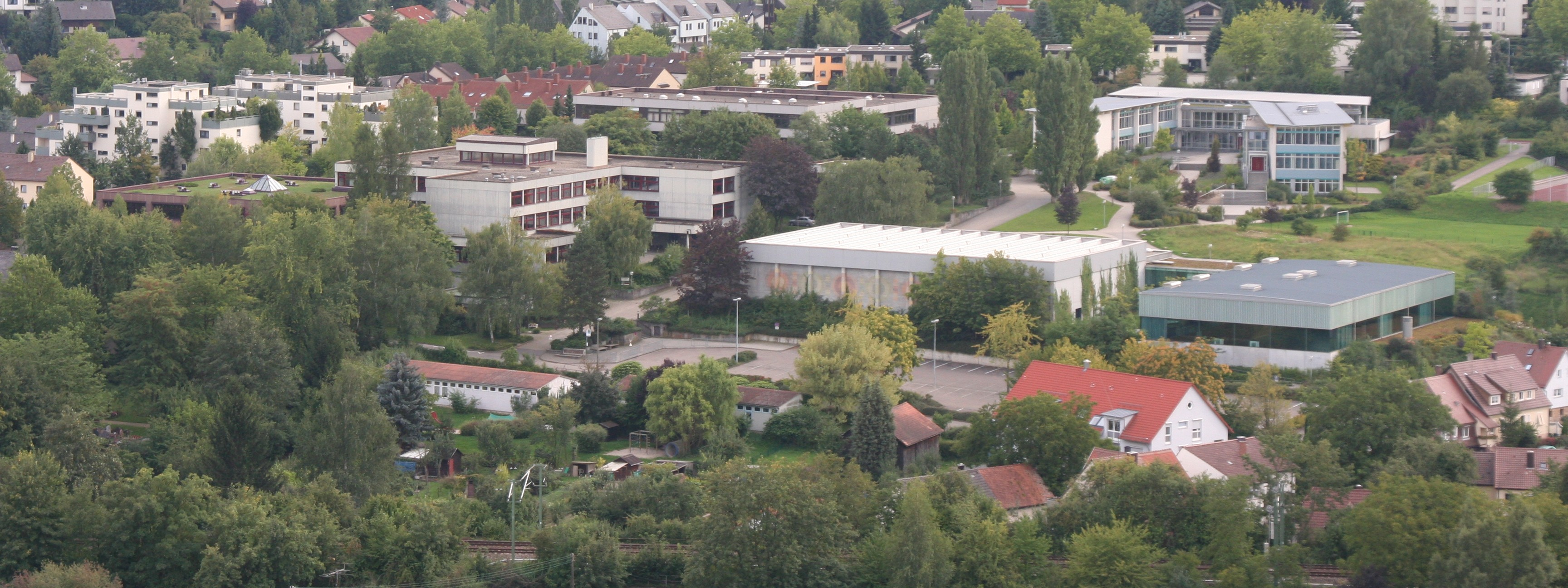
Das Schulzentrum Rossäcker mit vier Schulen und den Sporthallen

Es gibt in Weinsberg drei Sporthallen: die 1975 eingeweihte Mehrzweckhalle Weibertreuhalle beim Schulzentrum Rossäcker, die 2001/2002 direkt nebenan erstellte und mit ihr verbundene Sporthalle Rossäcker sowie die ältere Mühlrain-Turnhalle von 1958. Beim Schulzentrum befinden sich auch Außensportanlagen. Für Leichtathletik, Rasenspiele und Kegeln steht das 1977 eingeweihte Sportzentrum Stämmlesbrunnen mit TSV-Vereinsheim zur Verfügung; direkt daneben liegt die 1960 bis 1986 erbaute Tennisanlage des Tennis-Clubs. Im Anschluss an diese befindet sich das 1929 am Stadtseebach erbaute Weinsberger Freibad, das mehrfach saniert und erweitert, zuletzt am 31. Mai 2003 neu eingeweiht wurde und nun über vier solarbeheizte Becken mit 25 °C Wassertemperatur verfügt. Das Freibad zählt pro Saison Zehntausende von Badegästen, im heißen Ausnahmejahr 2003 über 100.000, in der Saison 2004 noch über 50.000. Die dem Freibad benachbarte, ab 1978 erstellte Reitanlage der Reitabteilung des TSV bildet den Übergang vom Freibad zum nördlich anschließenden Naherholungsgebiet Stadtseebachtal.
Ein 1974 eröffneter Trimm-dich-Pfad im Wald beim Albvereinshaus war nach Jahrzehnten der Nutzung in schlechtem Zustand und wurde im Frühjahr 2008 abgebaut. Stattdessen richtete die Stadt unter dem Namen Fit im Park eine neue, am 27. Juli 2008 der Öffentlichkeit übergebene Lauf- und Fitness-Strecke ein, die in zwei Abschnitten von insgesamt 5,2 km Länge durch das Stadtseetal und das Naherholungsgebiet führt. Im April 2012 wurde im Heerwald auf dem Schemelsberg ein privat betriebener Waldkletterpark eingerichtet.

### Regelmäßige Veranstaltungen
Von 1977 bis 2007 fand jedes Jahr an einem Juni-Wochenende unter freiem Himmel in der Altstadt das Stadtfest statt, bei dem man neben einem kleinen kulturellen Rahmenprogramm im Wesentlichen essen, trinken, sich unterhalten und der Musik von Stadtkapelle und anderen Musikkapellen lauschen konnte. Wegen des Rückzugs mehrerer Vereine musste das Stadtfest 2008 und 2009 abgesagt werden und fand von da an nicht mehr statt. Die Nachfolgeveranstaltung Weinsberger Verführung, die erstmals 2010 am Burgberg stattfand, wurde 2012 eingestellt.
Ähnlich wie das frühere Stadtfest präsentierte sich der Weibertreu-Herbst, auch bekannt als Herbstfest, das alljährlich an einem Wochenende im September oder Oktober auf dem Festplatz auf dem Grasigen Hag (nördlich der Johanneskirche) stattfand. Das Festgeschehen fand hier im Festzelt statt, außerdem gab es noch eine Auswahl von Fahrgeschäften, Losbuden etc. Das Herbstfest wurde letztmalig 2019 ausgetragen. Nachdem der Weibertreu-Herbst, teils durch die Corona-Pandemie bedingt, mehrere Jahre hintereinander nicht stattfand, soll er ab Ende Juni 2024 durch ein Weibertreufest zwischen Kernerhaus und Burgruine ersetzt werden, ohne Festzelt, dafür mit einer überdachten Bühne.
Von 1996 bis 2014 fanden alle zwei Jahre auf der Burgruine Weibertreu im Sommer die Weibertreu-Festspiele mit Theater und Gastspielen statt. Veranstalter war der Theaterverein Weinsberg. Nach den Festspielen 2014 sollte die Veranstaltung ab 2017 in den ungeraden statt den geraden Jahren stattfinden, wozu es aber nicht kam.
Von 1998 bis 2014 sowie 2018 veranstaltete der Gemeindeverwaltungsverband „Raum Weinsberg“ alle zwei Jahre in den sommerlichen Schulferien für jeweils zwei Wochen die Kinderstadt Gnurpsel-City für 260 neun- bis zwölfjährige Kinder aus den Orten des Verbandes.

## Wirtschaft und Infrastruktur
Die für ein Unterzentrum üblichen Einrichtungen wie Lebensmittelgeschäfte, Post, Allgemeinärzte, Apotheken, Grundschulen, Stadtverwaltung etc. sind alle in Weinsberg vorhanden, und auch einige der für ein Mittelzentrum charakteristischen Merkmale wie weiterführende Schulen, Fachärzte, Anwälte und ein Krankenhaus sind anzutreffen, weshalb die Stadt als Unterzentrum mit mittelzentralen Funktionen eingestuft ist. Den Vorstößen der Stadtverwaltung auf eine Einstufung als Mittelzentrum war bislang (Stand: 2006) kein Erfolg beschieden.
Die Landwirtschaft, insbesondere der Weinbau, war bis ins 19. Jahrhundert die wesentliche Komponente der Weinsberger Wirtschaft. Auch Handwerk und Gastronomie waren immer schon vertreten. Daneben gab es aber auch früh schon typisch städtische Einrichtungen wie eine Lateinschule. Durch die Einrichtung des Kirchenbezirks und des Oberamtes in Weinsberg nahm die Zahl der Bediensteten an Verwaltungseinrichtungen im weitesten Sinne zu, durch die Ansiedlung staatlicher Institutionen wie Weinbauschule (1868) und Heilanstalt (1903) verstärkte sich dies noch. Auch nach Auflösung des Oberamtes 1926 blieb dies im Wesentlichen so; der Wegfall einiger Einrichtungen wurde durch den Ausbau der anderen (zum Beispiel der weiterführenden Schulen ab den späten 1960er-Jahren) kompensiert. Industrie siedelte sich in der Stadt erst ab Beginn des 20. Jahrhunderts an, vor allem die Dampfziegelei und die Karosseriewerke Weinsberg beschäftigten eine nennenswerte Anzahl von Arbeitern. Trotz Niedergang dieser Unternehmen ist auch heute noch Industrie in Weinsberg ansässig, zwei größere und eine Anzahl kleinerer und mittlerer Betriebe. In den ab den 1970er-Jahren errichteten Gewerbegebieten am Autobahnkreuz siedelten sich unter anderen das Handelsunternehmen Spar (heute Edeka) mit einem großen Lager sowie ein Baustoff-Großhändler an.
Der Einzelhandel war noch bis in die 1980er-Jahre typisch kleinstädtisch geprägt mit vielen inhabergeführten Geschäften des Nahrungsmittelhandwerks (Bäcker, Metzger) und Lebensmittelhandels und Fachgeschäften für Kleidung, Schreibwaren, Kurzwaren und anderes mehr, ergänzt durch einige kleinere Supermärkte und eine Filiale einer Lebensmittel-Konsumgenossenschaft (coop). Ab den späten 1980er- und vor allem in den 1990er-Jahren veränderte sich dies. Der inhabergeführte Einzelhandel ist zwar nach wie vor präsent, aber im Rückgang begriffen. Die Supermärkte und coop gaben auf, Lebensmittel-Discounter und ein größerer Verbrauchermarkt (Handelshof, 2010 umbenannt in Kaufland) siedelten sich stattdessen an. Da ein Kaufkraftabfluss ins direkt benachbarte Oberzentrum Heilbronn und in das ebenfalls nicht weit entfernte Mittelzentrum Neckarsulm und auch darüber hinaus in weiter entfernte Städte festgestellt worden war, hatte die Stadtverwaltung diese Ansiedlungen für nötig erachtet und deswegen auch einen letztlich vor Gericht entschiedenen Streit mit den Nachbargemeinden in Kauf genommen.

### Weinbau

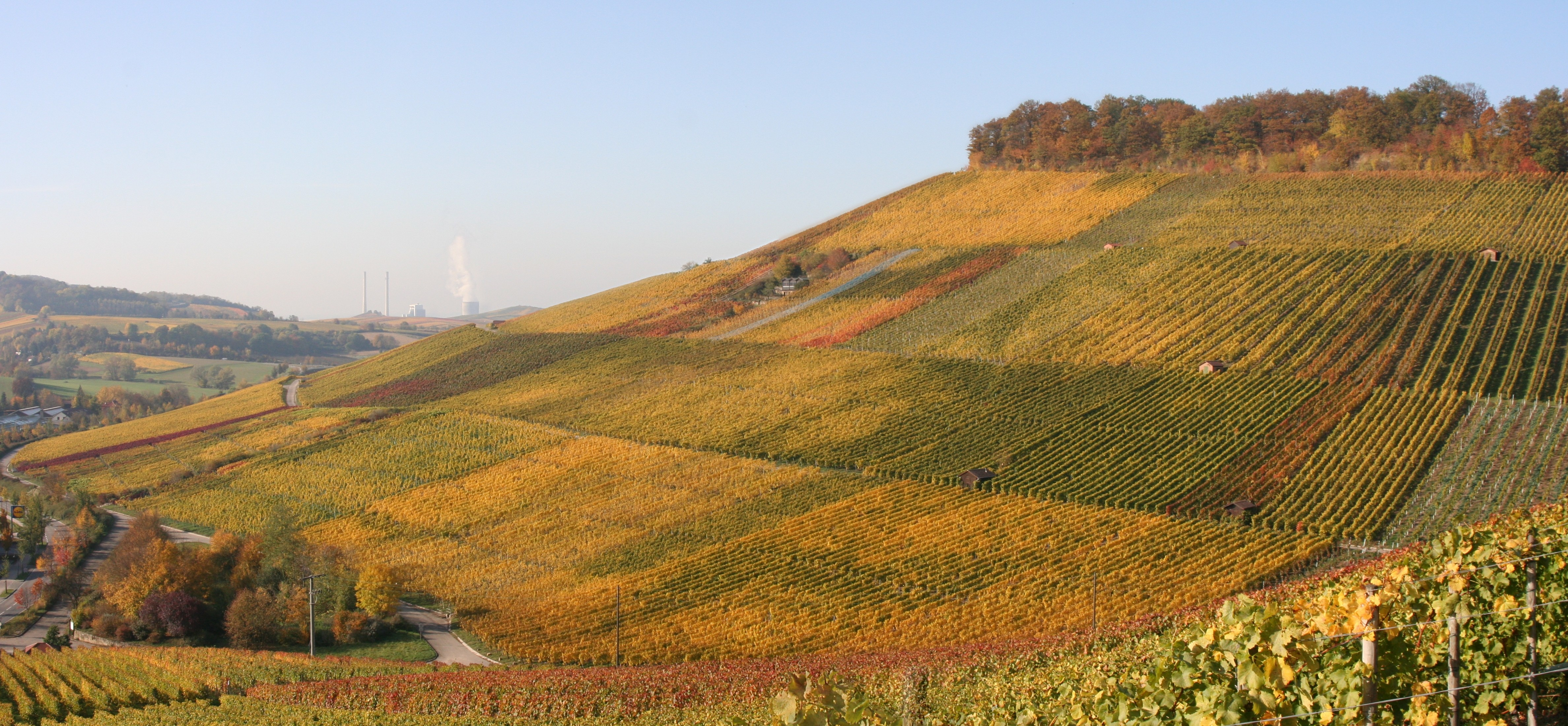
Herbstliche Weinberge auf dem Schemelsberg, vom Burgberg aus gesehen

Der Weinbau war, wie der Stadtname zeigt, in früheren Zeiten die Grundlage der Weinsberger Wirtschaft und spielt auch heute noch eine wichtige Rolle. 1271 wurde der Weinbau in Weinsberg erstmals erwähnt, 1636 sind 28 Keltern in der Stadt nachgewiesen. Mit 417 ha Rebfläche (Stand: 2011, mit Ortschaften), davon ca. zwei Drittel rote Rebsorten, steht Weinsberg heute an fünfter Stelle der Weinbaugemeinden im Weinbaugebiet Württemberg. 1868 wurde die Weingärtnergenossenschaft Weinsberg gegründet, die sich am 14. Juni 1972 mit den Weingärtnergenossenschaften aus Erlenbach und Heilbronn zur Genossenschaftskellerei Heilbronn-Erlenbach-Weinsberg e. G. (heute auf Erlenbacher Gemarkung gelegen) zusammenschloss, der auch heute noch die meisten Weinsberger Weinbauern angeschlossen sind. Es gibt aber auch einige Selbstvermarkter, das heißt Weingüter, die ihren Wein selbst ausbauen und vermarkten. Außerdem gibt es in der Stadt die 1868 gegründete Staatliche Lehr- und Versuchsanstalt für Wein- und Obstbau (LVWO oder kurz Weinbauschule), die ausbildet und ihren Wein als Staatsweingut Weinsberg vermarktet. Seit dem 19. Januar 1957 ist zudem die Bundesfachschule für das Weinküferhandwerk in Weinsberg ansässig, die jedes Jahr einen Vorbereitungslehrgang auf die Meisterprüfung in diesem Handwerk durchführt. Seit 1972 hat schließlich der Weinbauverband Württemberg in Weinsberg seinen Sitz, der 2002 das ebenfalls in Weinsberg ansässige Weininstitut Württemberg gründete.

### Verkehr

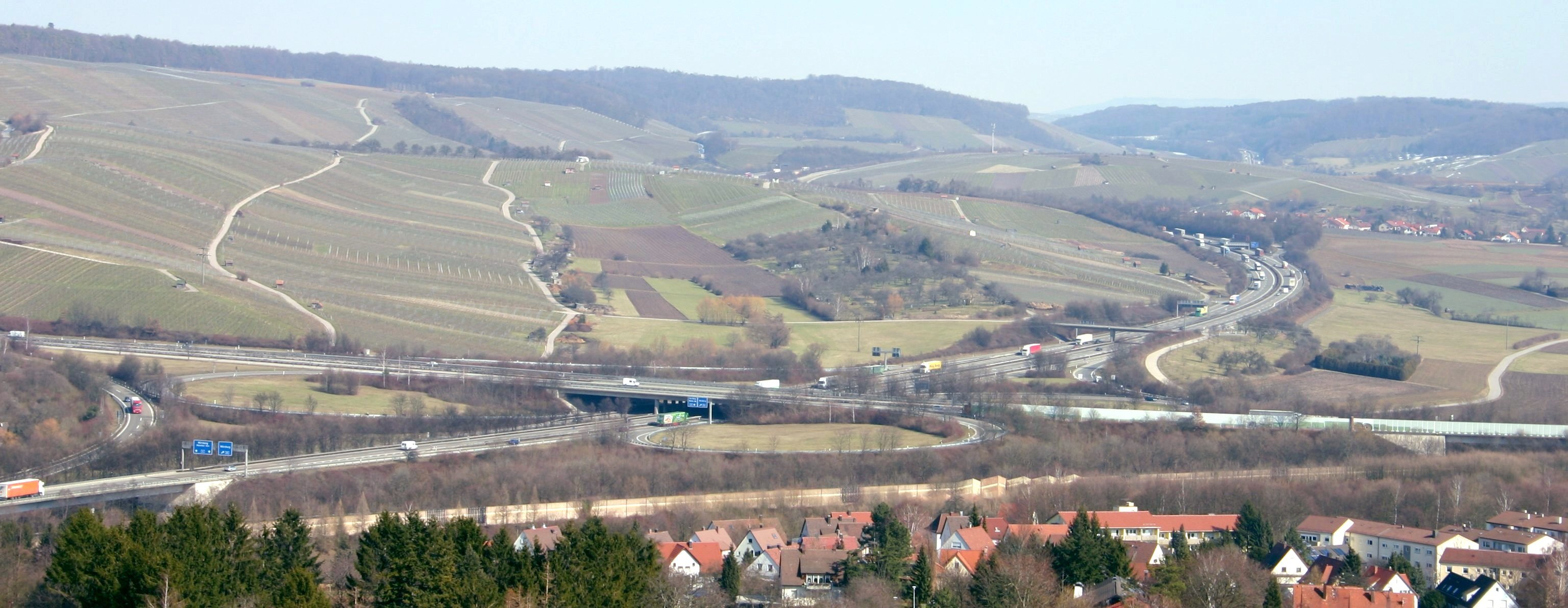
Das Weinsberger Kreuz von der Burgruine (Südwesten) aus gesehen

#### Fernstraßen

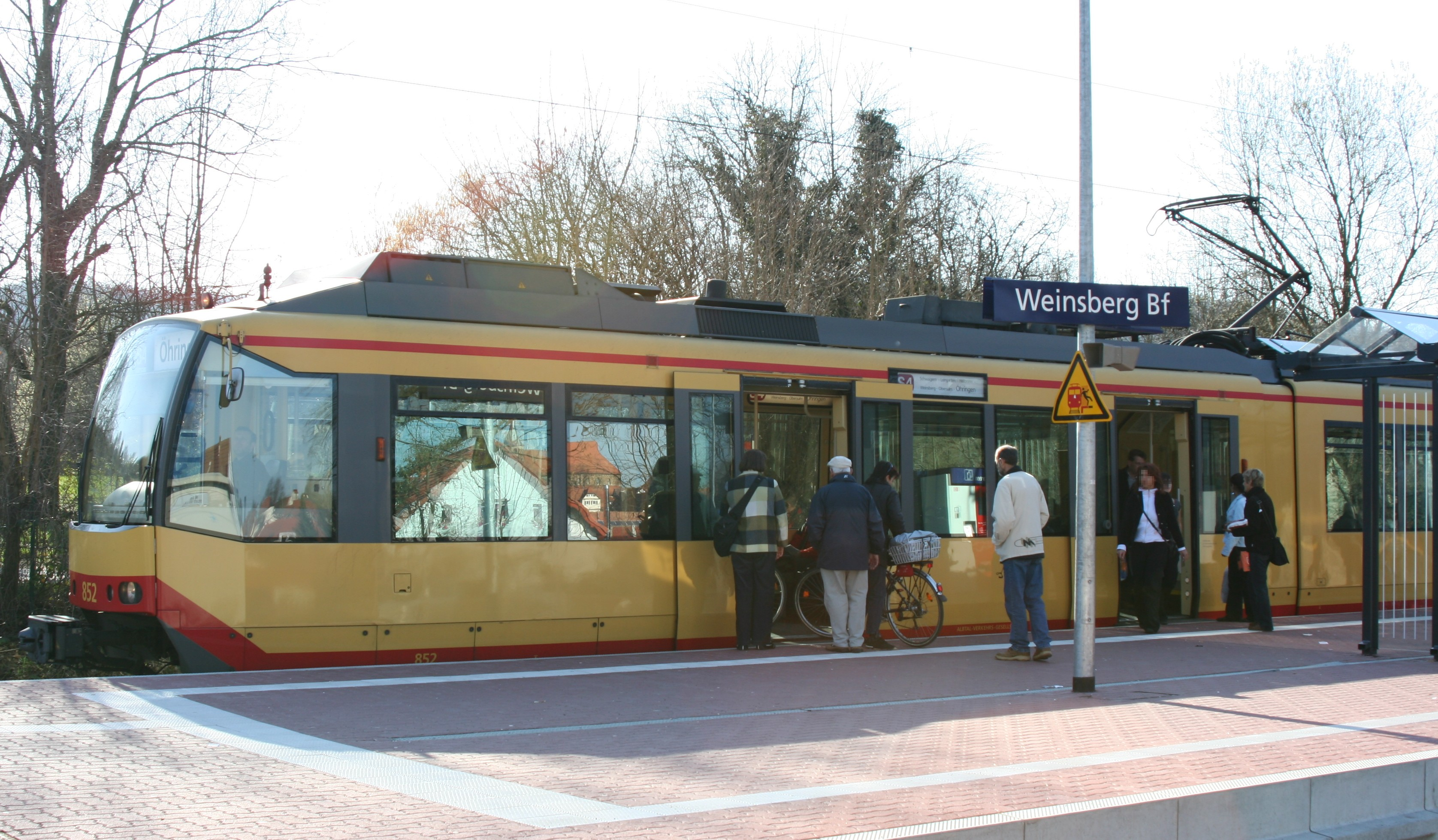
Eine Stadtbahn am Weinsberger Bahnhof

Auf Weinsberger Gebiet im Sulmtal liegt das ab 1966 erbaute Autobahnkreuz Weinsberg, wo sich die Autobahnen A 6 (Mannheim–Heilbronn–Nürnberg) und A 81 (Würzburg–Stuttgart) kreuzen. Die A 81 Richtung Würzburg ist wenig befahren, die anderen drei Strecken dafür umso mehr. Besonders die in Ost-West-Richtung führende A 6 ist seit der Öffnung des Ostblocks oftmals dem Verkehrsinfarkt nahe mit einem täglichen Verkehrsaufkommen von im Jahre 2001 bis zu 102.000 Fahrzeugen (Strecke Weinsberg–Walldorf), davon etwa 30 % Lkws, einer der höchsten Anteile im deutschen Autobahnnetz. Der sechsspurige Ausbau der bislang noch vierspurigen A 6 ist seit langem dringender Wunsch der ganzen Region Heilbronn, die deshalb in einem bis dahin beispiellosen Schritt auch die Vorfinanzierung der Ausbauplanung vom Weinsberger Kreuz bis zur bayerischen Grenze übernommen hat. Als vorübergehende Abhilfe bis zum Ausbau, der zugesagt, aber nicht terminiert ist, wurden die Standstreifen der A 6 zu behelfsmäßigen Fahrstreifen ummarkiert.
Die stark befahrene Bundesstraße 39 (Heilbronn–Schwäbisch Hall) führte früher in West-Ost-Richtung mitten durch die Stadt und teilte Weinsberg praktisch in einen Nord- und einen Südteil. Die Überquerung der B 39 abseits von Ampeln war fast unmöglich, so dass über Jahrzehnte der Wunsch nach einer Umgehungsstraße wuchs, die am 13. Juli 1990 schließlich eingeweiht wurde. Von Heilbronn kommend durchquert sie im Westen den Schemelsberg in einem Tunnel, umgeht Weinsberg im Norden entlang der Trasse der A 6 und trifft schließlich im Osten, Richtung Ellhofen, wieder auf die alte B 39. Die alte Strecke der B 39 durch den Stadtkern wurde verkehrsberuhigt. An der Markungsgrenze zu Ellhofen zweigt der Autobahnzubringer B 39a nach Süden ab, der zur Autobahnanschlussstelle Weinsberg an der A 81 (südlich des Weinsberger Kreuzes) führt. Mit seinen Ortschaften und den übrigen Nachbargemeinden ist Weinsberg durch Landes- und Kreisstraßen verbunden.

#### Bahn- und Busverkehr
Der Öffentliche Personennahverkehr wird von der Stadtbahn Heilbronn und den auf sie abgestimmten Bussen im Verkehrsverbund HNV gewährleistet. Weinsberg liegt an der 1860 bis 1867 erbauten Bahnstrecke Heilbronn–Öhringen–Crailsheim. Neben normalen Zügen der Deutschen Bahn fahren seit Dezember 2005 auch von der Albtal-Verkehrs-Gesellschaft betriebene Stadtbahnzüge von Heilbronn nach Öhringen und stellen so die Anbindung an die Stadtbahn Heilbronn her. Die früher nicht elektrifizierte Strecke, in die schon lange nichts mehr investiert worden war und die sich signaltechnisch noch auf einem Stand von 1900 befand, wurde zu diesem Zweck von 2003 bis 2005 modernisiert und bis Öhringen erstmals mit einer Oberleitung versehen. Außerdem wurden neue Haltepunkte gebaut; in Weinsberg sind dies die Haltepunkte Weinsberg West (seit März 2009) und Weinsberg/Ellhofen Gewerbegebiet (seit Dezember 2006), so dass Weinsberg zusammen mit dem Haltepunkt Weinsberg Bahnhof über drei Haltestellen verfügt.

#### Radverkehr
Durch eine Alltagsroute aus dem Radnetz Baden-Württemberg ist Weinsberg mit Heilbronn und in der anderen Richtung über Ellhofen, Obersulm und Bretzfeld mit Öhringen verbunden. Der Württemberger Weinradweg führt auf derselben Strecke als Landes-Radfernweg durch die Stadt. Er beginnt in Rottenburg am Neckar und führt nach Niederstetten.

### Beschäftigung
Von den 11.796 Weinsberger Einwohnern waren am 30. Juni 2004 nach Zahlen der Bundesagentur für Arbeit 436 arbeitslos, was einem Anteil von 5,5 % der 15- bis 65-Jährigen entspricht. 3969 Einwohner waren sozialversicherungspflichtig beschäftigt, von denen aber 3054, also etwa 77 %, als Berufsauspendler außerhalb Weinsbergs arbeiteten. Umgekehrt gibt es aber auch 2843 Berufseinpendler, die außerhalb wohnen, sodass insgesamt 3.759 sozialversicherungspflichtig Beschäftigte in Weinsberg arbeiten. Von diesen sind 67,3 % im Tertiären Sektor (Dienstleistungsbereich), 31,5 % im Sekundären Sektor (Verarbeitendes Gewerbe, Bauwirtschaft und andere) und 1,1 % im Primären Sektor (hauptsächlich Land- und Forstwirtschaft) tätig. Zum hohen Anteil des Dienstleistungssektors tragen wesentlich die verschiedenen öffentlichen Einrichtungen wie das Klinikum am Weissenhof, die Weinbauschule, die von der Stadtverwaltung besorgte Verwaltung des Gemeindeverwaltungsverbands und die Schulen bei. Nicht enthalten sind in diesen Zahlen die Selbstständigen.

### Ansässige Unternehmen

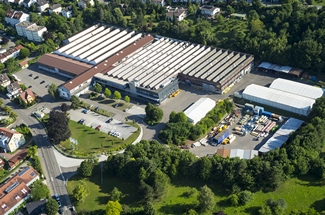
Vollert Anlagenbau

In Weinsberg sind zwei größere Unternehmen der Metallbranche ansässig. Die Vollert Anlagenbau GmbH (ehemals: Hermann Vollert KG) ist ein 1925 als Schlosserei gegründetes, mittelständisches Unternehmen im Maschinenbau und Anlagenbau, das mit 200 Mitarbeitern weltweit unter anderem in der Herstellung von Betonfertigteilwerken, Intralogistik- und Rangiersystemen sowie Schwerlast-, Förder-, Transport- und Lagertechnik tätig ist.
Die 1958 gegründete Fibro GmbH, seit 1974 ein Tochterunternehmen des Heilbronner Läpple-Konzerns, ist in den Bereichen Normalien, Rundschalttische, Automation und Robotik tätig. In zwei Werken in Weinsberg und Haßmersheim hat Fibro über 900 Beschäftigte. Auch das heute in Heilbronn ansässige Werkzeug- und Formenbau-Unternehmen Läpple AG wurde 1919 in Weinsberg gegründet.
Die 1903 als Gärtnerei gegründeten Weinsberger Rosenkulturen sind eine der größeren Rosenschulen in Süddeutschland. Außer Rosen werden auch noch andere Pflanzen kultiviert und verkauft.
Im gemeinsamen Gewerbegebiet mit Ellhofen unterhielt das Unternehmen SPAR Handels AG über Jahrzehnte ein Großlager (sowie einen Eurospar-Markt). Nach der vom Bundeskartellamt im Jahr 2005 genehmigten Übernahme der deutschen SPAR durch Edeka ging auch dieses Lager an Edeka über. Von den einst (Stand Mitte Dezember 2005) über 700 Arbeitsplätzen waren zwischenzeitlich nur 370 übrig geblieben; bis September 2006 ist die Zahl aber wieder auf 540 angestiegen.
2002 verlagerte die Neckarsulmer Kaufland-Gruppe ihr Rechenzentrum von Neckarsulm nach Weinsberg. Fast 300 Personen sind hier beschäftigt.

Logo der Karosseriewerke (um 1969)

Die 1912 gegründeten Karosseriewerke Weinsberg GmbH (KW) waren bis 2011 auch in Weinsberg ansässig. Sie sind vor allem für die Wohnmobile bekannt, die sie unter dem Markennamen Weinsberg von 1969 bis 1992 bauten. Auch für Fiat bzw. NSU wurden Autos hergestellt, unter anderem in den 1960er-Jahren das Fiat Coupé Weinsberg 500. Später konzentrierte sich das Unternehmen auf die Teilefertigung und den Vorrichtungs- und Werkzeugbau. Aufgrund der schlechten wirtschaftlichen Lage der Kunden wurde im April 2002 Insolvenz angemeldet. Die Wirtschaftskrise führte zur erneuten Insolvenz im März 2009. Noch 1987 beschäftigten die KW 560 Mitarbeiter; 2009 waren es noch 23. Nach der Übernahme der KW durch die Bretzfelder Wolpert-Gruppe im Dezember 2009 wurde der KW-Sitz 2011 nach Bretzfeld-Schwabbach verlegt.
Ehemalige, heute nicht mehr bestehende Weinsberger Unternehmen sind u. a. die Dampfziegelei Weinsberg, später Ziegelwerke Koch & Söhne, dann Weinsberger Ziegel GmbH (1900 gegründet, Übernahme mehrerer Unternehmen wie der Ziegelei Böckingen, 1983 in Konkurs), auf deren ehemaligem Gelände sich heute die Erholungsanlage Alte Ziegelei befindet, die Tabakfabrik Weinsberg (1924 gegründet, Produktion von Pfeifentabaken, Gebäude in den 1970er-Jahren abgerissen) und die Chemische Fabrik Weinsberg (1909 gegründet, Herstellung von Wachspolitur, Bodencreme und Schuhcreme unter dem Markennamen Weibertreu).

### Ver- und Entsorgung

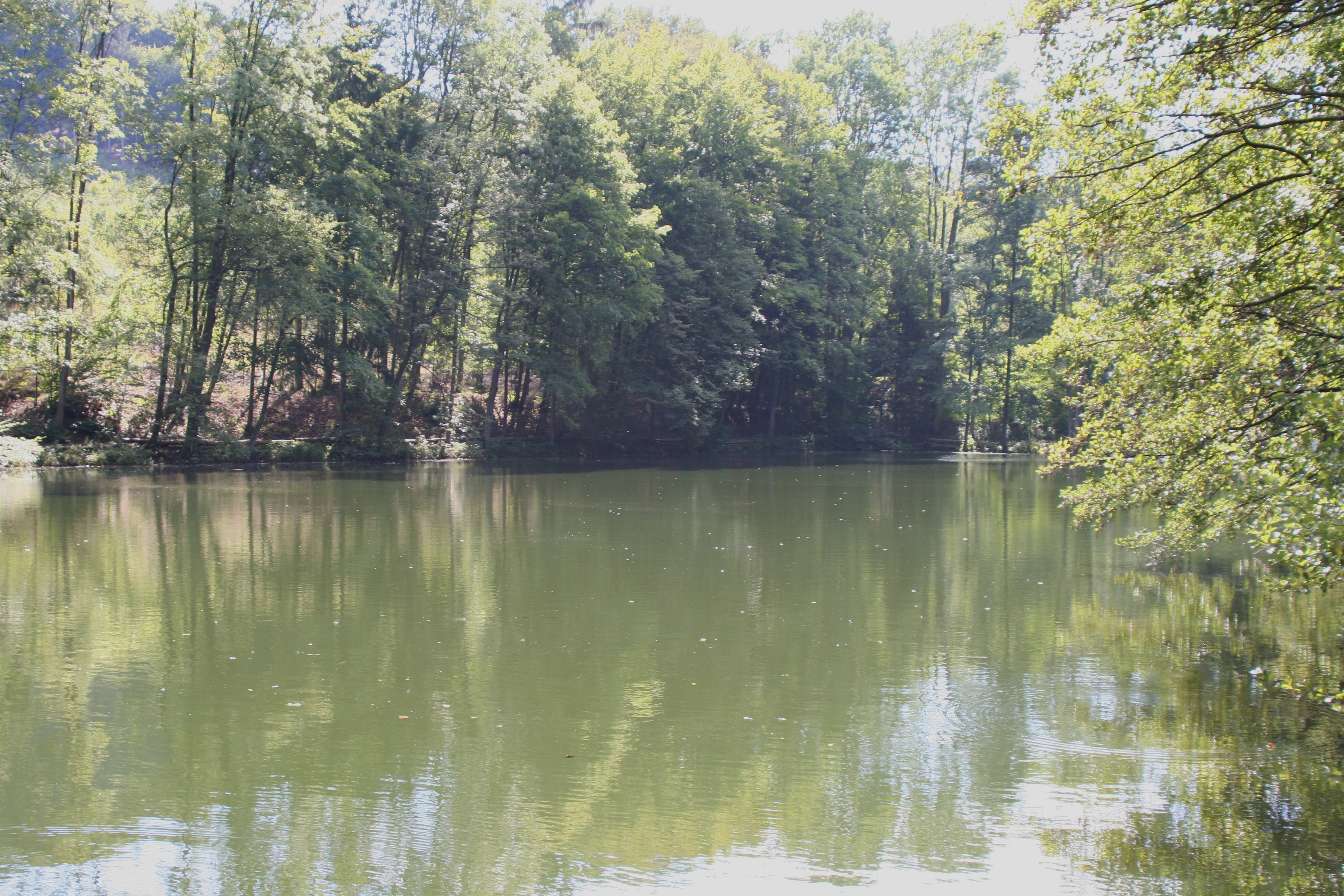
Der Stadtsee

Die Wasserversorgung Weinsbergs wurde früher über eigene Quellen sichergestellt. Wasserleitungen speisten Brunnen wie beispielsweise den Marktbrunnen von 1803. Ab 1900 verbesserte ein Hochbehälter am Burgberg, der 74 Hydranten im Stadtgebiet versorgte, die Lage. 1937 wurden zur Sicherung der Trinkwasserversorgung im Quellgebiet des Saubaches im Süden des Stadtgebietes zwei kleine Stauseen angelegt, die zusammen mit den vorhandenen und weiteren, neu erschlossenen Quellen bis in die 1970er-Jahre Trinkwasser lieferten. Ab 1961 wurde der Anschluss an die Bodensee-Wasserversorgung erwogen, 1962 erfolgte der Beitritt zum Zweckverband Bodensee-Wasserversorgung (BSWV). 1974/1975 wurde Weinsberg dann von Heilbronn aus ans Leitungsnetz der BSWV angeschlossen; das erste Bodenseewasser floss am 27. März 1975 ins Weinsberger Leitungsnetz.
1904 wurde ein städtisches Gaswerk errichtet, das die Stadt mit durch Kohlevergasung selbst erzeugtem Stadtgas versorgte. Ab 20. Dezember 1962 wurde die Selbsterzeugung aufgegeben zugunsten von Gas, das durch eine neu erbaute Leitung aus Heilbronn bezogen wurde. Ab 1973 wurde auf Erdgas umgestellt. Gas- und Wasserversorgung werden von der Stadtwerke Weinsberg GmbH übernommen. Um die technische Abwicklung kümmern sich die Stadtwerke Heilbronn.
Das selbst erzeugte Stadtgas wurde auch zum Betrieb der öffentlichen Straßenbeleuchtung benutzt, die am 31. Dezember 1904 erstmals mit Gas leuchtete. Am 8. Oktober 1957 wurde mit der Umstellung auf elektrische Straßenbeleuchtung begonnen, die Anfang der 1970er-Jahre wegen der Umstellung auf Erdgas forciert werden musste und am 8. Juni 1972 abgeschlossen war. Die Stromversorgung erfolgte ab 1912 über das Überlandwerk Hohenlohe-Öhringen; später war die Energie-Versorgung Schwaben (EVS) zuständig, die heutige EnBW, die in Weinsberg seit 1964 ein Umspannwerk betreibt.
Die offenen Gräben (Dolen), die früher zur Entsorgung der Abwässer dienten, wurden nach 1900 durch unterirdische Rohrleitungen ersetzt. Zur Reinigung des Abwassers betrieb Weinsberg früher zwei eigene Kläranlagen. Seit 1976 benutzt die Stadt zwei gemeinsam mit mehreren Nachbargemeinden erbaute und betriebene Kläranlagen in Ellhofen und Neckarsulm.

### Medien
Über das Geschehen in Weinsberg berichtet die Tageszeitung Heilbronner Stimme in ihrer Ausgabe für das Weinsberger Tal (WT). Vom 5. März 1875 bis 1934 erschien in Weinsberg auch eine eigene Tageszeitung, die Weinsberger Zeitung, und vom 1. Mai 1898 bis zum 21. Juni 1901 erschien mit dem Weinsberger Tagblatt sogar ein Konkurrenzblatt. Seit 1. März 1952 erscheint außerdem wöchentlich ein städtisches Amtsblatt, das Nachrichtenblatt für die Stadt Weinsberg, mit einer Auflage von 3.000 Exemplaren (Stand: 2002). Darüber hinaus gibt es noch das kostenlos verteilte, samstags erscheinende Anzeigenblatt echo aus der Verlagsgruppe der Heilbronner Stimme. Das seit Oktober 2000 in Obersulm erscheinende wöchentliche Anzeigen- und Nachrichtenblatt sulmtal.de – das extrablatt (für das Weinsberger Tal) wurde seit September 2006 auch in Weinsberg verteilt, in Grantschen und Wimmental schon seit August 2002. Seit dem 8. September 2006 brachte ein anderer Verlag von Bad Friedrichshall aus ein weiteres Anzeigenblatt für das Weinsberger Tal heraus, die Sulmtaler Woche. Zum 1. Januar 2024 fusionierten beide Blätter unter dem Titel sulmtal.de.
Im Radio berichtet gelegentlich das SWR4 Frankenradio des Südwestrundfunk-Studios Heilbronn über Weinsberg. Der Südwestrundfunk betreibt seit 1. Juli 1976 in Weinsberg auch einen UKW-Radiosender, der sich direkt an der westlichen Markungsgrenze zu Heilbronn im Wald auf dem Galgenberg befindet und bis 5. November 2008 auch ein Fernseh-Grundnetzsender war.

### Öffentliche Einrichtungen
Weinsberg verfügt über ein Notariat, über ein Polizeirevier, das für den südöstlichen Landkreis Heilbronn zuständig ist, und über eine Verkehrspolizeidirektion (seit 2014, zuvor seit 1969 Autobahnpolizeirevier). Die Freiwillige Feuerwehr Weinsberg ist für Brandschutz und Unfallhilfe im Stadtgebiet und auch auf den Autobahnen A 6 und A 81 zuständig (vom Weinsberger Kreuz aus in drei Fahrtrichtungen jeweils einige Kilometer, insgesamt 40 km). Darüber hinaus befinden sich folgende öffentliche Einrichtungen in Weinsberg:

#### Klinikum am Weissenhof

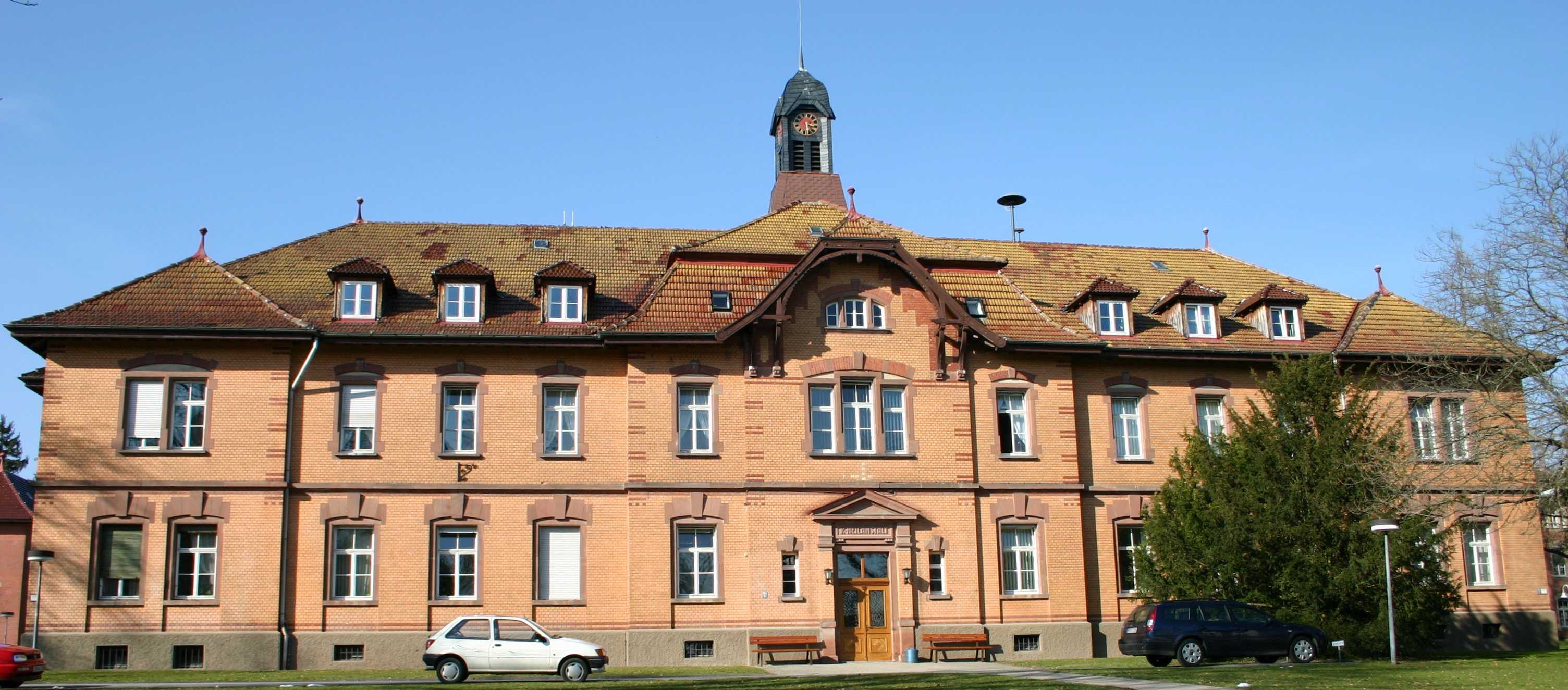
Verwaltungsgebäude des Klinikums

Das Klinikum am Weissenhof wurde als Königliche Heilanstalt (für Geisteskranke) 1903 auf dem Gelände der Staatsdomäne Weißenhof eröffnet. Heute ist das Klinikum am Weissenhof ein modernes Krankenhaus für Psychiatrie (mit Abteilungen für Gerontopsychiatrie, Forensische Psychiatrie und Kinder- und Jugendpsychiatrie), Neurologie, Sucht und Psychotherapeutische Medizin. Das Krankenhaus beschäftigt über 800 Menschen und ist damit der größte Arbeitgeber in der Stadt Weinsberg.

#### Staatliche Lehr- und Versuchsanstalt für Wein- und Obstbau (LVWO) mit Staatsweingut

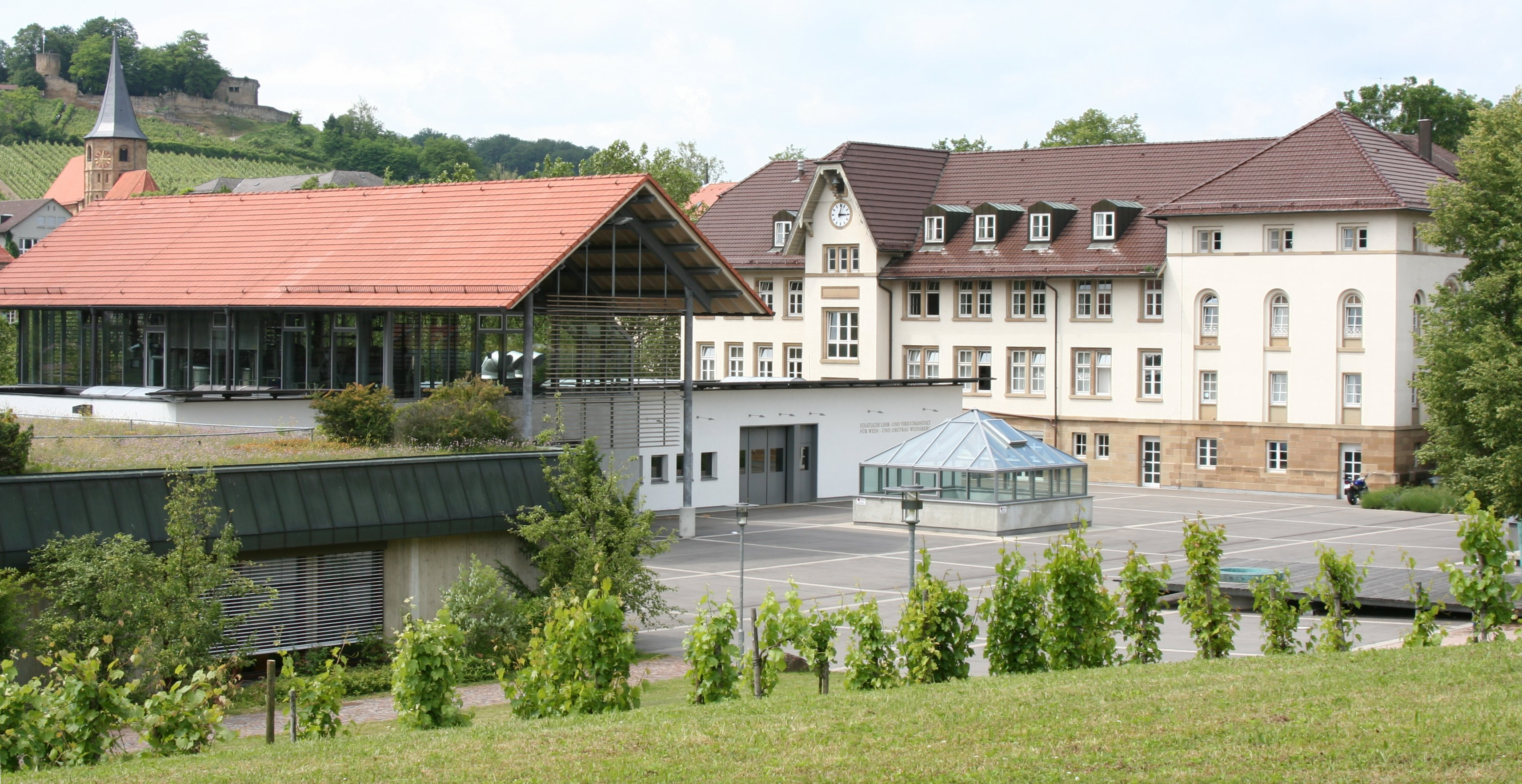
Gelände der LVWO in Weinsberg

Die Staatliche Lehr- und Versuchsanstalt für Wein- und Obstbau wurde als Königliche Weinbauschule 1868 gegründet und ist die älteste deutsche Wein- und Obstbauschule. Sie widmet sich der Ausbildung und der Forschung im Wein- und Obstbau, wozu sie in Weinsberg und anderen Orten diverse Obstgüter und Weinberge bewirtschaftet. Einige bedeutende Rebsorten, darunter der Kerner und der Dornfelder, wurden an der Weinbauschule gezüchtet. Die von der LVWO hergestellten Weine und Sekte werden seit 1995 unter der Bezeichnung Staatsweingut Weinsberg vermarktet.

#### Sozialeinrichtungen
Mit Kindergärten ist Weinsberg gut versorgt: Neben fünf städtischen gibt es einen evangelischen und einen katholischen Kindergarten. Die Jugendlichen haben das vom Gemeindeverwaltungsverband unterhaltene Jugendhaus, das seit 1995 in einem umgebauten ehemaligen Güterschuppen am Bahnhof untergebracht ist. Vorher hatte seit 1980 an anderer Stelle ein städtisches Jugendhaus existiert. Für hilfsbedürftige Kinder und Jugendliche betreibt eine evangelische Einrichtung zusammen mit dem Landkreis Heilbronn in Weinsberg die Jugendhilfe im Lebensfeld (JuLe), seit 2002 in einem neu erstellten Gebäude.
Beratung und Unterstützung in allgemeinen sozialen Belangen leistet die von der Diakonie getragene Diakonische Bezirksstelle Weinsberg. Die Aufbaugilde Heilbronn eröffnete am 21. Oktober 2005 in Weinsberg das Lebenshaus, eine Einrichtung, die sich zum Ziel gesetzt hat, Suchtkranken bei der Wiedereingliederung ins Leben zu helfen. Bis zu 30 chronisch mehrfach Geschädigte können sich hier nach dem Entzug wieder an das Alltagsleben gewöhnen.
Als Treffpunkt der Älteren wurde am 6. Mai 1995 die Begegnungsstätte Backhaus eröffnet. Gleich nebenan entstand 1991 bis 1994 das Altenheim Feierabendstift (heute Wohnstift der Dienste für Menschen gGmbH). Pflegedienste und Nachbarschaftshilfe bietet die vom Gemeindeverwaltungsverband getragene Sozialstation „Raum Weinsberg“ mit insgesamt 35 Beschäftigten. Das Franken-Hospiz, von einem gemeinnützigen Verein getragen und seit Anfang 2003 in Betrieb, ist das erste stationäre Hospiz der Region Heilbronn-Franken. Acht Zimmer stehen hier für sterbenskranke Menschen zur Verfügung, die am Ende ihres Lebens mit Mitteln der Palliativmedizin betreut werden.

### Bildung

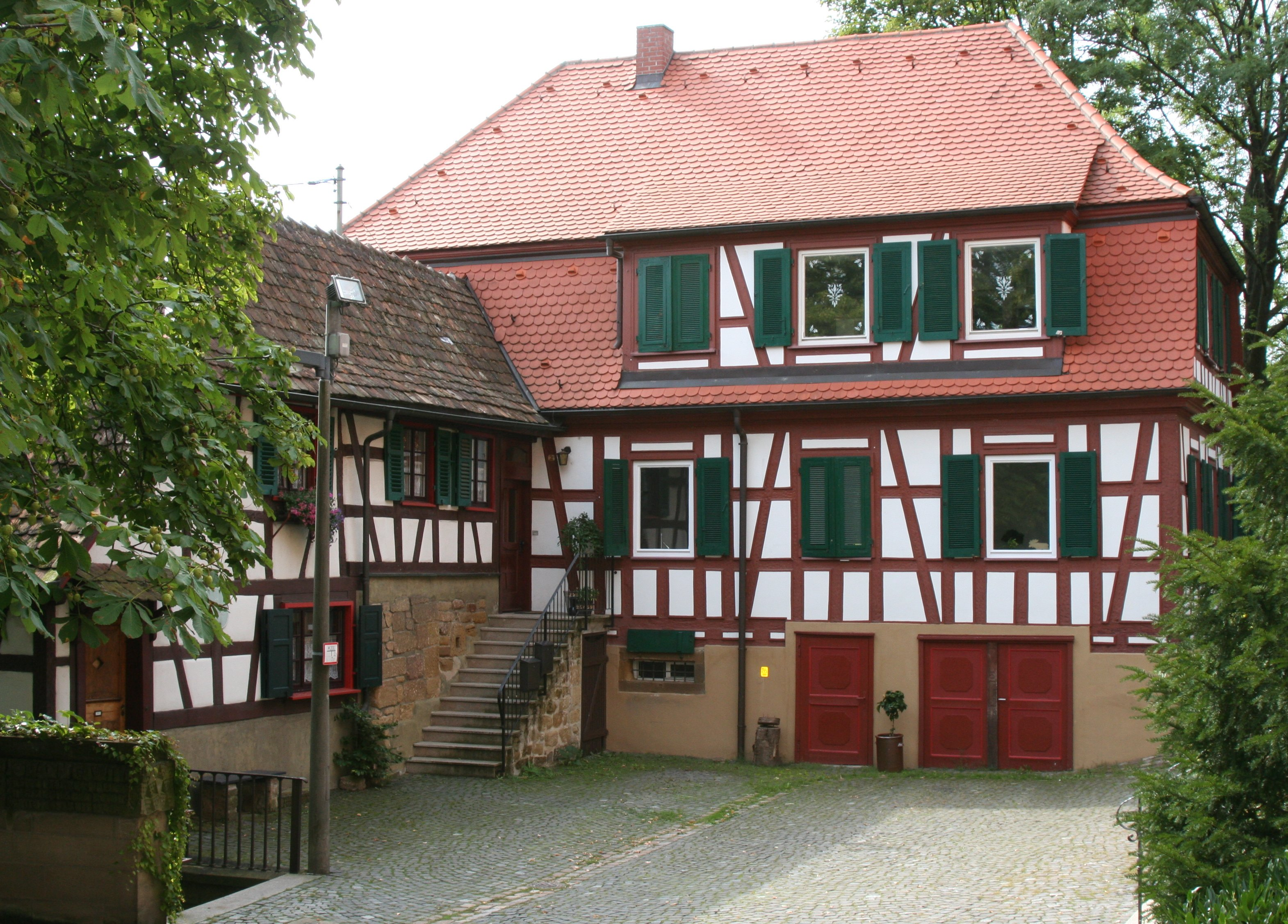
Rechts die ehemalige Mädchenschule von 1807. Links die ehemalige Mesnerei und Deutsche Schule aus dem 16. Jahrhundert

Die Weinsberger Grundschule geht auf die alte Volksschule Weinsberg zurück, die in unmittelbarer Nähe zu Rathaus und Johanneskirche lag. Sie hieß zuletzt Grund- und Nachbarschaftshauptschule Weinsberg und wurde am 12. Januar 1973 in Grundschule und Nachbarschaftshauptschule geteilt. Die Grundschule nutzte die bestehenden Gebäude weiter, die Hauptschule zog zusammen mit dem Gymnasium in einen Neubau im Süden der Stadt, das Bildungszentrum Rossäcker. Mit der Errichtung einer zweiten Grundschule, der am 30. April 1997 eingeweihten Grundschule Rossäcker, wurde die Grundschule Weinsberg in Grundschule am Grasigen Hag umbenannt. Zum Schuljahr 2017/18 vereinigten sich die beiden Grundschulen wieder zur (neuen) Grundschule Weinsberg am Standort der Grundschule Rossäcker. Als offene Ganztagsschule bietet die Grundschule Weinsberg an vier Wochentagen eine Ganztagsbetreuung.
Das Justinus-Kerner-Gymnasium Weinsberg wurde vermutlich um 1500 als Lateinschule begründet. Für 1540 ist der Bau eines neuen Schulhauses nachgewiesen. Neben der Lateinschule bestand zeitweise eine Deutsche Schule und in der Mitte des 19. Jahrhunderts für zwei Jahrzehnte eine Realschule. 1903 wurde an der Lateinschule ein Realschulzug eingerichtet. Die Schule hieß dann 1907–1909 Latein- und Realschule Weinsberg und ab 1909 endgültig Realschule Weinsberg. Nach weiteren Umbenennungen (1937 Oberschule Weinsberg, 1953 Progymnasium Weinsberg, 1955 Justinus-Kerner-Progymnasium Weinsberg) wurde die Schule schließlich ab 1970 zum Vollgymnasium ausgebaut und trägt seitdem ihren heutigen Namen.
Der vom Gemeindeverwaltungsverband getragenen Nachbarschaftshauptschule war seit 1995 eine Werkrealschule angeschlossen. Zum Schuljahr 2010/2011 wurde sie ganz in eine Werkrealschule umgewandelt und trug seitdem den Namen Stauferwerkrealschule Weinsberg. Zum Schuljahr 2015/2016 gingen die Werkrealschule und die 1980 gegründete Realschule Weinsberg zu einer Verbundschule mit den Abteilungen Realschule und Werkrealschule zusammen, die den Namen Weibertreuschule erhielt. Mit dem Gymnasium und der Grundschule Weinsberg ist die Weibertreuschule im ab 1971 errichteten Bildungszentrum Rossäcker im Süden der Stadt untergebracht.
Eine Städtische Musikschule wurde im Januar 1993 gegründet. Sie ist seit 1995 in der historischen Baukelter untergebracht. 15 Musiklehrer unterrichten dort rund 250 Musikschüler.
Das in der Stadt ansässige Klinikum am Weissenhof bietet für seine schulpflichtigen Patienten eine Schule für Kranke in längerer Krankenhausbehandlung. Zusammen mit der Klinik Löwenstein betreibt das Klinikum auch eine Krankenpflegeschule (an der Krankenschwestern und -pfleger ausgebildet werden). Seit dem 1. Januar 2004 heißt die Schule offiziell Gesundheits- und Krankenpflegeschule und bildet Gesundheits- und Krankenpfleger(innen) aus.
In Weinsberg befindet sich außerdem die Staatliche Lehr- und Versuchsanstalt für Wein- und Obstbau (LVWO – s. o.), die zum Staatl. geprüften Techniker für Weinbau und Kellerwirtschaft, zum Staatl. geprüften Wirtschafter für Weinbau und zum Staatl. geprüften Wirtschafter für Obstbau ausbildet.
Die Stadtbücherei Weinsberg mit einem Bestand von knapp 23.000 Medien steht allen Bürgern Weinsbergs und anderer Gemeinden offen. Sie wurde, in Nachfolge anderer Büchereien der Stadt und der evangelischen Kirchengemeinde, am 8. März 1971 eröffnet.
Eine Volkshochschule wurde erstmals 1922 eingerichtet. Sie hatte nur wenige Jahre Bestand. Nach Zwischenspielen 1945 und 1950–1959 wurde der Betrieb 1969 endgültig wiederaufgenommen. Seit 20. Juni 1991 ist die Weinsberger VHS Teil der an diesem Tag neu gegründeten Volkshochschule Unterland. Im Herbst 2018 konnte die Volkshochschule mehrere Etagen in einem zuvor von der Grundschule am Grasigen Hag genutzten Gebäude übernehmen und ihre vorher verstreuten Räume so zusammenführen.

### Tourismus

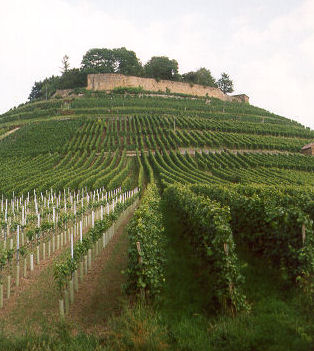
Die Burgruine Weibertreu auf dem Burgberg. Ansicht von Südwesten

Ab den 1950er-Jahren war Weinsberg ein beliebtes Ziel für Sonderzüge der Deutschen Bundesbahn mit mehreren hundert oder gar über tausend Gästen. Noch bis Mitte der 1980er-Jahre fuhren bis zu vier Sonderzüge jährlich Weinsberg an. Mit der zunehmenden Verbreitung des Automobils und der leichten Erreichbarkeit Weinsbergs durch die neuen Autobahnen verlagerte sich dies später auf den Bustourismus und den Individualtourismus.
Weinsberg liegt an der Burgenstraße; die Burgruine Weibertreu ist mit 26.000 Besuchern im Jahr 2004 die touristische Hauptattraktion der Stadt. Auch die Schwäbische Dichterstraße führt Besucher in die Stadt und ins Kernerhaus, das 2004 auf 2.800 Besucher kam. Schließlich liegt Weinsberg auch an der 2004 neu eingerichteten Württemberger Weinstraße, auf der man die Sehenswürdigkeiten der Weinbauregion Württemberg bereisen kann.
Die Stadt verfügt seit 1993 über ehrenamtliche Gästeführer, die für allgemeine Stadt- und Burgführungen oder Themenführungen über zum Beispiel den Bauernkrieg in Weinsberg, Wein oder die Frauen Weinsbergs gebucht werden können. Rund 5.000 Gäste nutzten dieses Angebot im Jahr 2004. Die Stadtverwaltung bietet darüber hinaus in Zusammenarbeit mit der örtlichen Gastronomie und Hotellerie verschiedene Besichtigungs- und Übernachtungs-Pakete an und ist bemüht, auch auf individuelle Reisewünsche einzugehen.

## Persönlichkeiten

### Ehrenbürger

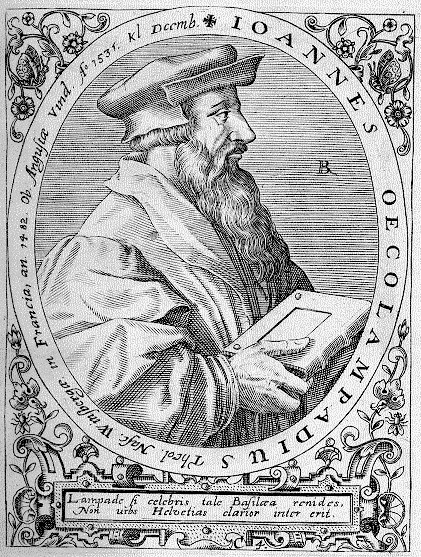
Johannes Oekolampadius

Weinsberg hat in neuerer Zeit folgenden Personen das Ehrenbürgerrecht verliehen (mit Datum der Verleihung):
Ehrenbürger Weinsbergs

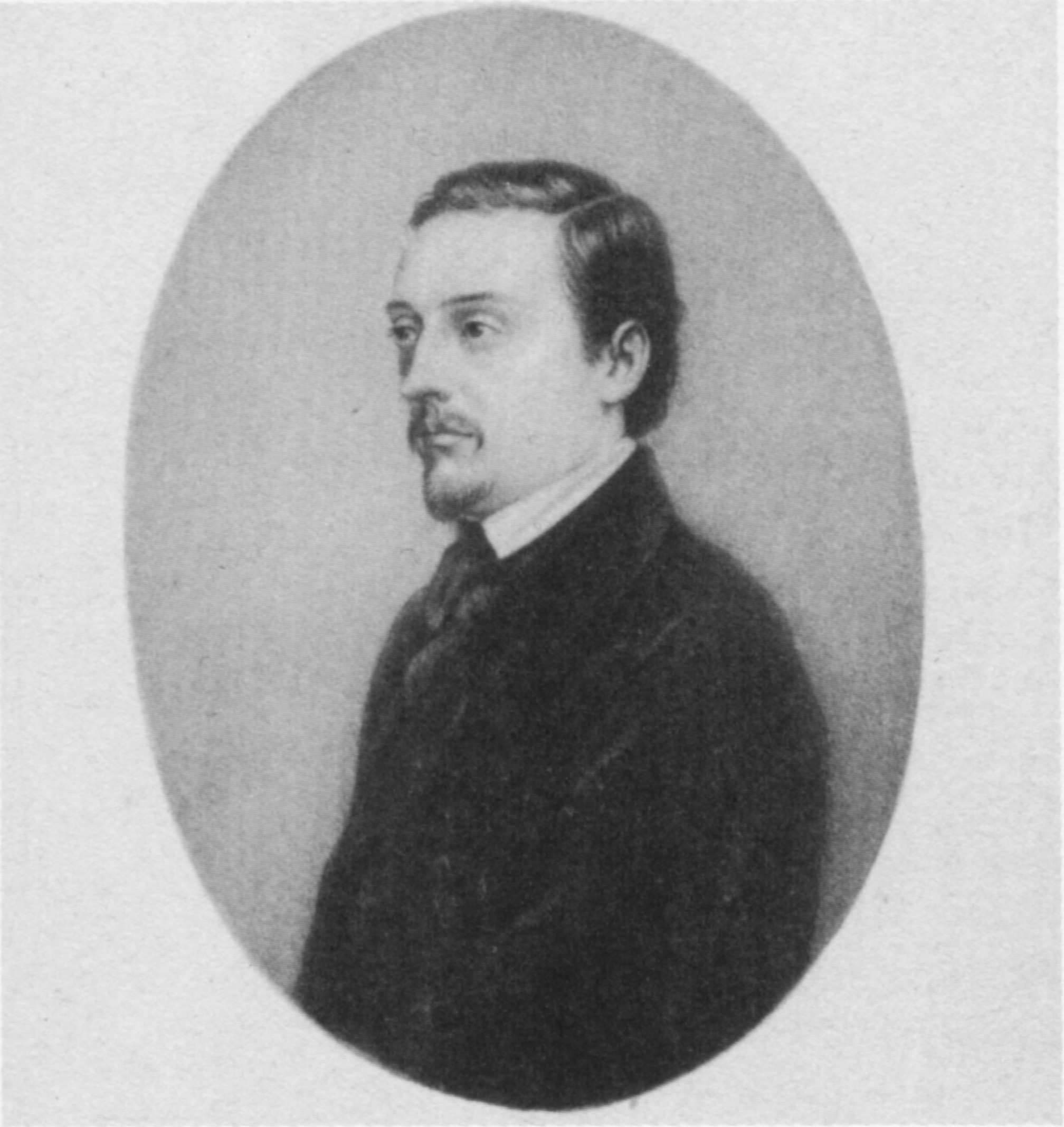
Theobald Kerner

- Friedrich August von Heyd (* 1. Dezember 1749; † 12. März 1840), evangelischer Pfarrer und Dekan in Weinsberg (vermutlich 1835)
- Christian Jakob David Hildt (* 25. Dezember 1814; † 17. Februar 1909), Baumeister und Architekt (vermutlich vor 1895)
- Johann Wilhelm Philipp Ammon (* 6. Oktober 1829; † 16. November 1897), Stadtpfarrer und Dekan in Weinsberg von 1881 bis 1896 (14. November 1896)
- Theobald Kerner (* 14. Juni 1817; † 11. August 1907), Sohn Justinus Kerners, Dichter und Arzt (14. Juni 1897)
- Karl Weller (* 22. November 1866; † 24. Dezember 1943), Historiker, veröffentlichte 1903 „Die Weiber von Weinsberg“ (11. Juni 1903)
- Erwin Hildt (* 1. Juli 1851; † 25. Februar 1917), Mitbegründer des Justinus-Kerner-Vereins und Stifter der nach ihm benannten Festhalle Hildthalle (21. März 1909)
- Gottlob Wagner (* 9. November 1839; † 7. September 1926), Oberamtsbaumeister in Weinsberg und langjähriges Gemeinderatsmitglied (17. September 1925)
- Hermann Ganzenmüller (* 1. Januar 1858; † 20. Dezember 1941), Stadtbaumeister und langjähriges Gemeinderatsmitglied (3. Oktober 1929)
- Am 16. März 1933 wurden Adolf Hitler und Paul von Hindenburg zu Ehrenbürgern Weinsbergs ernannt. Hitlers Ehrenbürgerrecht wurde am 12. März 1946 rückgängig gemacht. Hindenburg blieb Ehrenbürger, wird aber im Jahrbuch für die Stadt Weinsberg nicht als Ehrenbürger geführt.[88]
- Karl Rebmann (* 8. März 1883; † 1. Juni 1970), Oberamtsbaumeister, Kreisbrandmeister, langjähriges Gemeinderatsmitglied, Bürgermeister (1945/1946), Neubegründer der Freiwilligen Feuerwehr in Weinsberg und im Landkreis (8. März 1963)
- Karl Weinbrenner (* 5. Oktober 1888; † 10. Mai 1968), Bürgermeister 1924–1945, Erwerber des Weinsberger Stadtwaldes auf Markung Gemmingen (5. Oktober 1963)
- Ernst Klenk (* 6. Januar 1905; † 19. Juli 1996), Direktor und Leiter der Staatlichen Lehr- und Versuchsanstalt für Wein- und Obstbau (6. Januar 1970)
- Erwin Heim (* 15. Februar 1910; † 17. März 1987), Bürgermeister 1948–1972, Träger des Bundesverdienstkreuzes I. Klasse (24. März 1972)
- Jakob Ringhof (* 6. Juli 1911; † 27. August 1993), langjähriges Gemeinderats- und Kreistagsmitglied, 1. Stellvertretender Bürgermeister 1965–1984 (4. Dezember 1984)
- Helmut Läpple (* 4. April 1916; † 23. September 2005), langjähriger Gesellschafter und Geschäftsführer (1940 bis 2004) der Läpple-Firmengruppe (11. Dezember 1992)
- Jürgen Klatte (* 23. August 1942), Bürgermeister 1972–1996 (29. März 1996)
- Gerhard Scherr (* 23. September 1933; † 16. Juni 2024),[89] langjähriges Gemeinderats- und Ortschaftsratsmitglied in Wimmental und Weinsberg, 1. Stellvertretender Bürgermeister 1984–2004 (23. September 2004)

Ehrenbürger Gellmersbachs
- Ludwig Bauer (* 16. November 1919; † 6. Juni 2006), 1946–1974 Bürgermeister, 1975–1989 Ortsvorsteher Gellmersbachs (11. Dezember 1974)

### Söhne und Töchter der Stadt
- Hans Schweiner (ca. 1473–1534), Baumeister, Erbauer des Westturms der Heilbronner Kilianskirche
- Johannes Oekolampadius (1482–1531), Theologe, Reformator von Basel
- Friedrich Vischlin (1566–1626), Kirchenbaumeister
- Julius Friedrich von Malblanc (1752–1828), Rechtswissenschaftler und Hochschullehrer
- Franz Fraas (1802–1877), Stadtschultheiß von Weinsberg, Landtagsabgeordneter
- Friedrich Betz (1819–1903), Arzt und medizinischer Schriftsteller
- Heinrich Seufferheld (1866–1940), Künstler und Tübinger Universitätsprofessor
- Hermann Distel (1875–1945), Architekt
- Emma Joos (1882–1932), Malerin und Grafikerin
- Carl Krayl (1890–1947), Architekt
- Rudolf Pfisterer (1914–2005), Theologe, Publizist und Übersetzer
- Hans Ulrich Seeber (1940–2025), Anglist
- Jürgen Blätzinger (* 1948), Generaloberstabsarzt der Bundeswehr
- Lutz Wegner (* 1949), Informatiker
- Rainer Bähr (* 1958), Jurist und Insolvenzverwalter

### Weitere Persönlichkeiten, die mit der Stadt in Verbindung stehen

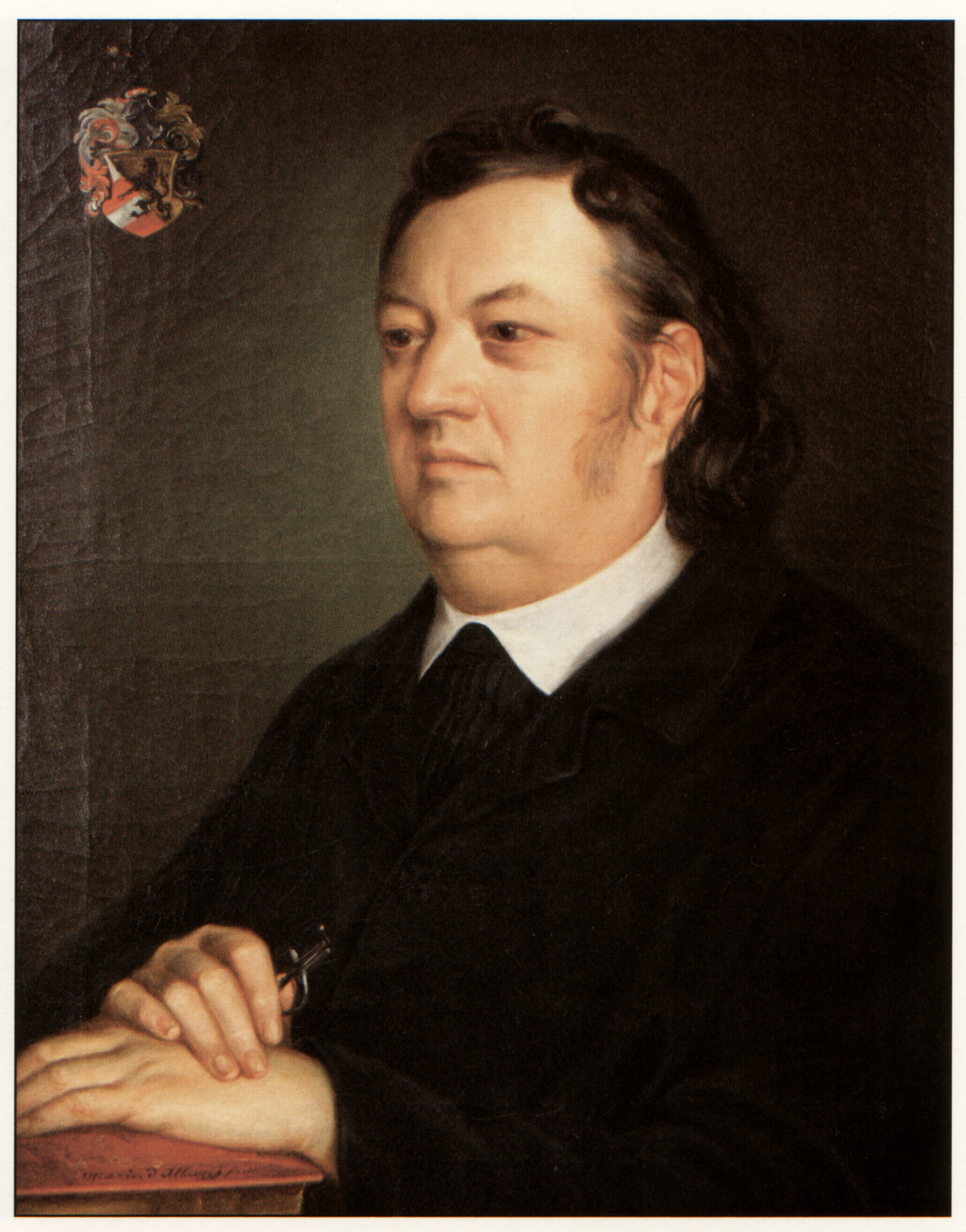
Justinus Kerner

- Michael Beheim (* 27. September 1416; † um 1474), in Sülzbach bei Weinsberg geborener Meistersinger mit dem Beinamen Poeta Weinsbergensis, ab 1439 in Diensten des Reichserbkämmerers Konrad (IX.) von Weinsberg
- Sebastian Breuning († 11. Dezember 1516), württembergischer Vogt Weinsbergs, der wegen angeblichen Hochverrats hingerichtet wurde
- Friedrich Christoph Oetinger (* 2. Mai 1702; † 10. Februar 1782), evangelischer Theologe (seit 1765 Prälat), 1752 bis 1759 Spezialsuperintendent (Dekan) und Stadtpfarrer in Weinsberg
- Friedrich Christoph Steinhofer (* 16. Januar 1706 in Owen (Teck); † 11. Februar 1761 in Weinsberg), evangelischer Theologe und Pietist.
- Johann Georg Hildt (* 17. März 1785; † 23. November 1863), Werkmeister und Architekt, Freund Justinus Kerners, Erbauer des Kernerhauses

- Justinus Kerner (* 18. September 1786; † 21. Februar 1862), Dichter und Arzt, der von 1819 an in der Stadt lebte. Das 1822 von ihm erbaute Wohnhaus, seinerzeit ein  Treffpunkt von Dichtern und Denkern, kann heute noch besichtigt werden. Er setzte sich auch für die Erhaltung der Burgruine Weibertreu ein und verhinderte ihren weiteren Abbruch. Mit der Pflege dieses kulturellen Erbes beschäftigt sich heute der Justinus-Kerner-Verein und Frauenverein.
- Ferdinand Ludwig Immanuel Dillenius (* 2. Januar 1791; † 11. Dezember 1871), langjähriger Stadtpfarrer und Dekan in Weinsberg, der eine Stadtchronik verfasste
- Immanuel Dornfeld (* 15. Mai 1796; † 29. Dezember 1869), Verwaltungsbeamter, ab 1850 Kameralverwalter für das Oberamt Weinsberg, Hauptinitiator der Weinbauschule in Weinsberg
- Friederike Hauffe geb. Wanner (* 1801; † 25. August 1829), die sogenannte Seherin von Prevorst, war die bekannteste Patientin Justinus Kerners, der über sie ein  Buch verfasste (Die Seherin von Prevorst)
- Hermann Bauer (* 19. September 1814; † 18. Mai 1872), Dekan in Weinsberg und württembergischer Heimatforscher
- Theobald Kerner (* 14. Juni 1817; † 11. August 1907), Arzt und Dichter, Sohn Justinus Kerners, pflegte das Erbe seines Vaters
- Johannes Mühlhäuser (* 27. Oktober 1834; † 2. April 1914 in Ulm), 1869 bis 1895 Leiter der Weinbauschule
- Richard Meißner  (* 23. April 1868; † 12. Januar 1938),  Vorstand der Württembergischen Wein-Versuchsanstalt und Vorsitzender des Justinus-Kerner-Vereins, Verfasser mehrerer Schriften zu Stadt und ihrer Geschichte
- Hermann Essig (* 28. August 1878; † 21. Juni 1918), Dramatiker und Dichter, ging in Weinsberg zur Schule und veröffentlichte 1909 das satirische Lustspiel Die Weiber von Weinsberg
- Otto Mörike (* 7. April 1897; † 9. Juli 1978), evangelischer Dekan Weinsbergs von 1953 bis Januar 1959, Gerechter unter den Völkern
- August Herold (* 7. August 1902; † 8. Januar 1973), Rebenzüchter an der Staatlichen Lehr- und Versuchsanstalt für Wein- und Obstbau Weinsberg
- Rolf Becker (* 12. September 1912; † 9. Mai 1984), Dichter und Lehrer
- Egon Susset (* 3. Juni 1929; † 26. Dezember 2013), aus Wimmental gebürtiger CDU-Bundestagsabgeordneter
- Fritz Reimer (* 6. Februar 1931), langjähriger Ärztlicher Direktor des Psychiatrischen Landeskrankenhauses
- Gerhard Götz (* 5. Juni 1931; † 3. Juli 2024),  Direktor der Staatlichen Lehr- und Versuchsanstalt für Wein- und Obstbau Weinsberg, ausgezeichnet mit der Goldenen Ehrenmünze der Stadt
- Hagen von Ortloff (* 15. Mai 1949),  Rundfunkmoderator, ging in Weinsberg zur Schule
- Jan Jankeje (* 30. Juli 1950),  Jazzmusiker und Komponist, lebt in Weinsberg
- Lutz Hübner (* 16. Januar 1964), Dramatiker, Schauspieler und Regisseur, wuchs in Weinsberg auf

## Weinsberg, Ohio
In Ohio, USA, gab es eine Kleinstadt namens Weinsberg, die im frühen 19. Jahrhundert gegründet und nach ihrem deutschen Vorbild benannt wurde. 1833 wurde sie in Winesburg umbenannt, als dort ein Postamt eröffnete. Unter diesem Namen existiert sie heute noch. Winesburg, Ohio ist auch der Titel eines Romans von Sherwood Anderson aus dem Jahr 1919.